# Реймсский собор
Ре́ймсский собо́р (фр. Notre-Dame de Reims) — готический собор во французском городе Реймсе. Был построен в основном в 1208—1311 годах (возведение башен затянулось вплоть до 1460 года) на месте более раннего собора V века, в котором состоялось крещение франкского короля Хлодвига I. Имена зодчих, возводивших собор в XIII веке, — Жана д’Орбе, Жана-ле-Лу, Гоше Реймсского и Бернара Суассонского — дошли до нас благодаря несохранившемуся напольному лабиринту, известному по зарисовке реймсского художника Жака Селье.
Реймсский собор является свидетелем многих важнейших событий европейской истории. Со времён раннего Средневековья до XIX века он был местом коронации практически всех французских монархов. Серьёзно пострадав в годы Первой мировой войны, собор был восстановлен, однако утратил часть оригинальных витражей и скульптур. С 1991 года он входит в список Всемирного наследия ЮНЕСКО.
Несмотря на свою незавершённость (шпили, которые должны были увенчать здание, так и не были возведены), Реймсский собор считается одной из вершин готической архитектуры. Его отличительными чертами являются ярко выраженное доминирование вертикальных линий и обилие статуй, украшающих фасады: их количество составляет 2303. Среди них наиболее известен так называемый «улыбающийся ангел», ставший одним из символов города Реймса.

## История

### Предшественники современного собора

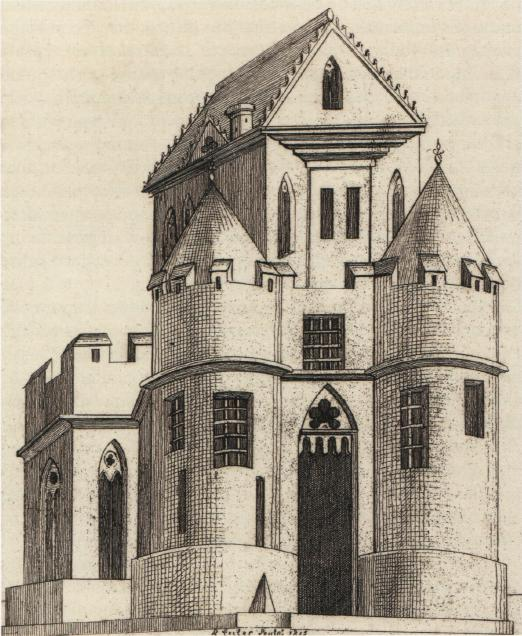
Гипотетическая реконструкция собора времён Никасия. Гравюра Леклерка, 1815

Принято считать, что христианская община в Реймсе существует с III века н. э..
Вероятно, религиозные сооружения на месте нынешнего собора существовали уже в III или IV веке. Согласно «Истории Реймсской церкви» Флодоарда, в V веке святой епископ Никасий Реймсский построил первый собор на месте галло-римских терм. Уже тогда он был посвящён Богоматери. Размеры собора составляли приблизительно 20 на 55 метров. Именно в этом храме (точнее, в находившемся рядом баптистерии) около 498 года святой Ремигий крестил короля франков Хлодвига I. Остатки баптистерия были обнаружены археологами в 1993 году; они находятся под полом современного собора, на уровне пятого пролёта нефа. Купель баптистерия представляла собой бассейн исключительных размеров, что объясняется, по всей видимости, использованием в новом качестве части помещения бывших терм.
В 816 году сын Карла Великого Людовик Благочестивый, в память о крещении Хлодвига, выбрал Реймсский собор местом своей коронации. 5 октября его короновал папа Стефан IV. Во время церемонии стала очевидной ветхость собора, и в последующее десятилетие, с 817 по 825 год, архиепископ Эббон реконструировал бо́льшую часть здания. Согласно Флодоарду, Эббон получил разрешение разобрать городские стены, чтобы обеспечить достаточное количество материала, и расширить прилегавшие к собору улицы. В качестве архитектора Эббон выбрал королевского серва Рюмо (фр. Rumaud или Rumold). Археологические раскопки под руководством Анри Денё, проводившиеся после Первой мировой войны, показали, что при Эббоне не только был реконструирован сам собор, но и добавились примыкающие к нему постройки, в том числе клуатр, помещение для капитула, здание архивов и строение, впоследствии ставшее частью Дворца То.

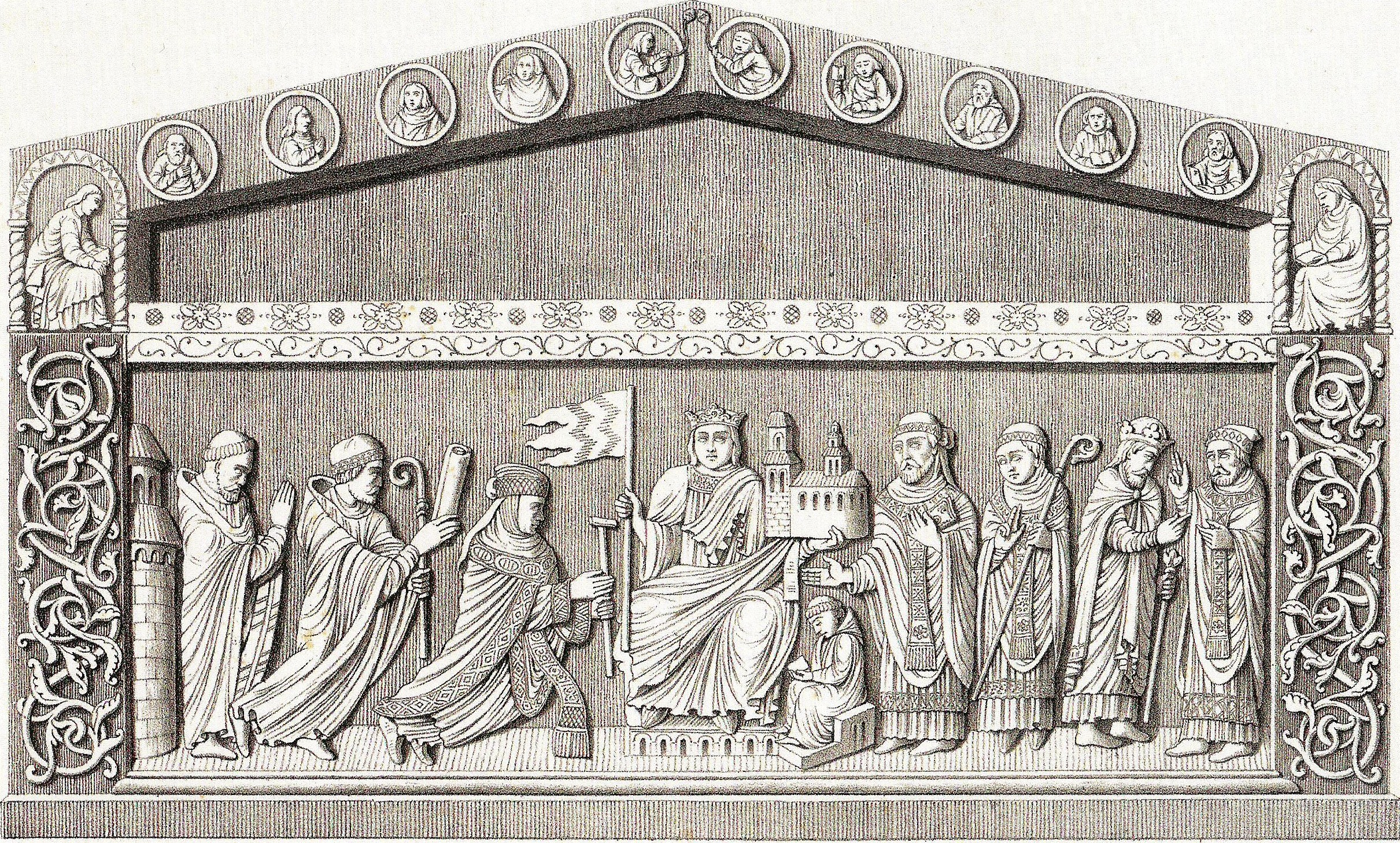
Гробница Гинкмара (ок. 1130) с изображением собора IX века

Затем работы продолжил преемник Эббона Гинкмар, и 18 октября 846 года собор был торжественно освящён в присутствии короля Карла Лысого. Он был около 86 метров в длину и имел двойной трансепт. Остаётся неясным, насколько большой вклад Гинкмар внёс в строительство собора. У Флодоарда в основном говорится об украшении Гинкмаром алтаря и интерьера храма, однако современные историки предполагают, что его вклад в строительство мог быть значительно бо́льшим.
В 976 году дальнейшее расширение собора было предпринято архиепископом Адальбероном. Часть предыдущего здания была разрушена, что позволило удлинить неф. Кроме того, Адальберон продолжил работы по украшению интерьера; при нём появились цветные витражи и, возможно, напольная мозаика, обнаруженная при раскопках Анри Денё.
В 1027 году легенда о Святой Стекляннице (сосуде с миром, находившемся в реймсском аббатстве Святого Ремигия) и политическое могущество Реймсского архиепископства стали причинами того, что Реймсский собор был избран постоянным местом коронации французских правителей. С этого времени все французские монархи (с несколькими исключениями) будут коронованы на царство в Реймсе.
Сохранились свидетельства о том, что в 1152 году архиепископ Самсон разрушил фасад собора, чтобы построить новый, с двумя башнями вместо одной. Апсиду каролингской эпохи он заменил более просторной, с деамбулаторием и венцом капелл. Возможно, моделью ему послужил храм парижского аббатства Сен-Дени. В реконструированном им соборе более ранний каролингский стиль сочетался с элементами зарождавшейся готики. Уже к 1160 году созданный Самсоном храм стал одним из самых высоких, просторных и богато украшенных в Европе. Впоследствии другие архиепископы Реймса также вносили свой вклад в строительство и украшение собора.
Раскопки Анри Денё показали, что под современным собором до сих пор присутствуют следы более ранних сооружений. Все они возводились вокруг одного и того же «ядра» — крипты святого Ремигия, над которой впоследствии был расположен главный алтарь собора.

### Строительство нового собора (XIII—XIV вв.)
До недавних пор было принято считать, что 6 мая 1210 года пожар полностью уничтожил старый собор, а ровно через год, 6 мая 1211 года, архиепископ Реймса Альберик де Юмбер заложил первый камень в постройку нового храма. Эта информация основывалась на свидетельстве очевидца, автора так называемых «Анналов Сен-Никез» (фр. Annales de Saint-Nicaise; по названию аббатства Сен-Никез в Реймсе). В анналах, кроме того, говорилось, что в день пожара случилось также солнечное затмение. Однако в 2008 году историк искусства Анн Праш (фр. Anne Prache), основываясь на данных археологических и дендрохронологических исследований собора, обосновала необходимость пересмотра общепринятой хронологии. В качестве аргументов она привела как результаты исследований, так и, в первую очередь, тот факт, что в 1210 году не было солнечного затмения (ранее это противоречие никем не замечалось). Полное солнечное затмение случилось в Реймсе 28 февраля 1207 года, вскоре после того как Альберик де Юмбер стал архиепископом Реймса. Противоречие с датой, указанной в «Анналах», Праш объясняет тем, что они писались ретроспективно и могли содержать ошибки и неточности. Поэтому в настоящее время исследователи склоняются к мнению, что строительство нового собора началось в 1207 или 1208 году.
Альберику де Юмберу удалось собрать средства, необходимые для строительства грандиозного собора, способного соперничать с парижским. Долгое время первым зодчим и автором проекта считался Робер де Куси. Этот вывод был сделан историками из его эпитафии, гласившей: «Cy gist Robert de Coucy, maistre de Nostre Dame et de Saint Nicaise, qui trespassa l’an 1311» («Здесь покоится Робер де Куси, мастер [храмов] Нотр-Дам и Сен-Никез»). Лишь в 1885 году реймсский библиотекарь и архивист Луи Парис указал на явное несоответствие дат жизни архитектора и времени основания собора.

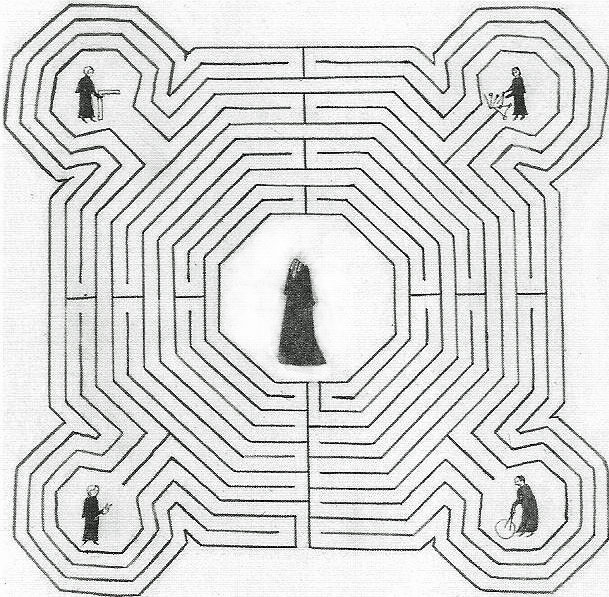
Лабиринт Реймсского собора с фигурами зодчих. Рисунок Жака Селье (XVI век)

Затем авторство проекта Реймсского собора было приписано другому известному архитектору того времени, Гюгу Либержье. В его пользу говорил ряд фактов, в том числе определённое архитектурное сходство храма Сен-Никез, в строительстве которого он принимал участие, с Реймсским собором. Даты жизни Либержье также вполне согласовывались с периодом закладки собора. Однако необъяснимым оставался тот факт, что в надгробной эпитафии он характеризуется лишь как «мастер церкви Сен-Никез», тогда как Реймсский собор в ней не упомянут.
Относительную ясность в вопрос о первенстве внёс анализ напольного лабиринта Реймсского собора, уничтоженного в 1779 году, но сохранившегося в зарисовке реймсского художника XVI века Жака Селье. Он содержал изображения зодчих, возводивших собор в XIII веке, и надписи, поясняющие, какую часть здания строил каждый из них. Благодаря информации, содержавшейся в лабиринте, известно, что в строительстве нового здания собора принимали участие четыре архитектора: Жан д’Орбе, Жан-ле-Лу, Гоше Реймсский и Бернар Суассонский. Однако некоторая неоднозначность терминов, присутствующих в тексте надписей лабиринта, не позволяет с полной уверенностью определить, кто из них спланировал и начал строительство. Большинство историков, вслед за Луи Демезоном, полагает, что это был Жан д’Орбе; некоторые, в том числе Эли Ламбер, считают, что строительство начал Жан-ле-Лу. Существует также версия, согласно которой первым был Гоше Реймсский: она опирается на тот факт, что в средневековых лабиринтах «точкой отсчёта» был нижний левый угол, где и находится изображение этого архитектора. Вопросу о том, в каком порядке и в какие годы четверо первых зодчих работали над возведением собора, посвящены работы многих известных историков и искусствоведов. Что касается самого строительства, считается, что к концу XIII века неф и кровля были завершены, а фасад достроен до уровня так называемой Галереи королей.
Благодаря тщательному анализу исторических документов, проведённому Луи Демезоном, известны имена архитекторов, продолживших строительство собора в XIV веке. В своей работе «Les architectes de la cathédrale de Reims» («Архитекторы Реймсского собора», 1897) он выстраивает следующую последовательность: Бернара Суассонского сменил, около 1290 года, некий мастер Адам; затем работами руководил уже упоминавшийся Робер де Куси, умерший в 1311 году; после него строительство возглавляли мастера Колар, Жиль, Жан Дижонский и Колар из Живри.

### XV—XX века
В период Столетней войны строительство собора существенно замедлилось. В 1429 году, при активном участии Жанны д’Арк, здесь состоялась коронация Карла VII, ознаменовавшая переломный момент в Столетней войне. К этому времени башни фасада ещё не были достроены; возведение южной башни завершилось лишь в 1435 году, а северной — около 1460 года. На завершающем этапе собор должны были увенчать семь шпилей.
24 июля 1481 года очередной пожар нанёс существенный ущерб строящемуся собору. К 1515 году его последствия были ликвидированы, однако все выделенные на строительство средства ушли на восстановление сгоревших частей, в результате чего достроить собор в соответствии с изначальным планом не удалось. В частности, шпили, благодаря которым собор должен был достичь высоты 120 метров (по другим данным — 170), так и не были возведены.
В XVI веке в Реймсский собор попадает славянское Реймсское евангелие, на котором, как на таинственной рукописи, присягают короли. В настоящее время евангелие хранится в муниципальной библиотеке Реймса.

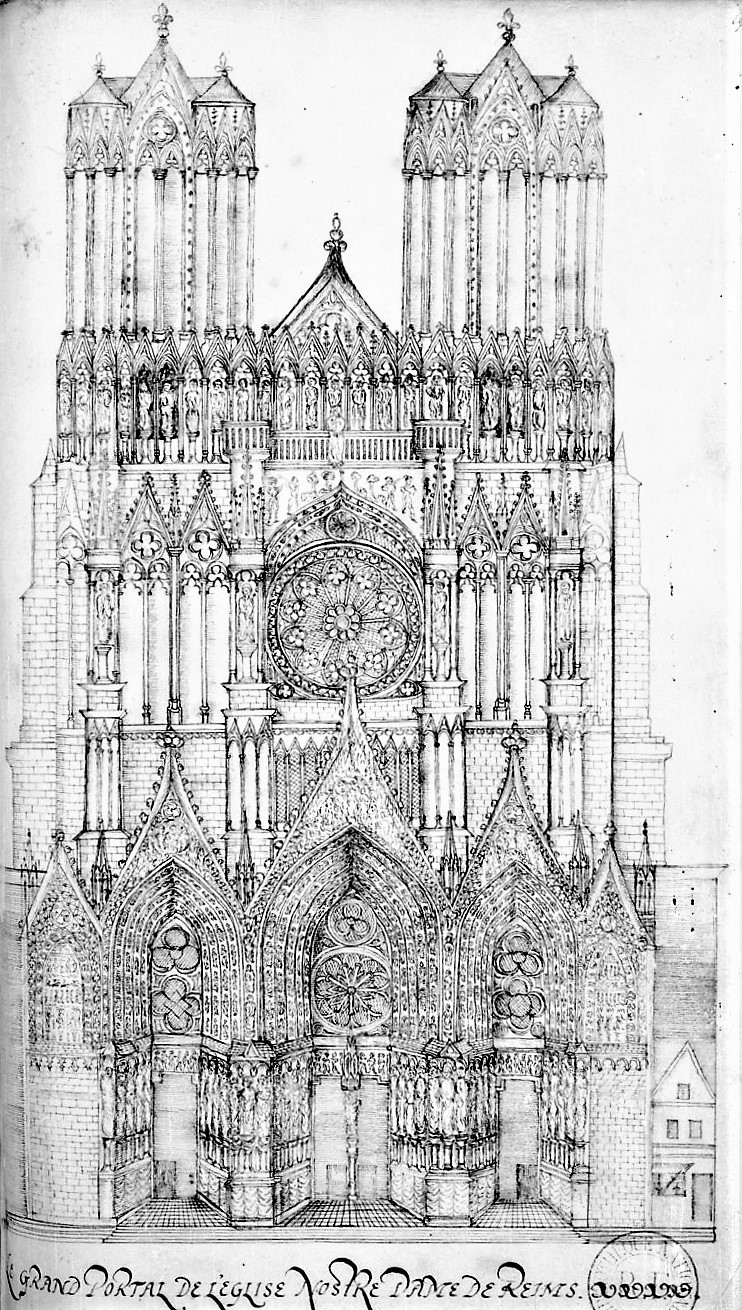
Жак Селье. Западный фасад Реймсского собора. Ок. 1583—1587

На протяжении XVI—XVII веков архитектура собора не претерпевала существенных изменений. В 1611—1612 годах была осуществлена реставрация порталов; с 1737 по 1740 год проводилась реставрация западного фасада и его скульптур. Внутреннее убранство оставаться полностью неизменным не могло, однако новые элементы, в том числе выполненные в стиле ренессанса или классицизма, просто встраивались в ранее сформировавшийся интерьер. Радикальные преобразования начались в 40-х годах XVIII столетия, в первую очередь по инициативе реймсского каноника Жана Годино. В этот период многих храмов коснулась волна своеобразных реноваций, которые впоследствии будут названы «клерикальным вандализмом», поскольку в их ходе уничтожалось многое из наследия Средневековья. Годино заменил перегородки капелл решётками; избавился от части богатого декора капелл; убрал средневековую алтарную преграду; заменил надгробные памятники архиепископам (располагавшиеся в пространстве хора) встроенными в пол плитами; вместо средневековых скамей поставил новые. После того как не стало алтарной преграды, возникла потребность в новом алтаре, соответствующем обновлённому интерьеру. Был утверждён проект королевского архитектора Жак-Анжа Габриэля, предполагавший, в числе прочего, создание двух золотых барельефов, подобных тем, что украшали предыдущий алтарь. По распоряжению Годино старинные барельефы были переплавлены, и из полученного слитка были созданы новые. Наконец, чтобы новый алтарь, освящённый 6 мая 1747 года, был лучше виден, Годино заменил часть цветных витражей, плохо пропускавших свет, простым стеклом. Во все эти работы Годино, имевший немалое состояние, вкладывал собственные средства, и в итоге потратил колоссальную сумму: 200 000 ливров. Однако его деятельность никоим образом не была самоуправством: он действовал в духе времени, при поддержке короля, епископа и большей части духовенства.
Позднее, в конце XVIII века, «просвещённое» духовенство решило также избавить собор от предметов почитания, в которых усматривало элементы народной религии. В 1743 году из собора был убран камень, на котором, по преданию, принял мученическую смерть святой Никасий. В 1778 году каноник Жакмар лично пожертвовал сумму, необходимую, чтобы удалить напольный лабиринт, в котором любили играть дети, что мешало ходу литургии.
После Великой французской революции 1789 года церковное имущество во Франции было национализировано, а сами храмы если не разрушались, то использовались в сугубо утилитарных целях. Так, Реймсский собор в 1793 году был превращён в хранилище фуража. Многие архитектурные элементы и детали внутреннего убранства были уничтожены. В первую очередь революционеры боролись с религиозными и монархическими символами, поэтому со статуй Соломона, Давида и Хлодвига были сбиты короны, а с конька крыши — «королевские» лилии. Сам собор, имевший уникальное значение для истории Франции, уцелел, но даже когда в нём снова начали проводить службы, до 1802 года над входом красовалась надпись «Храм Разума».

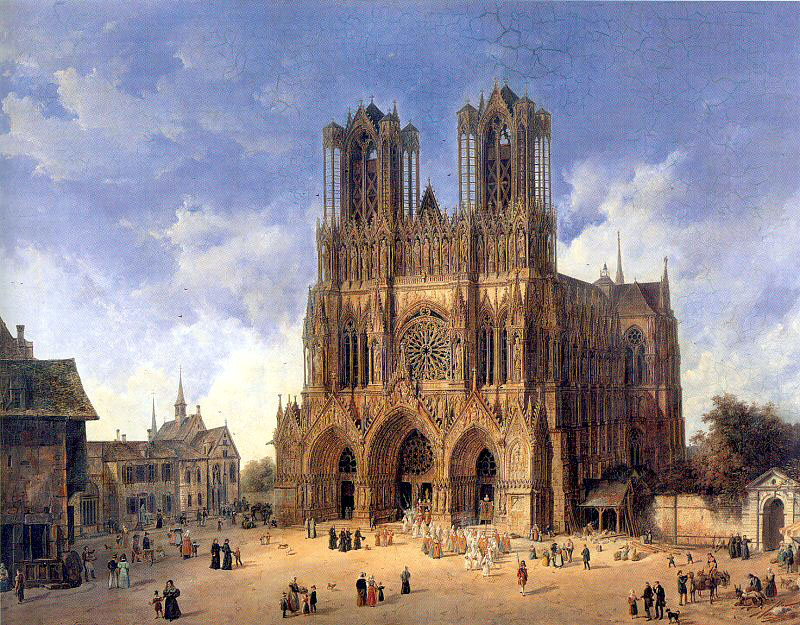
Доменико Квальо. Реймсский собор. 1827 г.

29 мая 1825 года состоялась последняя коронация в Реймсе: венчание на царство Карла X. В 1831 году генеральный инспектор исторических памятников Людовик Вите написал возмущённый доклад в Министерство внутренних дел. В нём сообщалось об акте вандализма, совершённом в ходе подготовки к мероприятию: ради безопасности монарха с многочисленных статуй были сбиты головы, которые грозили обрушиться в любую минуту. Однако архитекторы, ответственные за подготовку к коронации (в том числе Жак Гитторф), категорически отказались признавать, что нечто подобное могло иметь место.
Постепенно в течение XIX века готические соборы стали восприниматься как важная часть национального достояния, чему поспособствовали, в частности, романтизм с его интересом к готике и произведения Шатобриана и Виктора Гюго. Уже в послереволюционные годы в Реймсском соборе были проведены первые реставрационные работы, а в 1837 году он перешёл в ведение епархиального архитектора Жан-Жака Арвёф-Франкена, которые предпринял более масштабную реставрацию здания. В его намерения также входило завершить строительство незаконченного собора, построив шпили, которые предусматривал изначальный проект. Предложение было отклонено Комиссией по историческим памятникам и вызвало серьёзную общенациональную полемику о допустимости подобных реконструкций. Тем не менее Арвёф-Франкен распорядился установить на башнях опоры для будущих шпилей, а также продолжил работы по реставрации собора в соответствии с собственными представлениями. В 1860 году его сменил известный архитектор и реставратор Эжен Виолле-ле-Дюк, у которого также были свои взгляды на принципы архитектурной реставрации. Виолле-ле-Дюк принял решение отказаться от модификаций, внесённых в 1481—1516 годах, и вернуться к первоначальному замыслу, который он собирался воссоздать отчасти по сохранившимся эскизам, а отчасти — руководствуясь собственной фантазией. Так, например, на галерее абсидиальной части он установил фигуры животных, ориентируясь на сохранившиеся образцы, а саму галерею, до того сплошную, сделал ажурной. Интерьер вновь обрёл типичный для Средневековья полихромный декор и цветные витражи. 

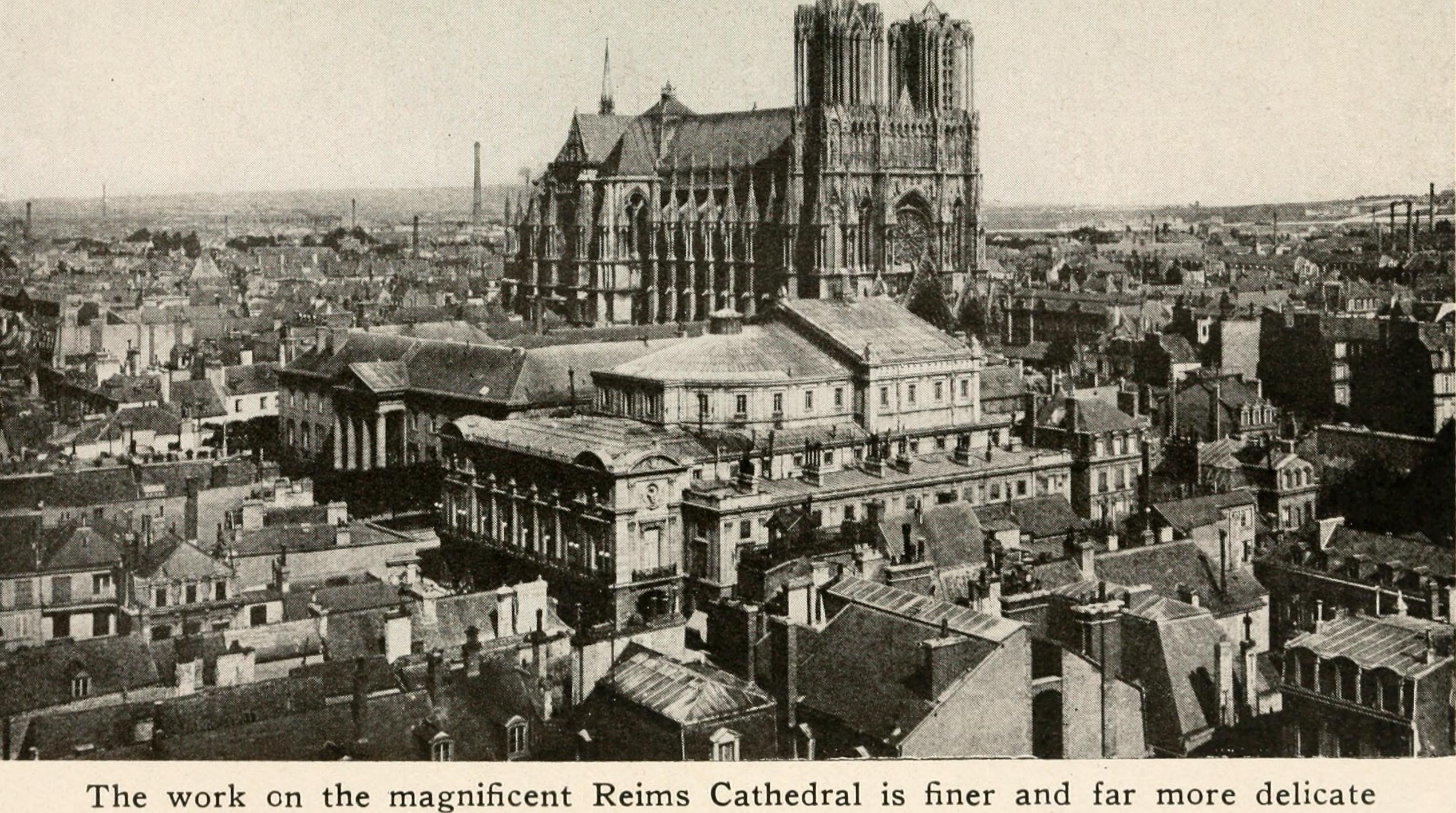
Собор на фотографии 1913 года

В 1874 году Виолле-ле-Дюка сменил Эжен Милле, также считавший, что реставрация должна вернуть собору его облик до 1481 года. Он начал с галереи на южной стороне нефа и заменил её новой, стилизованной под XIII век. Однако его инициатива не нашла поддержки: Национальная академия Реймса потребовала прекратить работы и не повторять то же самое с северной стороны. После Милле реставрацией собора руководили Виктор Рюприш-Робер (с 1879 по 1886 год) и Дени Дарси (1887—1904), в большей степени опиравшиеся на исторические данные и результаты археологических исследований. К концу XIX века стала очевидна необходимость укрепления основной структуры: так, зимой 1880—1881 годов заметно осела южная башня, и устойчивость здания оказалась под угрозой. В 1904 году реставрационные работы возглавил Поль Гу, который использовал для укрепления башен новейшие технологии с применением железобетона. В 1913 году капитальный ремонт понадобился северной башне, вокруг неё были установлены леса, однако с началом Первой мировой войны все работы были отложены.

### Первая мировая война
Во время Первой мировой войны Реймс был захвачен немцами и четыре года оставался в зоне боевых действий. Многочисленные бомбардировки не пощадили и Реймсский собор.

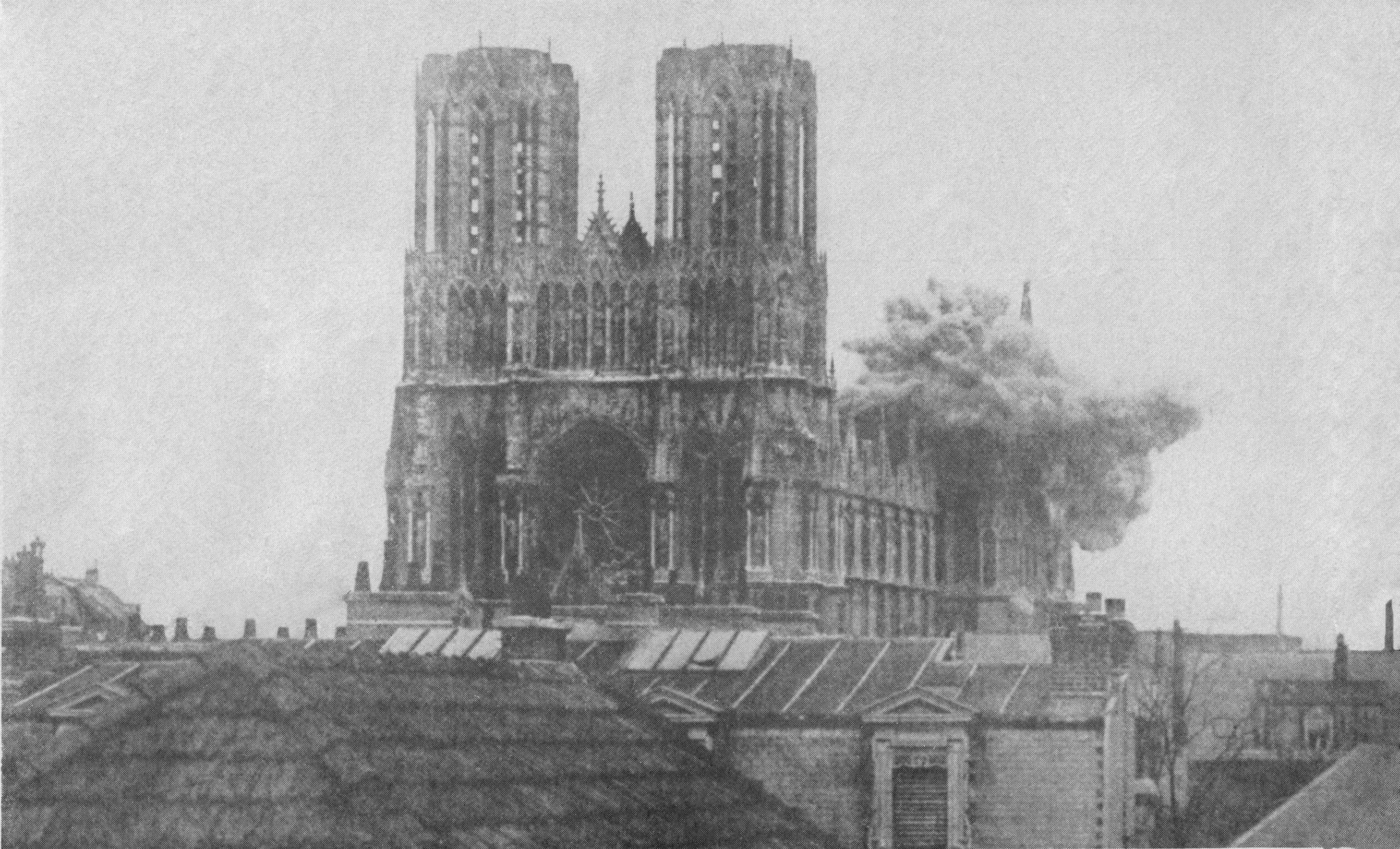
Бомбардировка Реймсского собора

Первый снаряд попал в здание 4 сентября 1914 года и нанёс ему незначительные повреждения. Более серьёзно собор пострадал во время следующих бомбардировок, когда 17 сентября в него попало 3 снаряда, а 18 сентября — 13. Однако наибольший ущерб ему нанёс пожар, вспыхнувший 19 сентября в результате попадания снаряда в строительные леса. Обрушившись, леса повредили многие статуи на фасаде собора; средневековые витражи разбились; свинцовая кровля расплавилась в огне, и потоки жидкого свинца залили внутренность собора и статуи. Известняк, из которого они были сделаны, потрескался, почернел или приобрёл под воздействием высоких температур несвойственный ему розовый цвет. В последующие годы собор ещё не раз подвергался бомбардировкам; в общей сложности в него попало около 300 снарядов. Вопреки часто встречающемуся утверждению, собор не был превращён в руины, однако ко времени окончания войны пребывал в плачевном состоянии, в том числе и потому, что долго стоял без кровли, полностью сгоревшей в огне.
Разрушение Реймсского собора вызвало живые отклики мировой общественности. В числе тех, кто с болью и осуждением писал о «соборе-мученике», были Анри Бергсон, Анатоль Франс, Марсель Пруст. В 1914 году французский писатель Ромен Роллан опубликовал статью Pro aris (с лат. — «В защиту алтарей»), осуждающую варварство немецких войск. В защиту шедевра средневековой архитектуры выступили Эмиль Далькроз и русские художники объединения «Мир искусства». Осип Мандельштам написал стихотворение «Реймс и Кёльн», заканчивающееся риторическим вопросом: «Что сотворили вы над реймсским братом?».

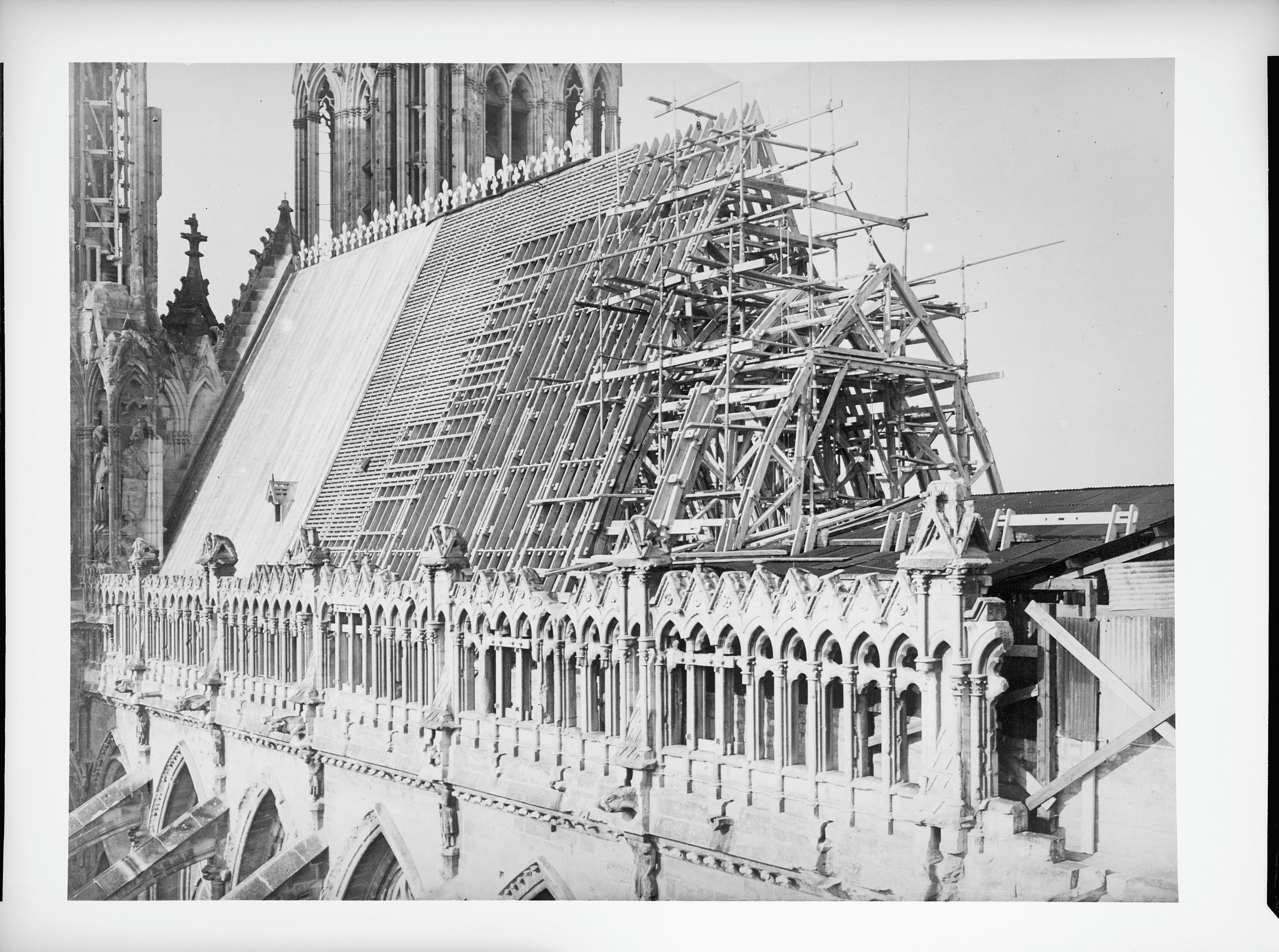
Реконструкция кровли под руководством Анри Денё. Фото 1926 года

Сбитые во время бомбардировок фрагменты скульптур и отдельные статуи были собраны в здании бывшего епископского дворца (Дворец То), примыкающего к собору. Многие оригиналы до сих пор хранятся во дворце, превращённом в 1972 году в музей; при реставрации они были заменены копиями. В числе прочих можно увидеть гаргульи, из пастей которых свисают «языки» застывшего свинца: во время пожара расплавленный свинец тёк по ним, как обычно течёт дождевая вода.
Работы по восстановлению собора начались уже в 1915 году. Средства на них выделило французское правительство, однако немалую роль сыграли и частные пожертвования, в первую очередь Джона Рокфеллера-младшего, взявшего на себя расходы по восстановлению кровли. Кроме того, в 1917 году было создано «Общество друзей Реймсского собора» (фр. Société des Amis
de la Cathédrale de Reims), чьей основной задачей стал сбор средств на его реставрацию. Общество действовало под патронажем президента республики Раймона Пуанкаре и архиепископа Реймса кардинала Люсона.
Реставрационные работы возглавил архитектор Анри Денё, полностью посвятивший себя делу возрождения реймсских памятников, пострадавших в военные годы. В числе прочего Денё заменил деревянные конструкции собора конструкциями из армированного бетона, более прочными, лёгкими и невозгораемыми. Под его руководством также проводились археологические исследования, позволившие проследить и изучить ранние этапы строительства собора и предшествовавших ему сооружений. Разбитые витражи были восстановлены Жаком Симоном, потомственным стекольных дел мастером из Реймса. В 1938 году работы по реставрации собора завершились, и в нём вновь начали проводить богослужения.

### XX—XXI века

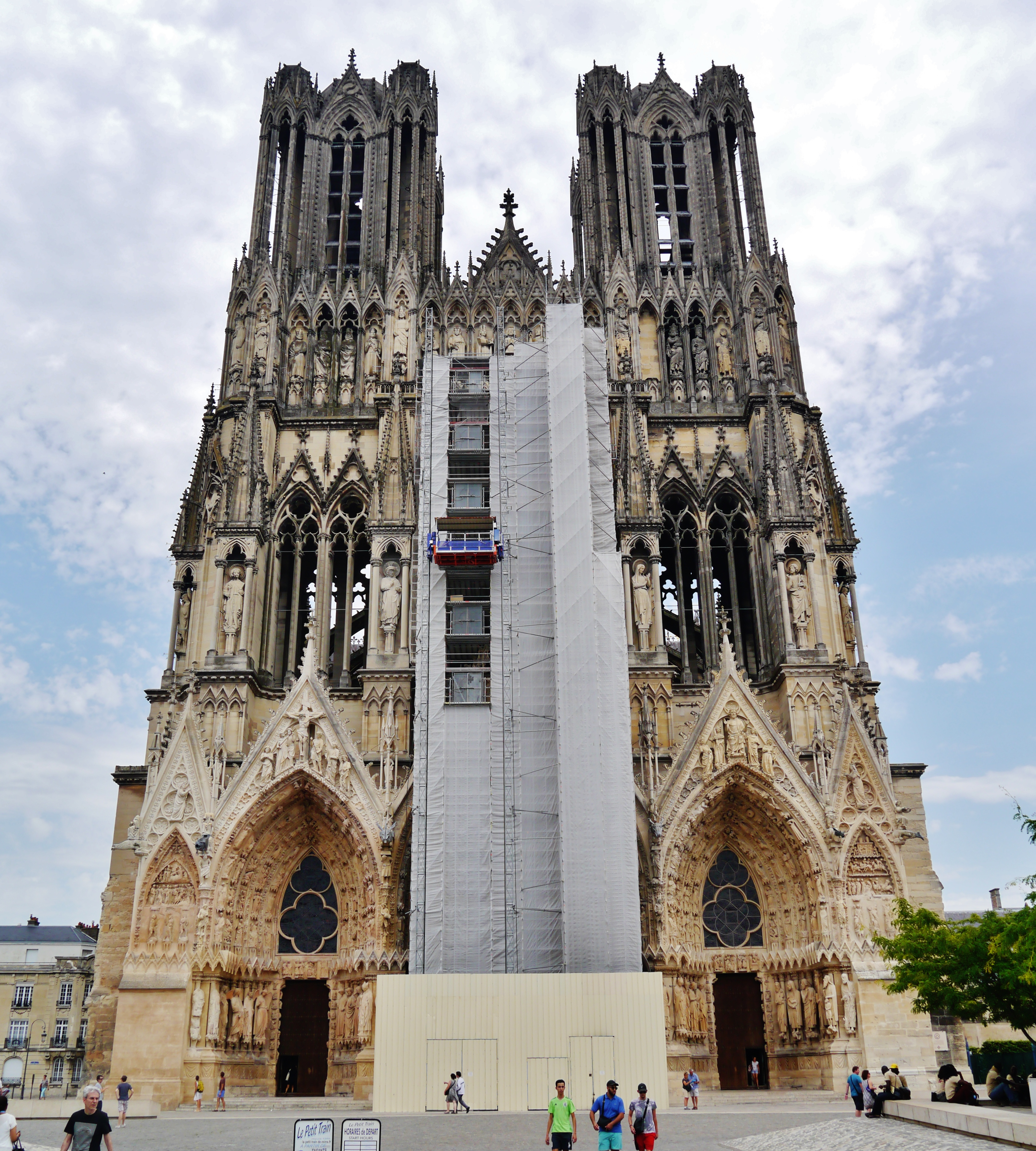
Фасад собора в ходе реставрационных работ (фото 2016 года)

Хотя реставраторами во главе с Денё был проделан огромный объём работ, ущерб, нанесённый собору в военное время, был чересчур велик. Дальнейшее восстановление фасадов и интерьера продолжилось в XX веке и, в сущности, длится до сих пор.
В 1960-х годах состояние статуй собора было признано катастрофическим. Реставрационные работы растянулись на долгие годы и проходили в несколько этапов. Так, реставрация только западного (главного) фасада заняла более 20 лет: с 1989 по 1994 и затем с 1996 по 1998 год реставрировались Галерея королей и центральный портал; с 2001 по 2005 год шла реставрация южного портала, и с 2007 по 2011 — северного. На реставрацию северного портала, больше всего пострадавшего при пожаре, была выделена сумма в 3,82 млн евро; работы были завершены к началу празднеств в честь 800-летия собора.
С 2013 по 2016 год проводилась масштабная реставрация центрального фасада на уровне башен и окна-розы. Часть средств на её реализацию была собрана Обществом друзей собора. Работы касались в первую очередь статуй и витражей, в том числе большой розы над главным входом, и после их завершения собор предстал таким, каким его никто не видел с 1914 года. Наконец, в 2017 году началась реставрация сводов центрального портала, в ходе которой также осуществляется разностороннее исследование статуй и строительных материалов.

## Архитектура

### Общие сведения

План собора

Реймсский собор представляет собой один из самых совершенных образцов зрелой готики. Хотя его архитектурная композиция во многом повторяет композицию Шартрского собора, сочетая трёхнефную базиликальную часть с пятинефным хором, деамбулаторием и венцом капелл, тем не менее в Реймсском соборе был создан совершенно иной архитектурно-художественный образ храма. От всех предшествующих соборов он отличается большей стройностью пропорций, лёгкостью масс и богатством декоративных элементов. Несмотря на свою незавершённость (изначально запланированные семь башен так и не были построены), он производит впечатление цельного и гармоничного творения.

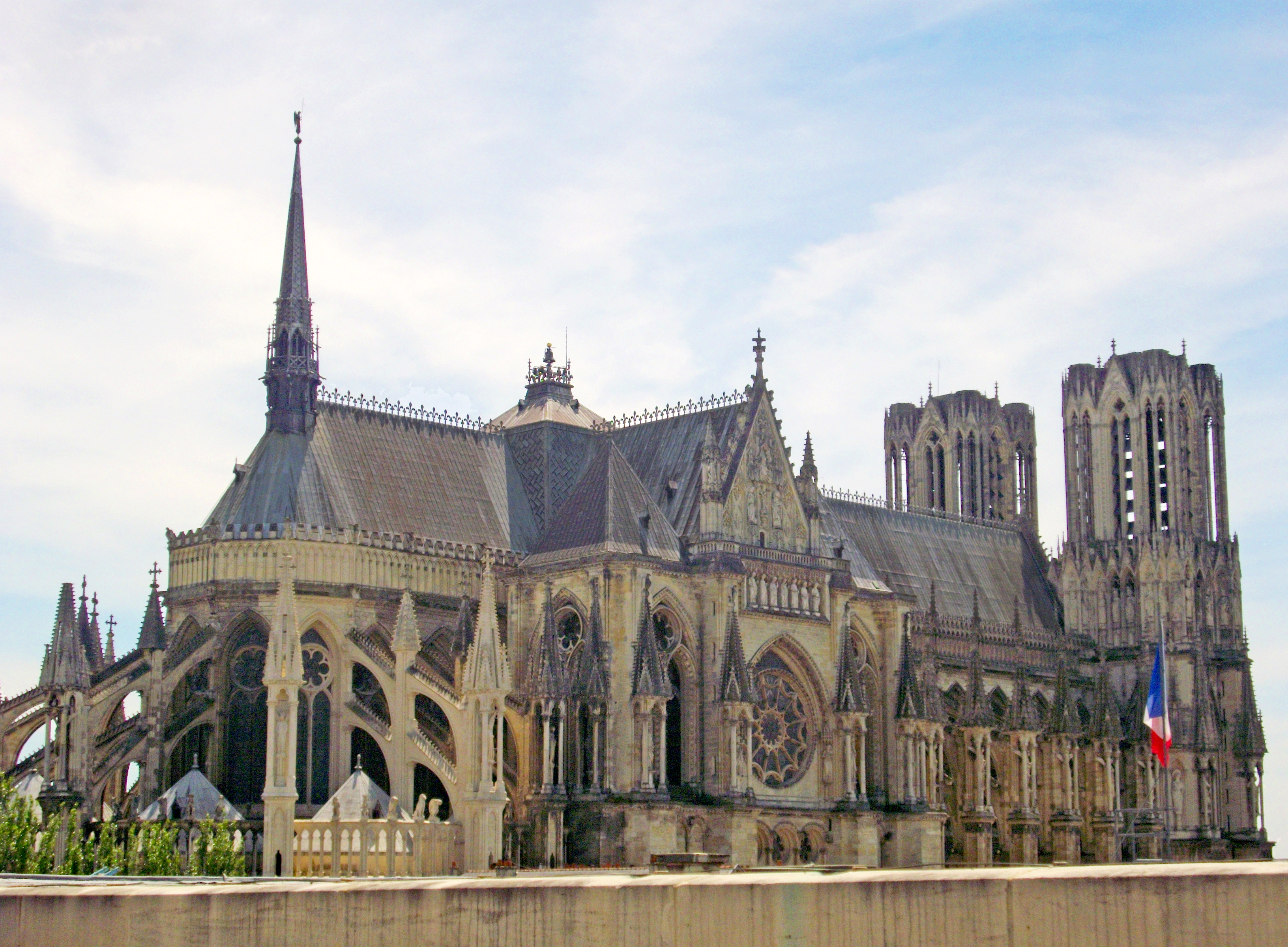
Общий вид верхней части собора с северо-востока

Реймсский собор поражает своей грандиозностью. Так как он использовался для коронаций, его центральный неф — самый длинный во всей Франции: 149 метров от входного портала до самой крайней восточной точки. Внутри длина здания составляет 138 метров. Высота нефа — 38 м, ширина — 15 м. Трансепт насчитывает 61 м в длину и 31 м в ширину. Ширина центрального фасада — 49 м. Высота здания вместе с башнями — 81,5 м; общая площадь — 6650 м².
Отличительной чертой собора является его устремлённость ввысь: вертикальные линии явно преобладают над горизонтальными. Так, стрельчатые завершения вимпергов над порталами главного фасада как бы уничтожают грани между первым и вторым ярусами, а фиалы контрфорсов разрывают линию венчающего карниза. Во втором ярусе высокие стрельчатые окна, колонны и пинакли продолжают движение вверх, и, наконец, завершают его вытянутые башни с удлинёнными окнами. Геометрическим и эстетическим центром композиции является большое окно-роза.
Основной материал, применявшийся при строительстве собора и изготовления скульптур, — известняк лютетского яруса. Более плотная порода с высоким содержанием кальцита использовалась для фундамента собора; более мягкая и пористая — для изготовления статуй.
Кровля собора покрыта свинцовыми листами. Конёк украшен чередующимися лилиями, эмблемой французских монархов, и трёхлистниками. Уничтоженные в годы Революции, лилии были восстановлены в 1921 году Анри Денё.

#### Скульптура
Яркой чертой Реймского собора является обилие скульптур, украшающих его фасады: в общей сложности их насчитывается 2303. Скульптура здесь неотделима от архитектуры; скульптурный декор, превращая стены в своеобразное каменное кружево, словно лишает их материальности, наполняет воздухом и светом, пронизывает одухотворённостью.
Как статуи, так и рельефы Реймского собора обладают определённым стилистическим единством, которое позволяет говорить о Реймской скульптурной школе. Особенностями реймской скульптуры в целом являются пластическая свобода, мягкость моделировки, реалистические пропорции, движения и жесты скульптур, хорошая разработка складок и драпировок. При этом почерк позволяет различить внутри этой школы несколько мастеров или несколько различных мастерских.
Целый круг скульптур изваян в антикизирующем стиле «Мастером античных фигур», в числе их группа Марии и Елизаветы западного фасада. На западном же фасаде находятся работы «Мастера фигуры улыбающегося ангела» и «Мастера царя» 40-х годов XIII века в рыцарском духе эпохи, с удлинёнными пропорциями, несколько манерными позами и придворными учтивыми улыбками на лицах.
Единство составляют скульптуры северного фасада, более ранние, чем западного, созданные темпераментными художниками и острыми наблюдателями, мастерами изысканной линейной трактовки.
«Мастер царицы Савской», работавший при Жане де Лу, изваял статуи царицы Савской и Соломона, Симеона и Давида, группу епископа и дьякона.

### Фасады собора

#### Западный (главный) фасад

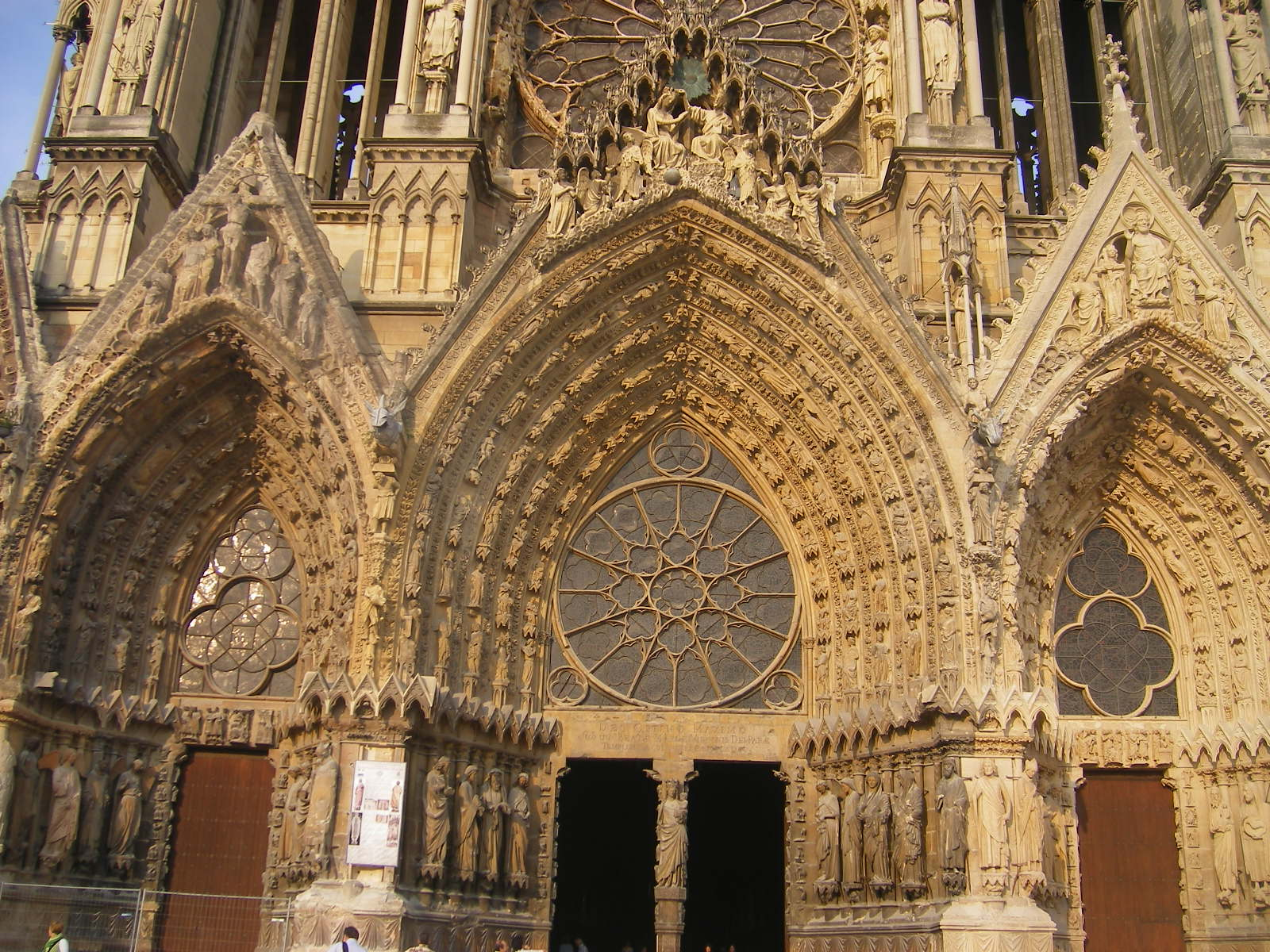
Общий вид трёх порталов

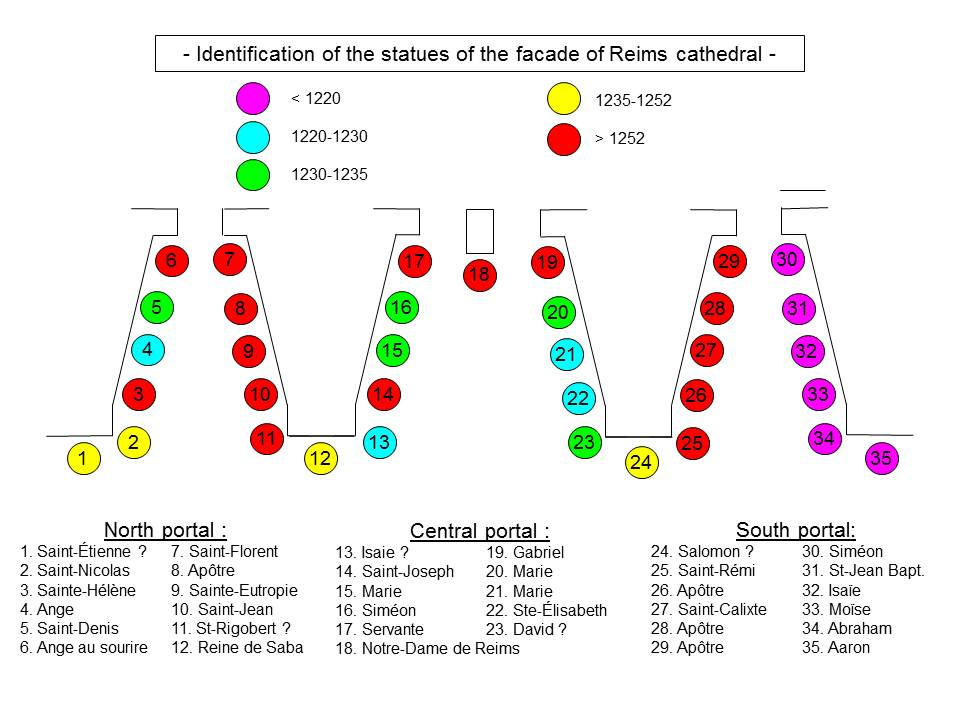
Схема расположения статуй в порталах

Главный фасад Реймсского собора существенно отличается от классического раннеготического, примером которого может служить фасад Собора Парижской Богоматери. Основное отличие, помимо уже упоминавшегося доминирования вертикалей, состоит в том, что башни Реймсского собора образуют с фасадом единое целое.
Нижний ярус фасада почти полностью занят тремя порталами, расположенными между контрфорсами огромной толщины, в результате чего их глубина достигает четырёх метров. Вимперги порталов богато украшены скульптурными горельефами.
Центральный портал посвящён Деве Марии; на его вимперге изображена сцена коронования Богоматери Христом. Ангелы на ступенях её трона держат монстранции; над рукой Христа восходит солнце.
Статуи в проёме портала с правой стороны представляют сцены Благовещения (ок. 1240—1250 гг.) и встречи Марии и Елизаветы (ок. 1220—1230 гг.). Статуи, слева направо, изображают: архангела Гавриила и Деву Марию; Деву Марию и Елизавету; далее, вероятно, следуют царь Давид (или супруг Елизаветы Захария) и царь Соломон. В сцене встречи Марии и Елизаветы заметно влияние античного искусства: обилие складок в драпировках, приём контрапоста и некоторое сходство одеяний обеих женщин с одеждой, изображавшейся на танагрских статуэтках. В сцене Благовещения примечательна статуя архангела Гавриила, на губах которого играет улыбка. Как явствует из пометок на статуях, обнаруженных Анри Денё во время реставрации, изначально эта скульптура задумывалась как пандан другой знаменитой статуе Реймсского собора — так называемому «улыбающемуся ангелу» (см. ниже) и должна была находиться рядом с ним. Однако, видимо, ввиду особой красоты и выразительности этой статуи ей отвели почётное место в центральном портале. Интересно, что на крыле архангела Гавриила до сих пор заметны следы зелёного пигмента. Историки полагают, что все статуи порталов изначально были полихромными, но со временем краски стёрлись, а пожар 1914 года уничтожил последние их следы. В 2019 году запланирована реставрация статуй центрального портала; к этому времени будут проведены тщательные исследования сохранившихся пигментов и принято решение об их консервации или восстановлении.
Статуи с левой стороны портала — служанка (или дева Мария в сцене Очищения), Симеон, Мария, протягивающая Младенца Симеону, и Иосиф. Рядом с Иосифом — Исайя и царица Савская.
Трюмо в проёме портала венчает статуя Богородицы с короной на голове и Младенцем на руках.
Своды порталов неоднократно реставрировались на протяжении веков. Из украшающих их скульптур к XIII веку относятся только 17 фигур с левой стороны и 23 с правой. Эти многочисленные статуи изображают предков Девы Марии, сцены её земной жизни, ангелов и святых.

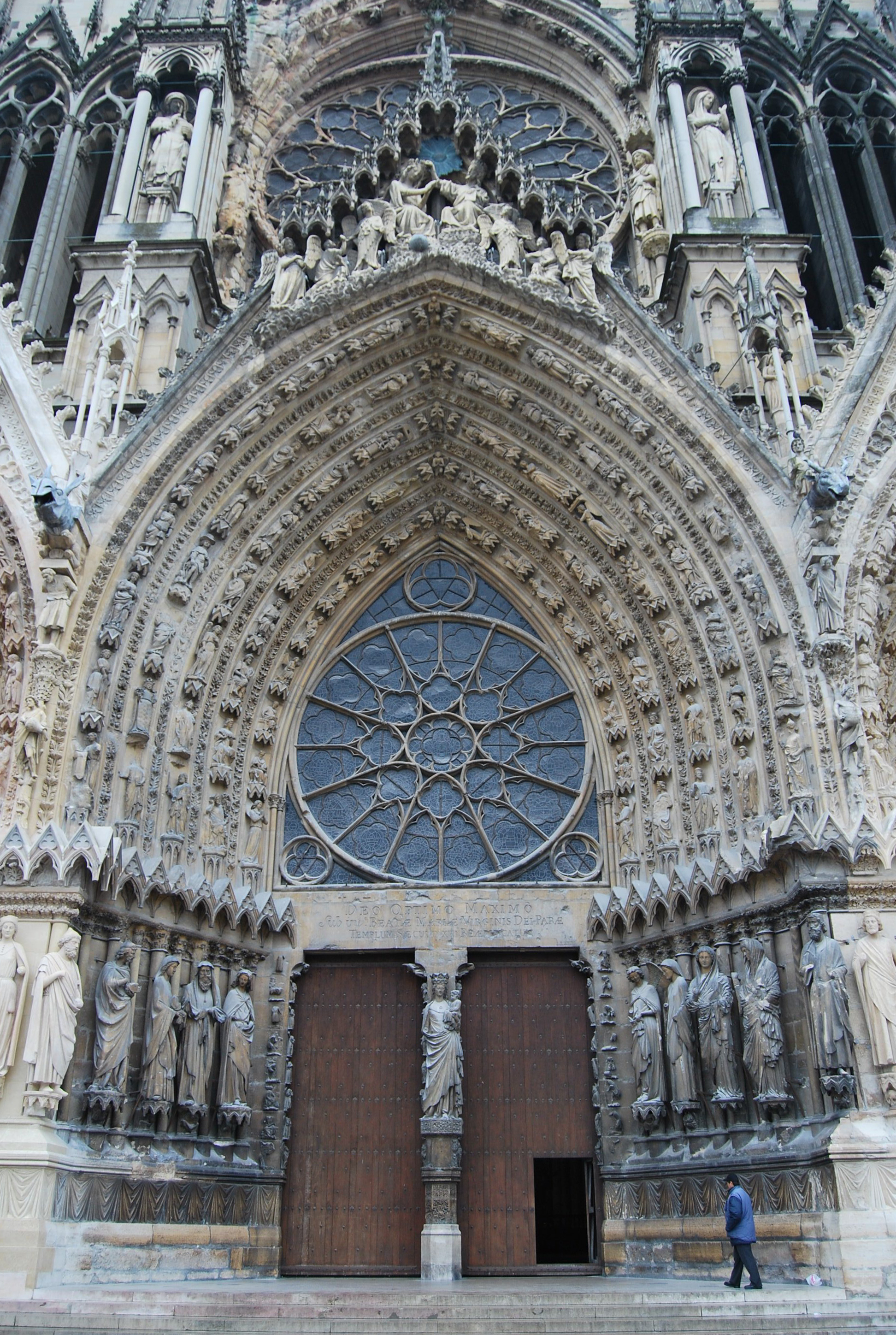
Центральный портал
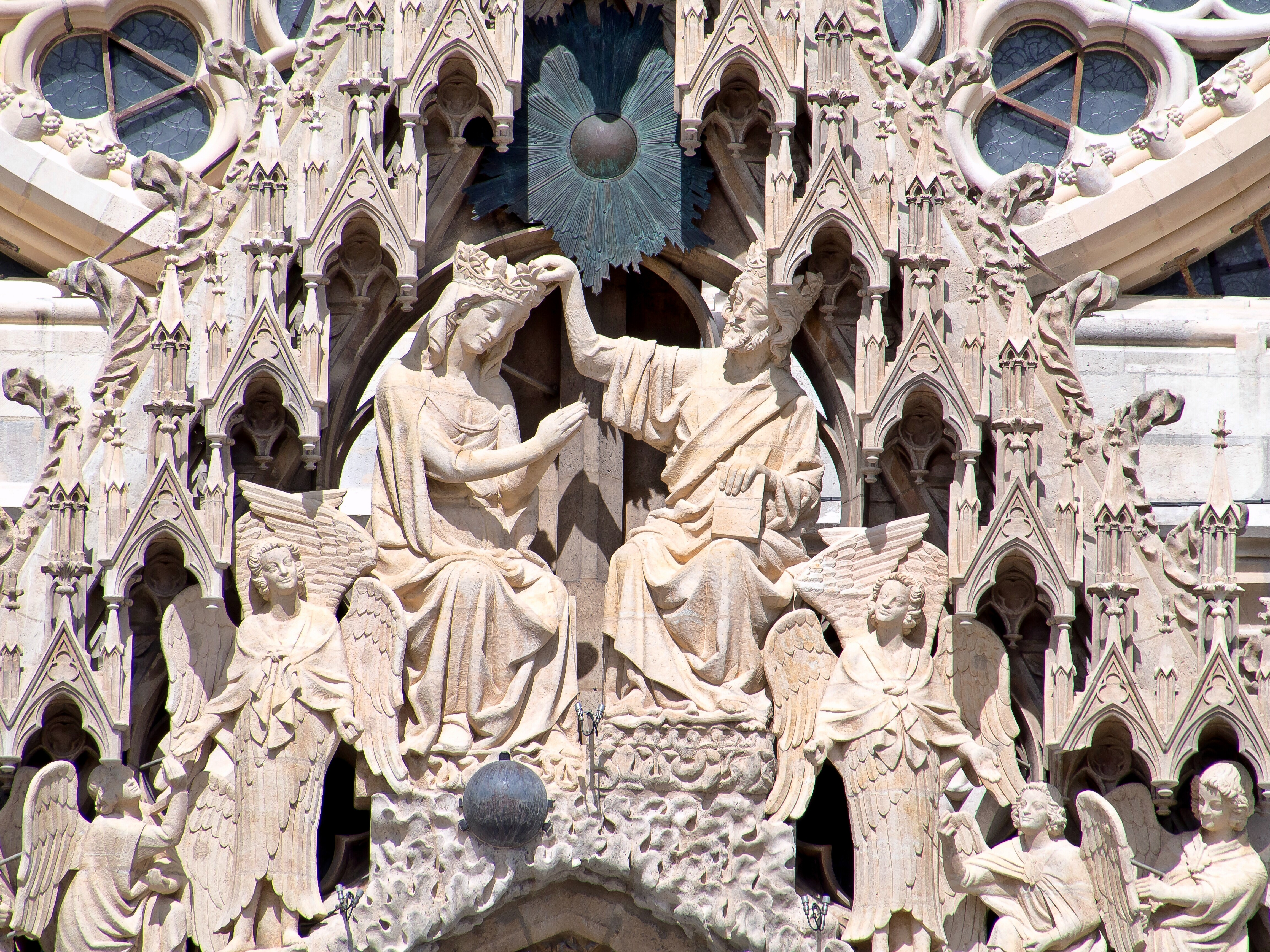
Вимперг со сценой коронования Марии
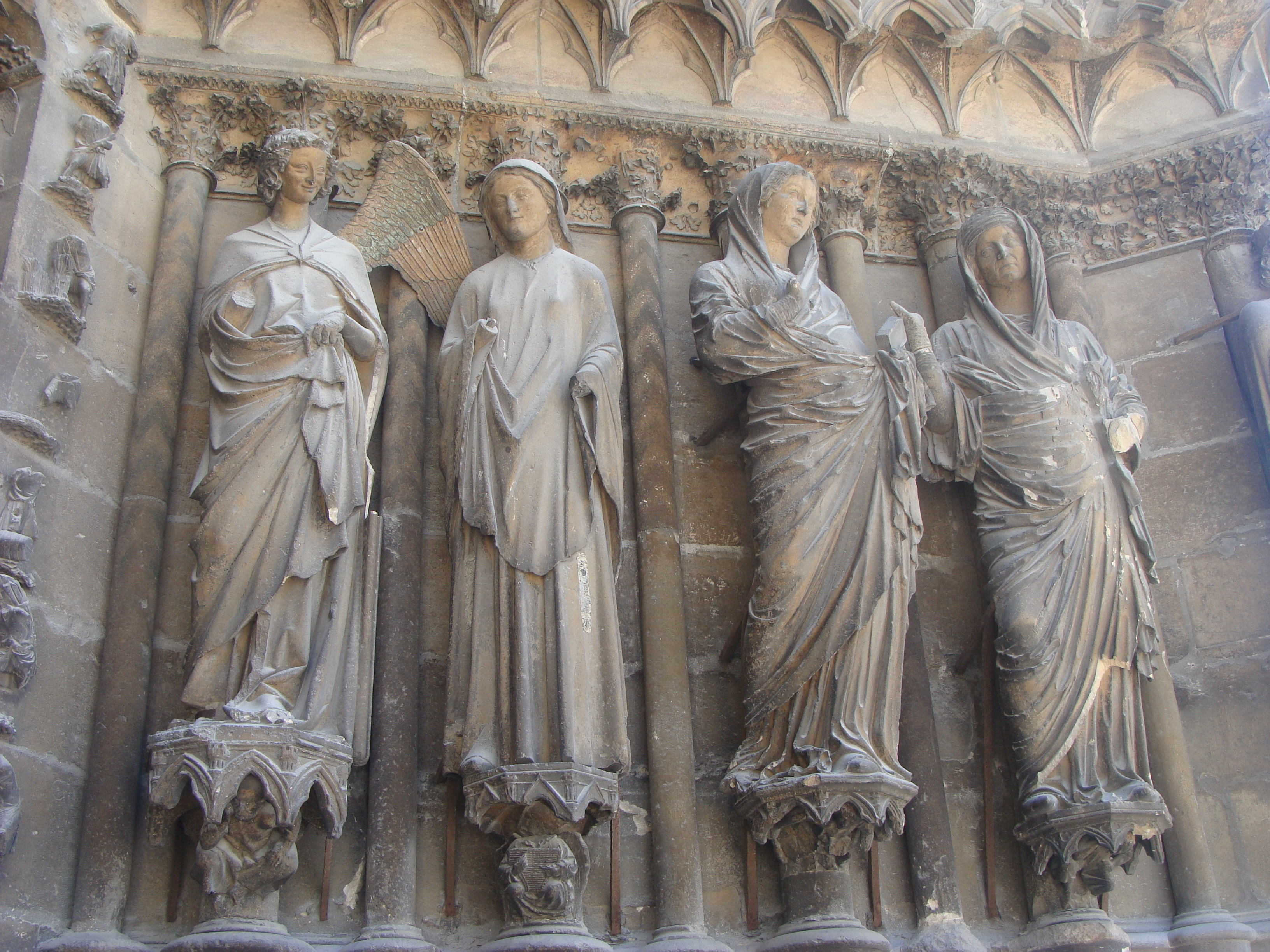
Сцены Благовещения и встречи Марии и Елизаветы
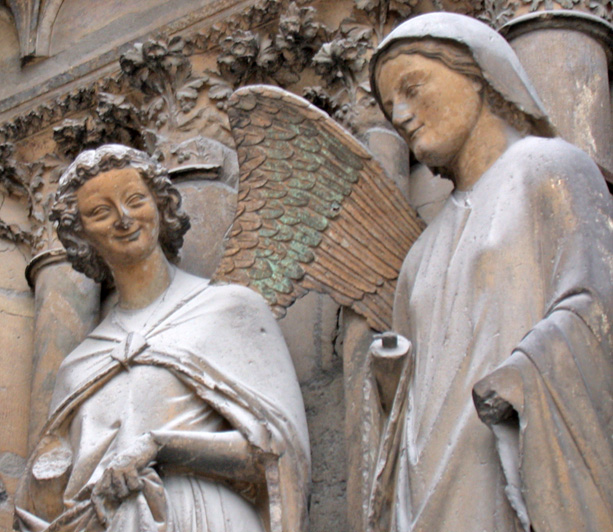
Ангел Благовещения
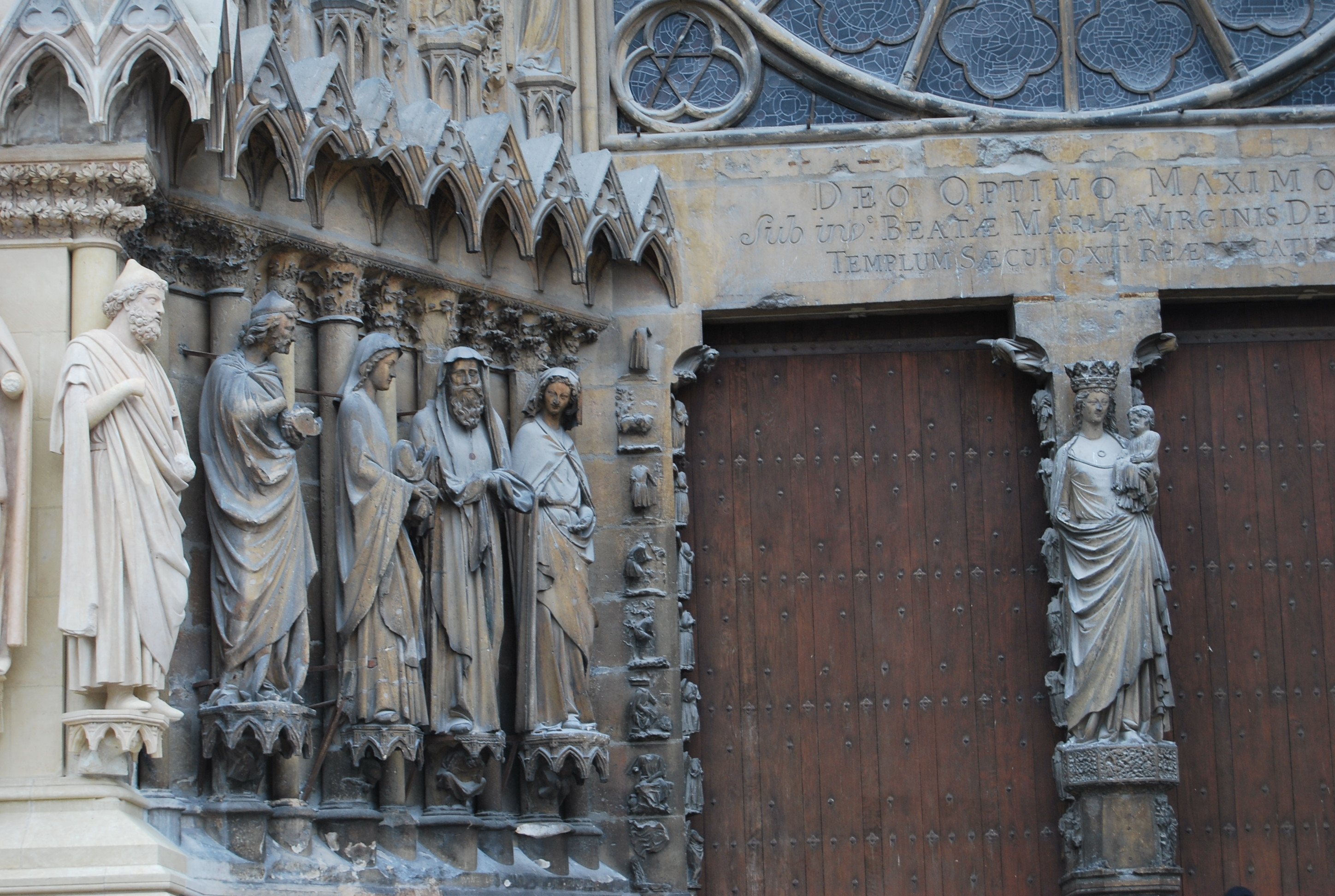
Статуи с левой стороны портала и Богородица с младенцем в проёме

Южный (правый) портал украшен вимпергом с изображением сцены Страшного суда. Христос, восседающий на троне, окружён ангелами, которые держат орудия Страстей.

Статуи с правой стороны представляют провозвестников Христа: Симеона (с младенцем Христом на руках), Иоанна Крестителя (держащего на руках агнца), Исайю, Моисея (с медным змеем и скрижалями Завета), Авраама (с сыном Исааком), Аарона (с жертвенным ягнёнком). Все они были созданы в самом начале строительства собора (около 1210—1215 гг.).

Статуи слева, приблизительно датируемые 1225 годом, изображают короля, епископа, папу Римского и толкователей Библии.

В сводах портала изображены сцены Апокалипсиса. На притолоке — сцена обращения Савла.

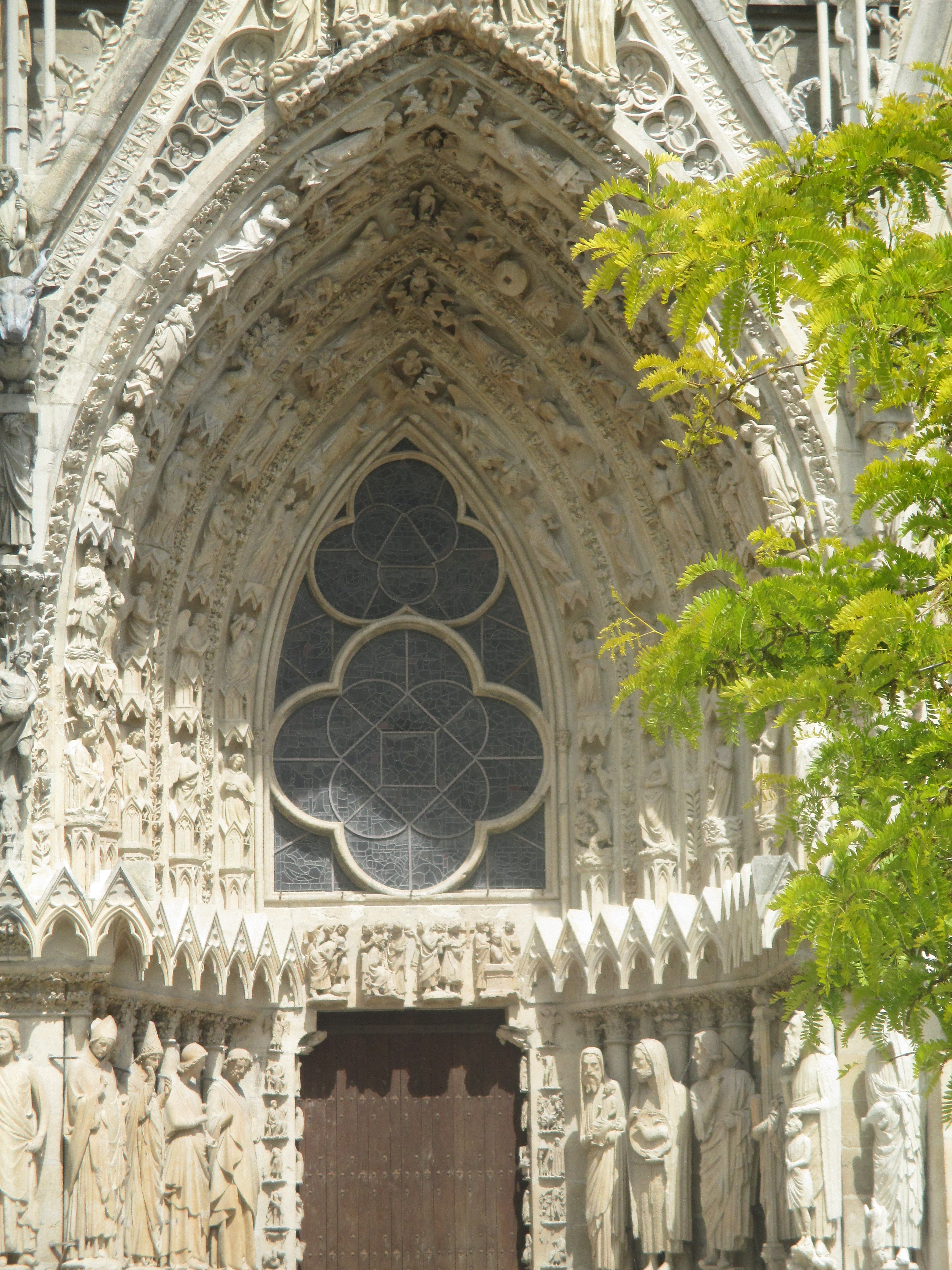
Южный портал
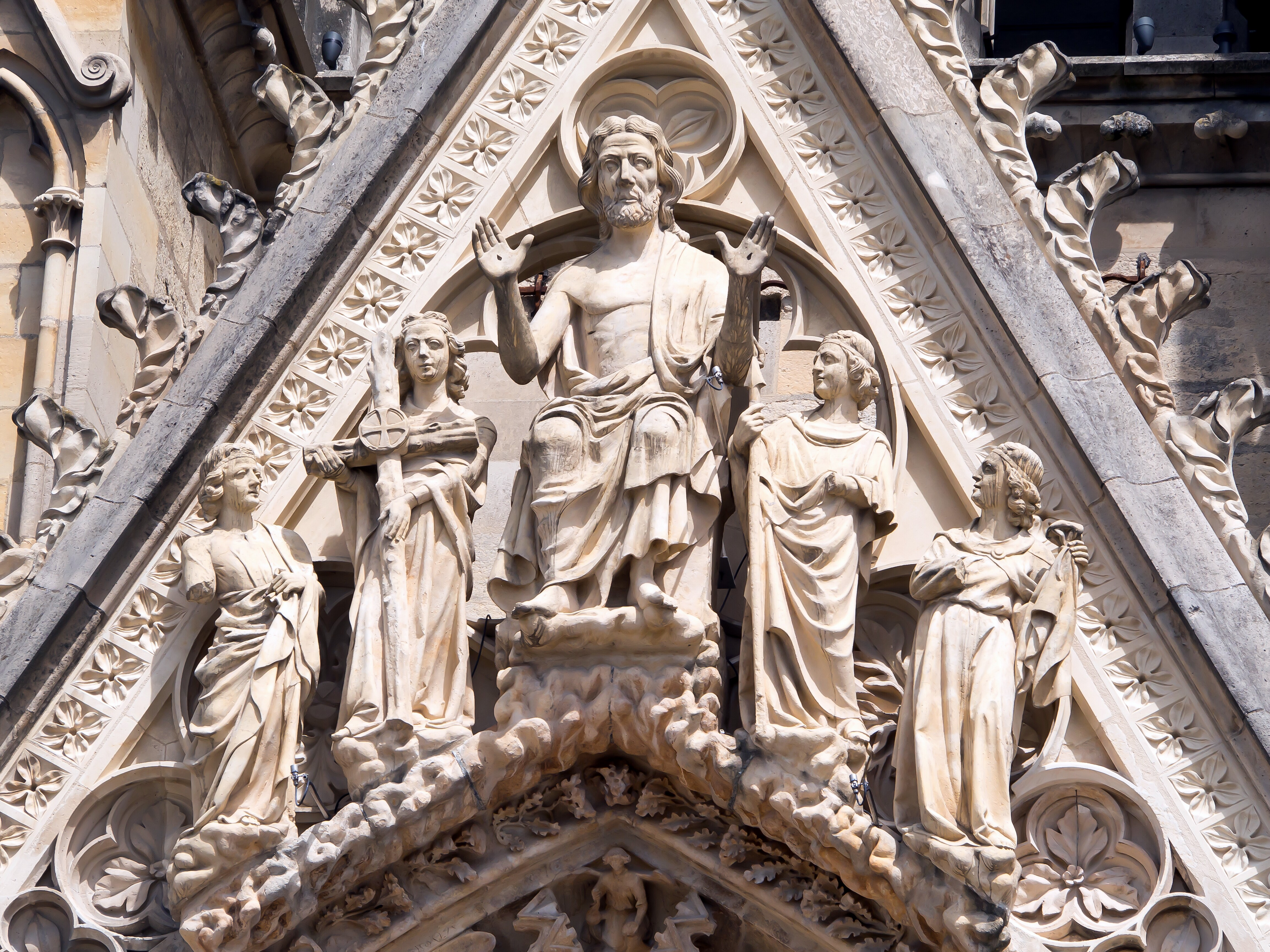
Вимперг со сценой Страшного суда
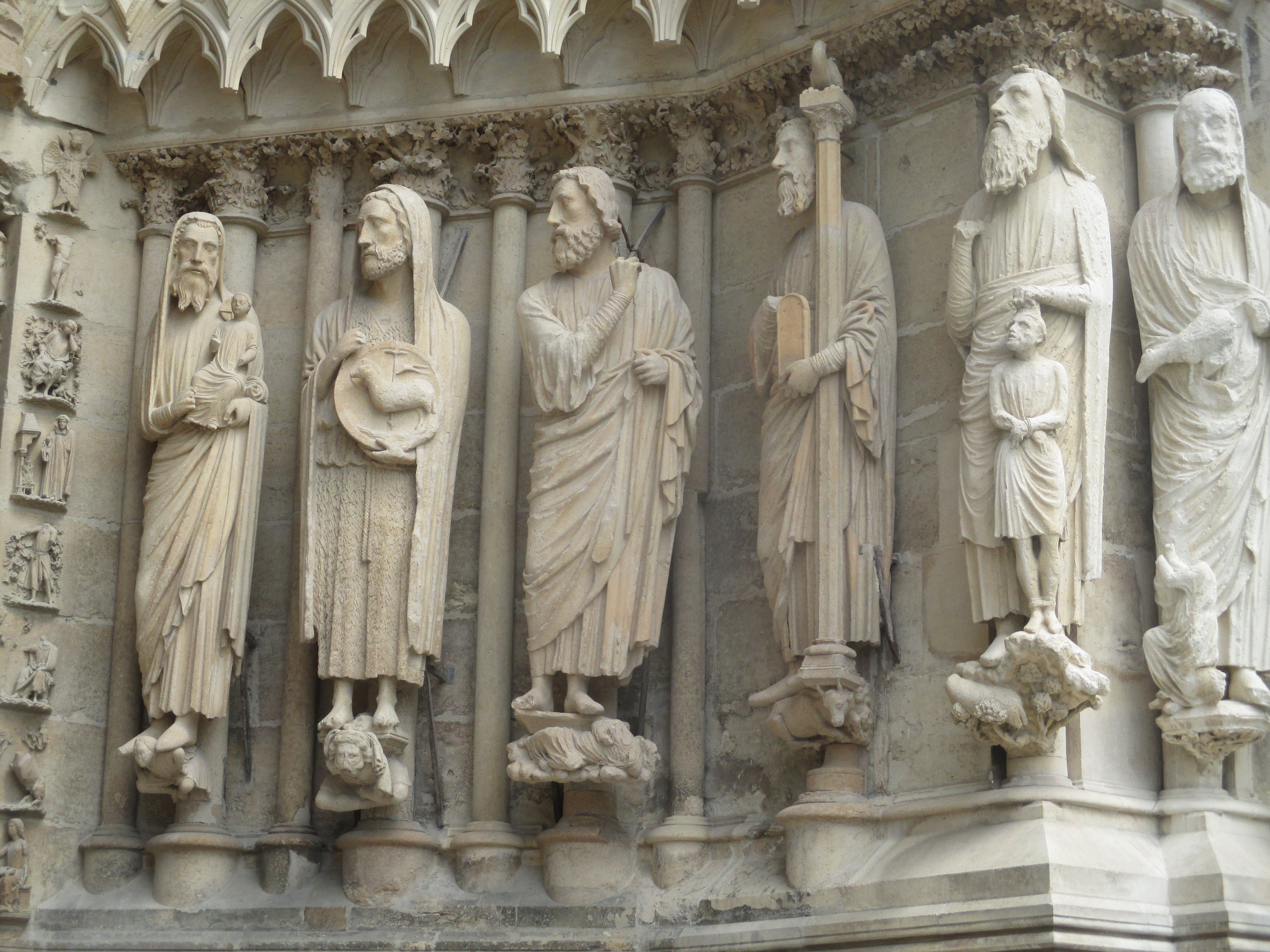
Статуи с правой стороны
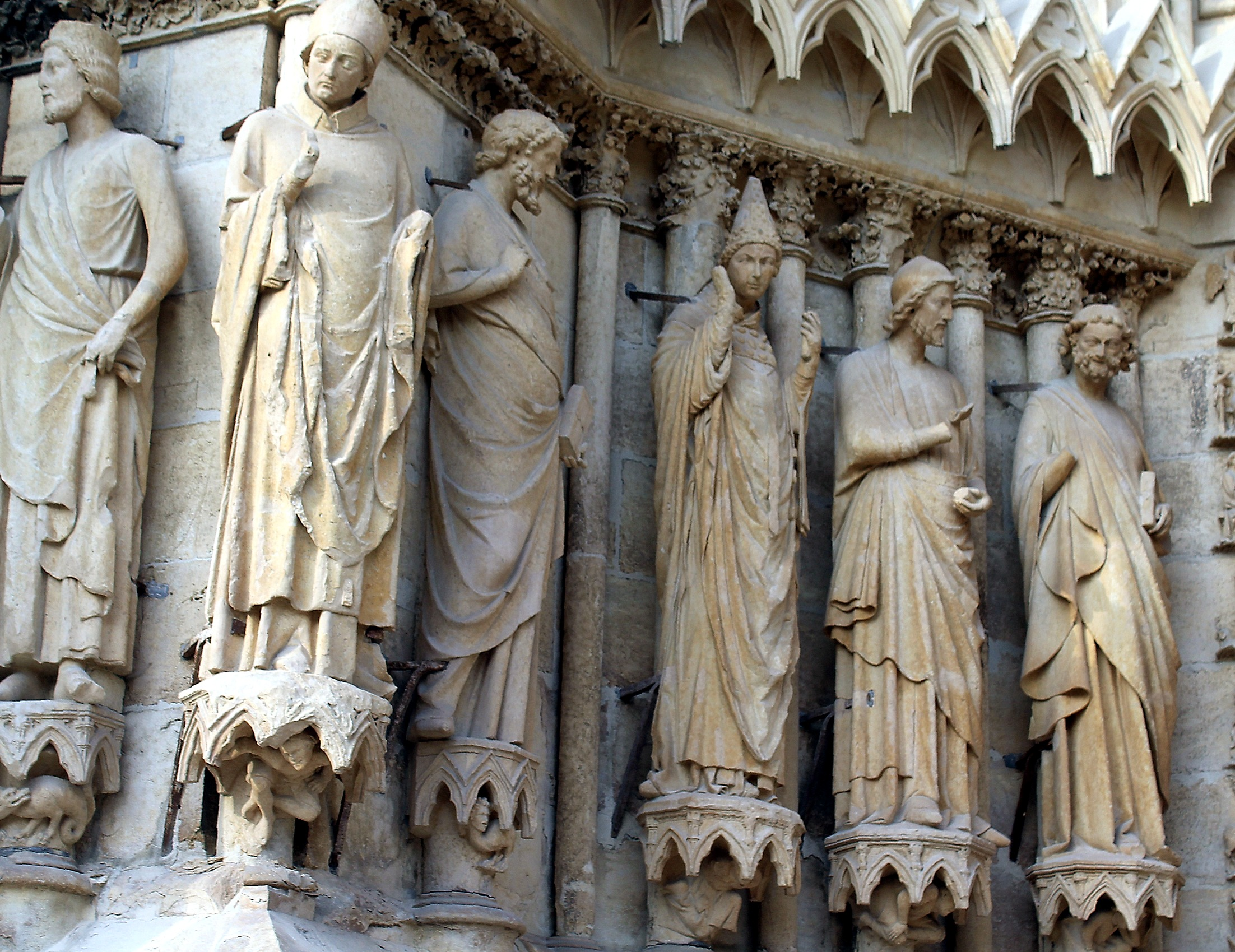
Статуи с левой стороны
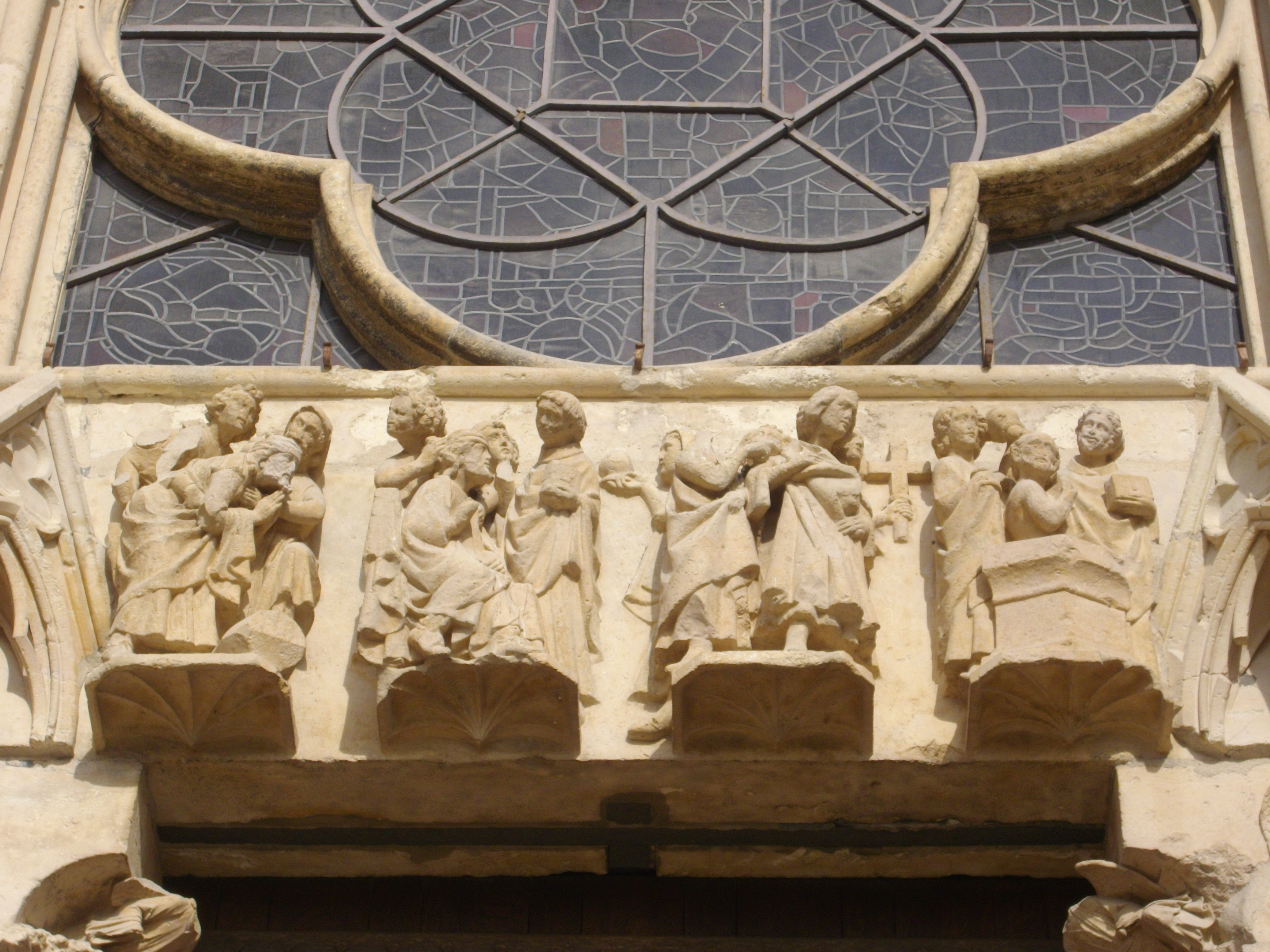
Сцена обращения Савла

Северный (левый) портал посвящён Страстям Христовым.

На вимперге изображён распятый Христос, по бокам которого, в числе прочих персонажей, стоят Богородица и апостол Иоанн. В 2009 году все скульптуры, находившиеся в очень плохом состоянии, были отреставрированы; в том числе и центральная статуя Христа высотой более трёх метров и весом в две тонны.

Статуи с правой стороны — святой Флорентий (дьякон), святой Жокон, святая Евтропия (сестра святого Никасия), апостол Иоанн и, вероятно, святой Ригоберт.

Статуи с левой стороны — улыбающийся ангел, святой Никасий Реймсский или Дионисий Парижский, ангел с кадилом, святая Елена и святой Николай либо святой Стефан.

Скульптуры на сводах портала связаны с темой Страстей Христовых; на перемычке изображена история апостола Павла (путь в Дамаск).

Среди всех статуй северного портала (и собора в целом) самой узнаваемой, несомненно, является скульптура, известная под названием «улыбающийся ангел». Серьёзно пострадав во время пожара 1914 года, она стала наглядным свидетельством варварства немцев и символом страданий, перенесённых собором и городом в целом. До сих пор улыбающийся ангел является одним из символов Реймса и его образ широко используется в печатной и сувенирной продукции.

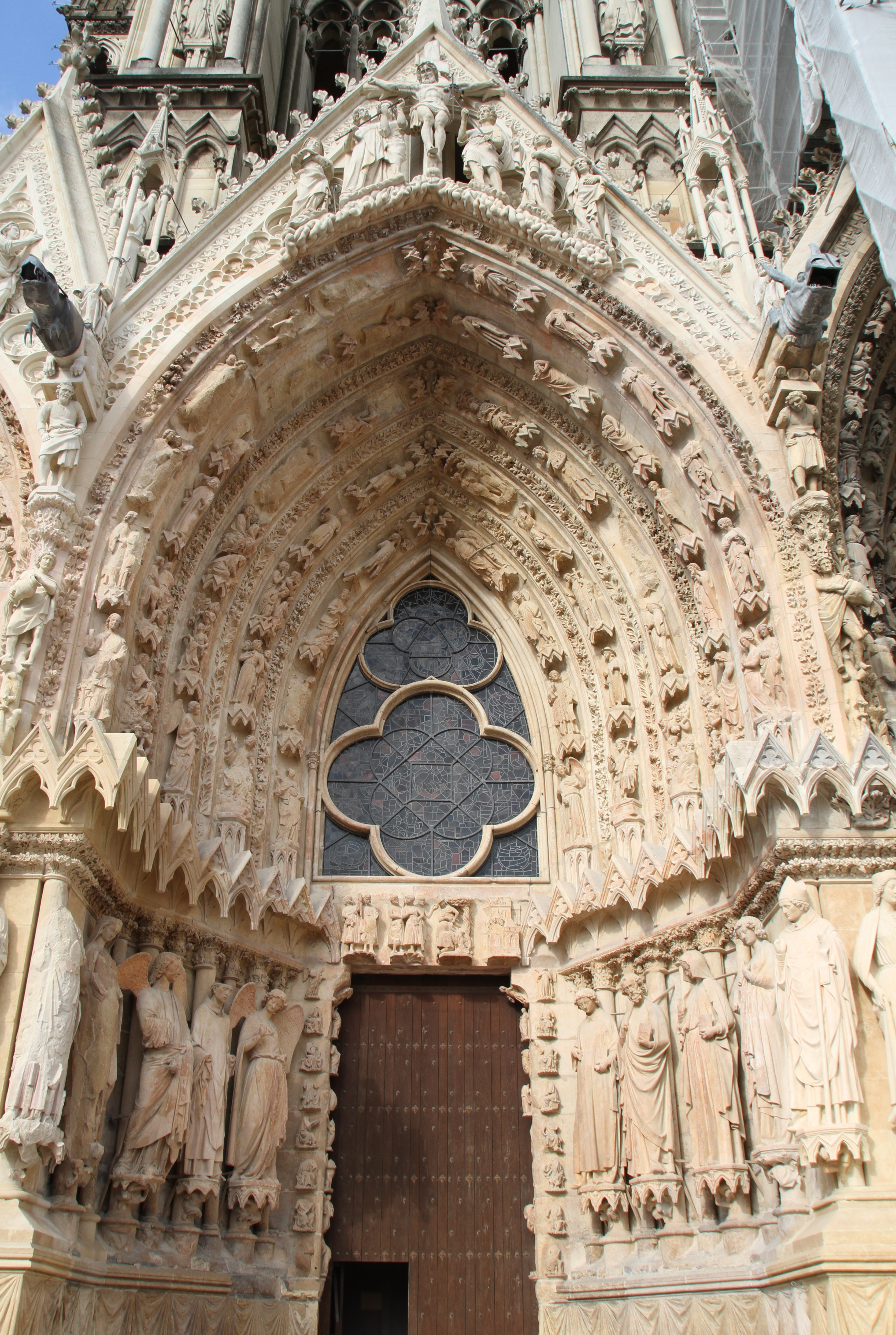
Северный портал
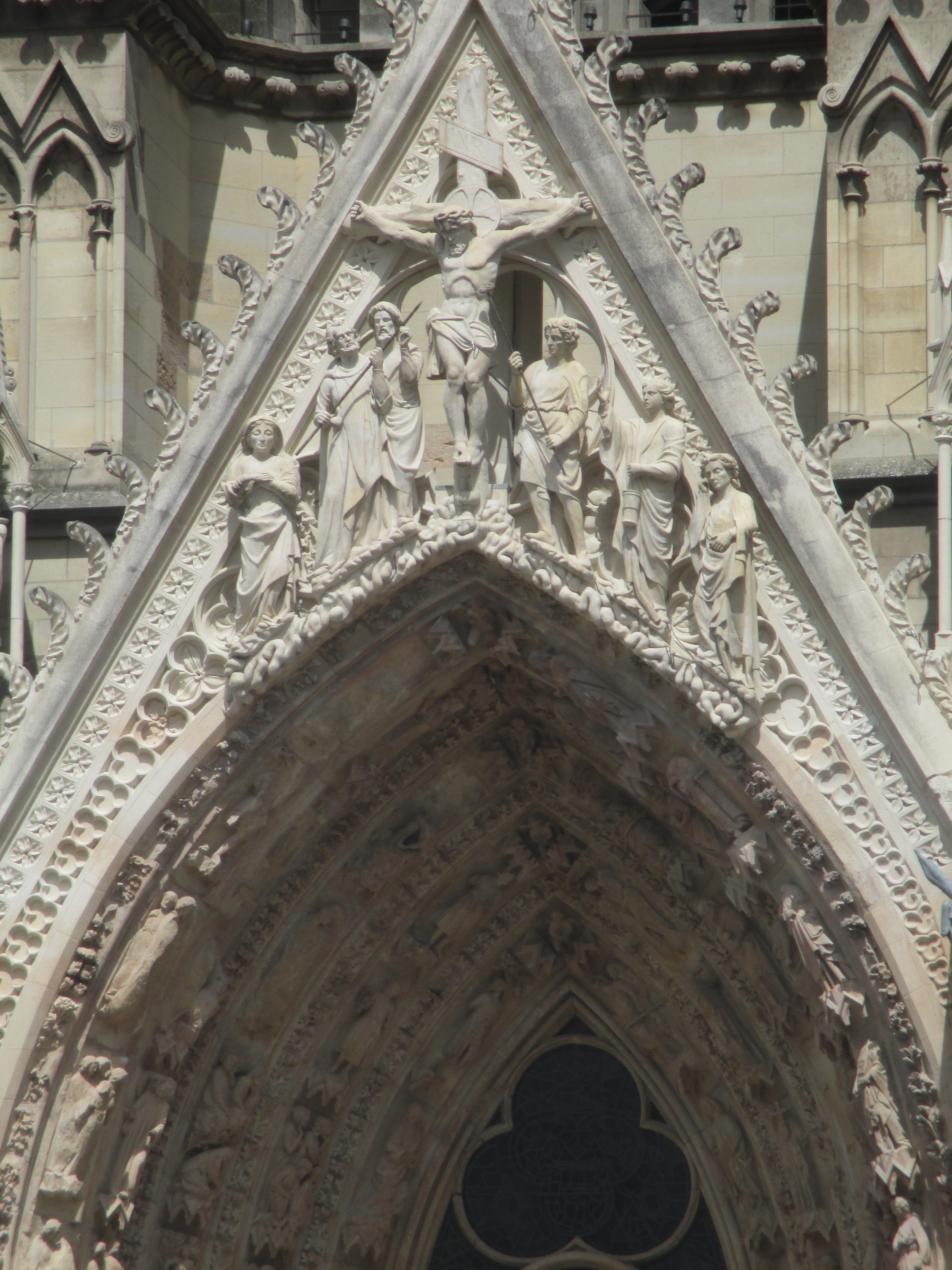
Вимперг с Распятием Христовым
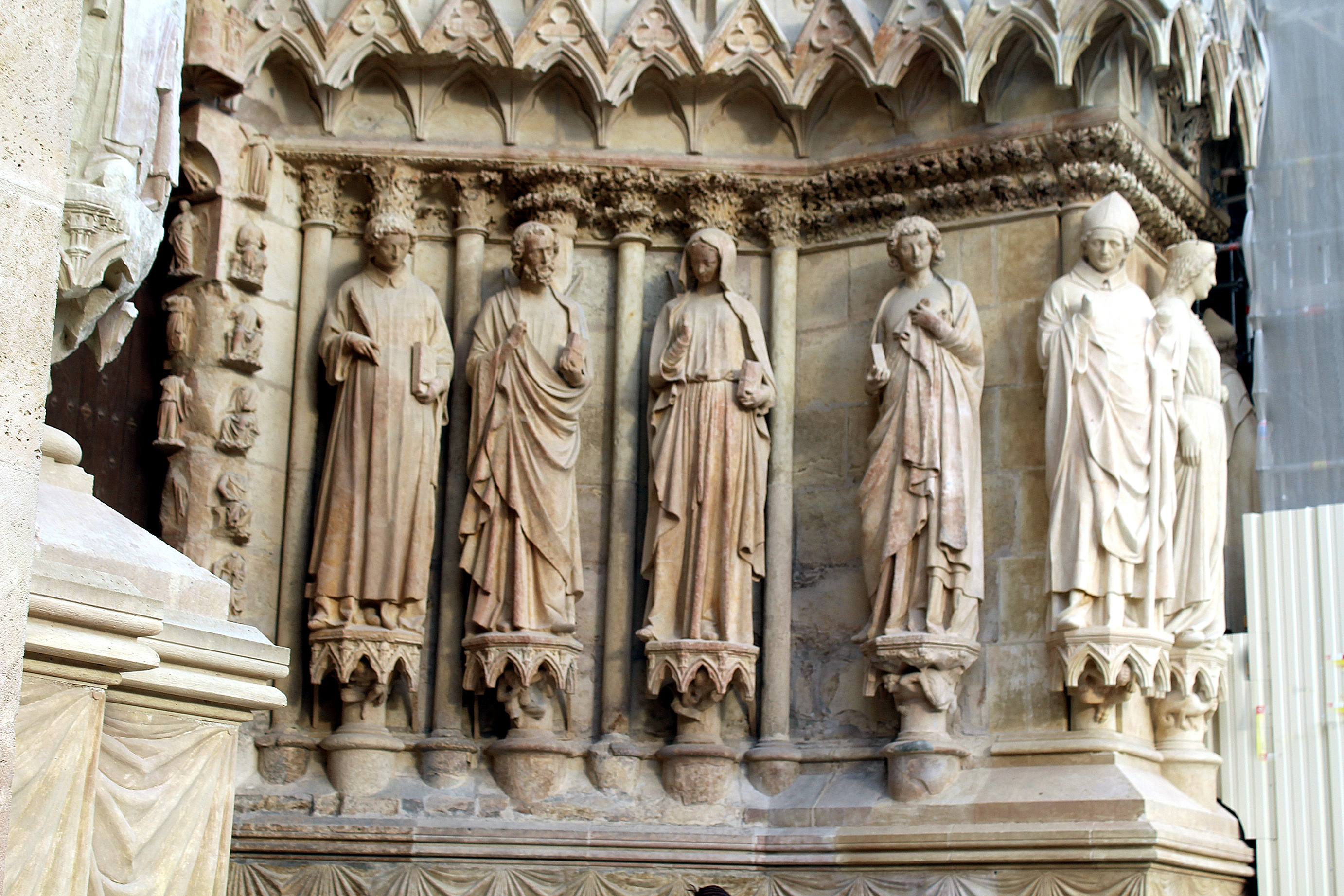
Статуи с правой стороны
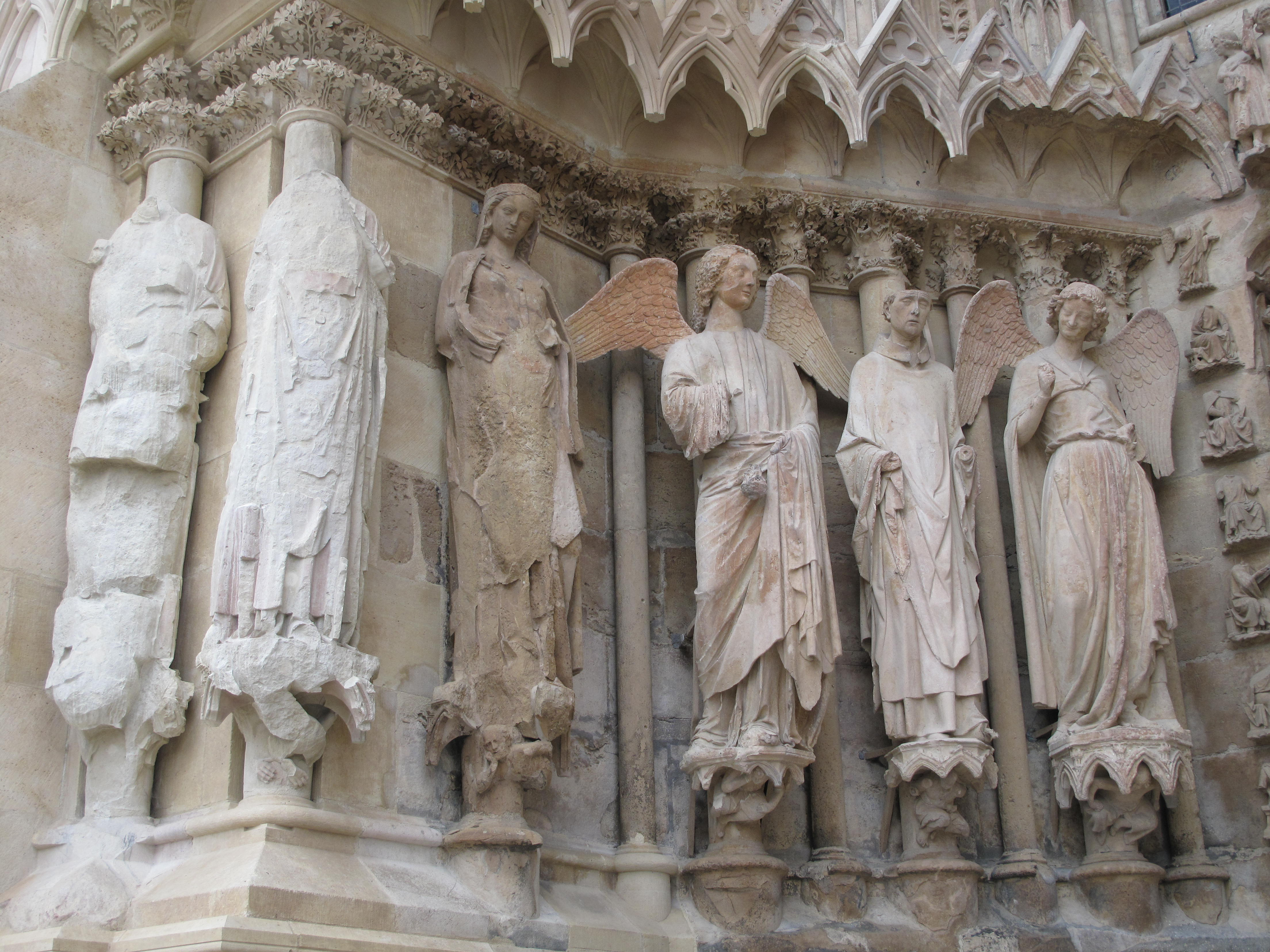
Статуи с левой стороны
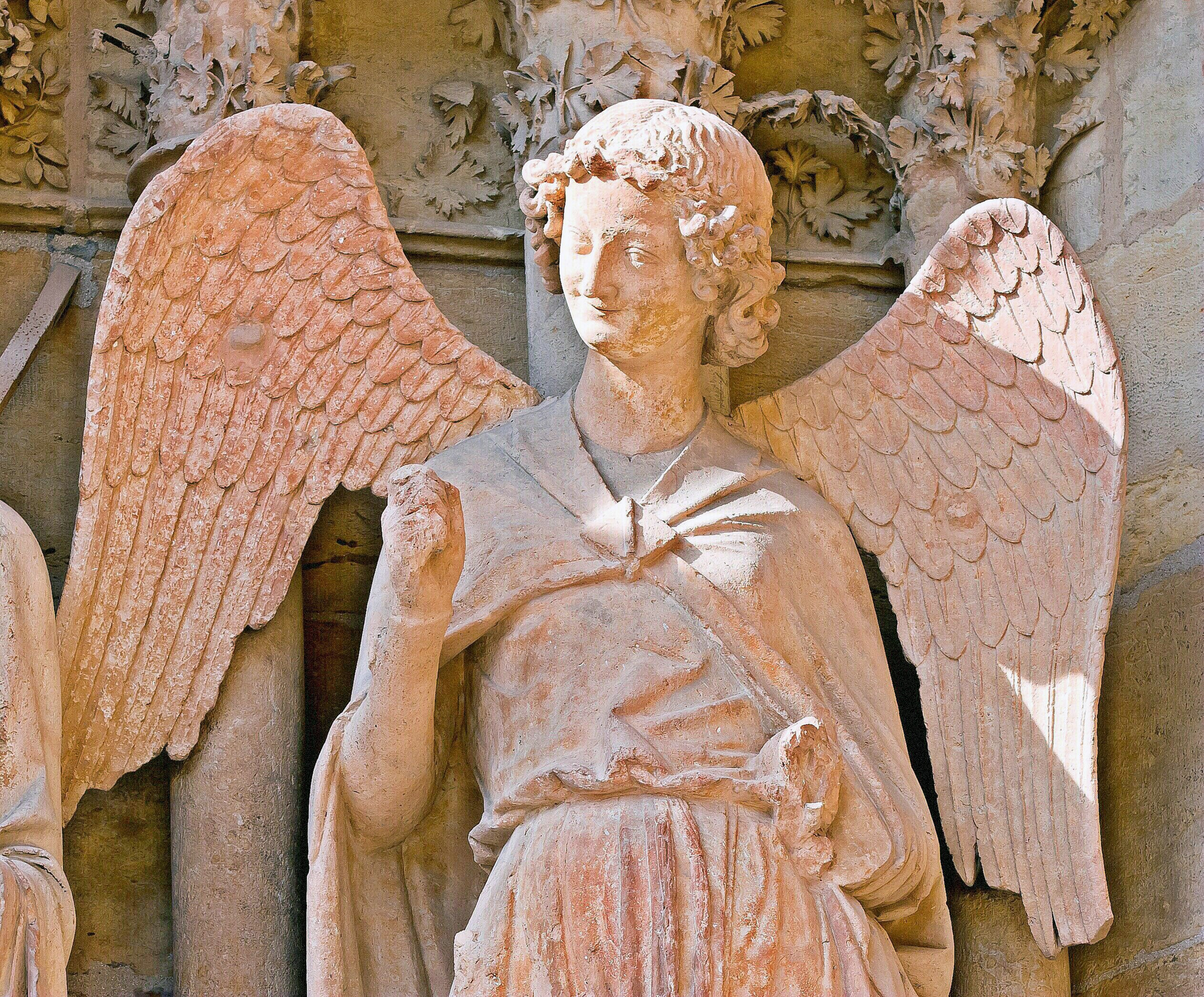
Улыбающийся ангел

Все три портала украшены витражными окнами, которые впервые, с целью лучшего освещения нефов, заняли место традиционных тимпанов. Большое окно-роза диаметром 12 м заполняет охваченный широкой аркой центр второго яруса. Над розой расположена сцена с гигантскими скульптурами, изображающими битву Давида и Голиафа. Эта композиция очень сильно пострадала в пожаре 1914 года и была отреставрирована лишь в 2015 году. Оригинал статуи Голиафа (5,40 м в высоту и весом 6 т) хранится в музее Дворца То; его место заняла копия соответствующих пропорций.
Над вторым ярусом традиционно помещена «Галерея королей», включающая 63 монументальные статуи. Она создавалась намного позже основной части здания: в XIV—XIV веках. Стиль статуй южной башни позволяет предположить, что их авторами были парижские скульпторы Гийом де Нурриш и Робер Ланнуа. Статуи северной башни, скорее всего, создавались позднее, во время строительства башен Коларом де Живри. Далеко не всех представленных в галерее персонажей можно однозначно идентифицировать: вероятно, скульптуры изображают не только королей Франции, но и предков Иисуса Христа. В центре расположена сцена крещения Хлодвига святым Ремигием.
Башни, квадратные в плане, сплошь прорезаны проёмами и кажутся ажурными. По углам они фланкированы высокими арочными портиками, что, вместе с оконными проёмами, придаёт им лёгкость. Башни были достроены ещё позже «Галереи королей»: в XVI веке. Изначально предполагалось, что они будут увенчаны остроконечными шпилями, но этот проект остался неосуществлённым.

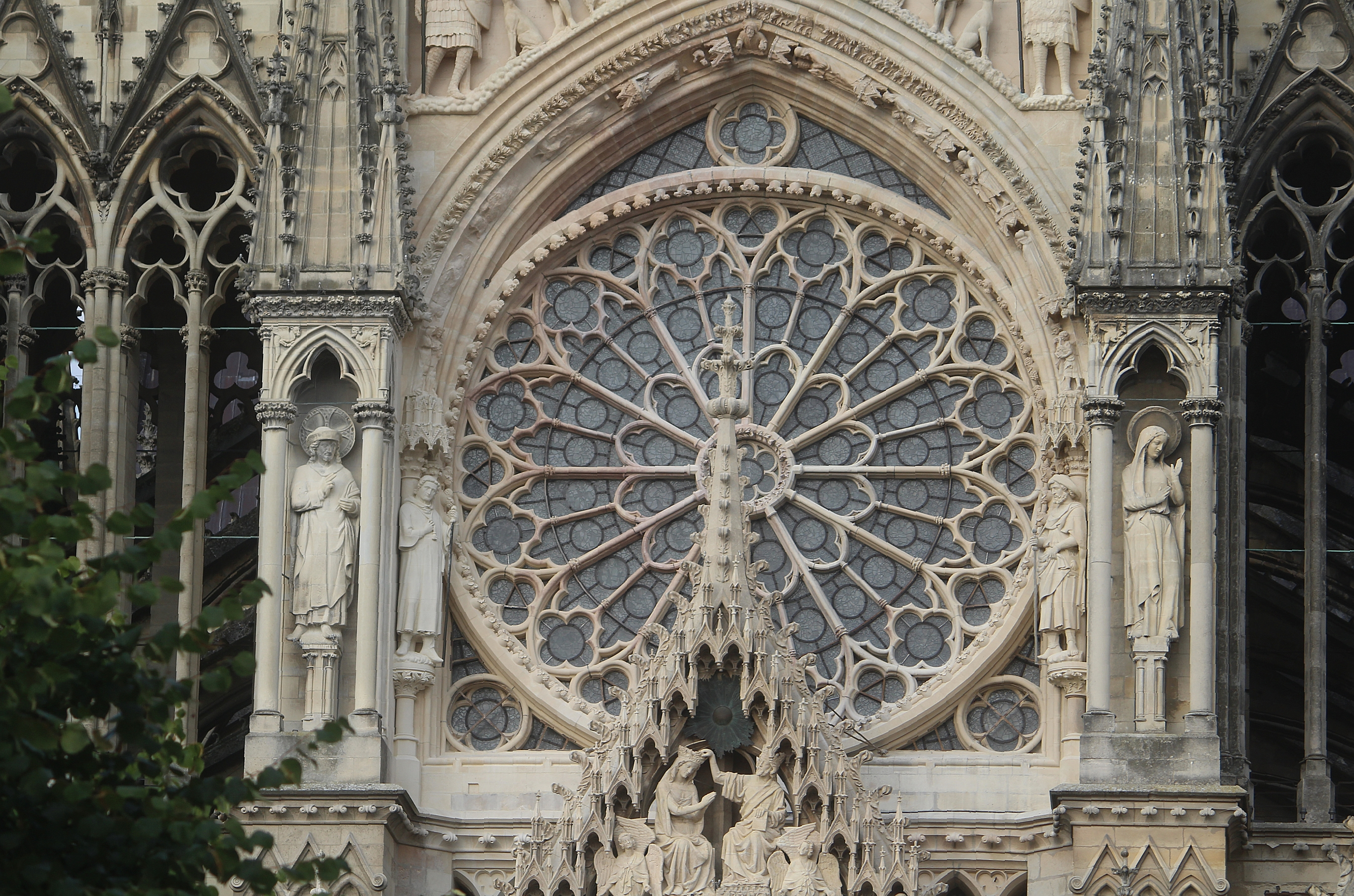
Большая роза
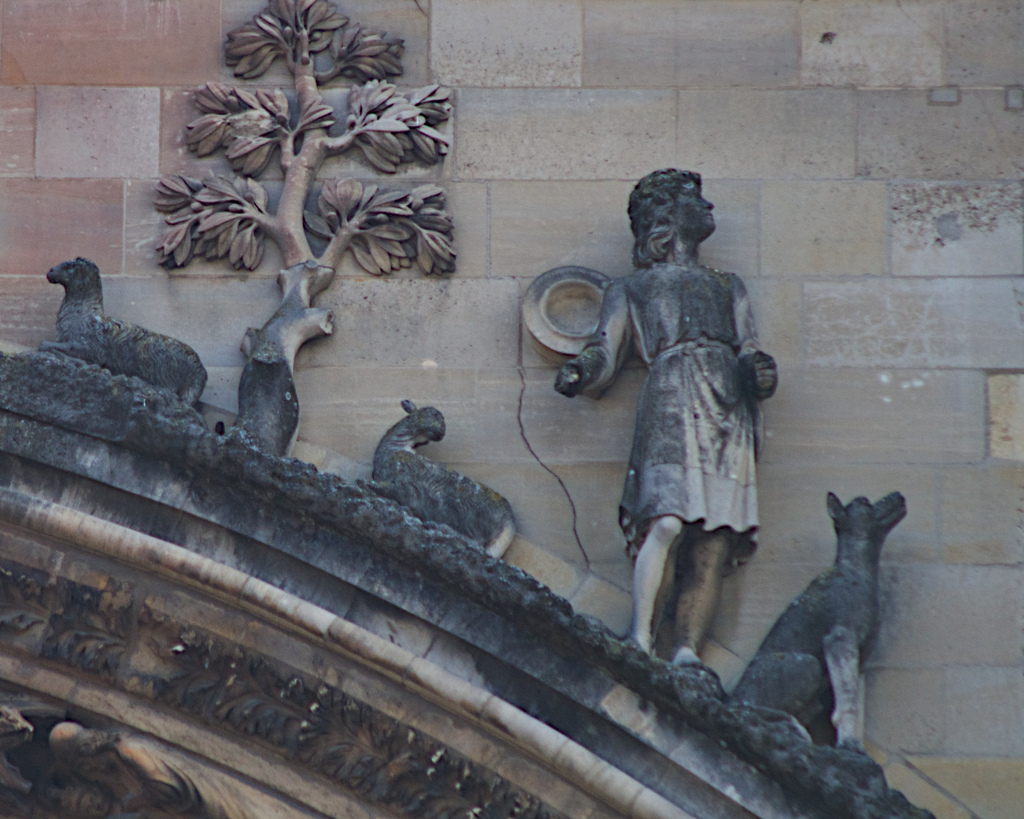
Битва Давида с Голиафом (фрагмент)
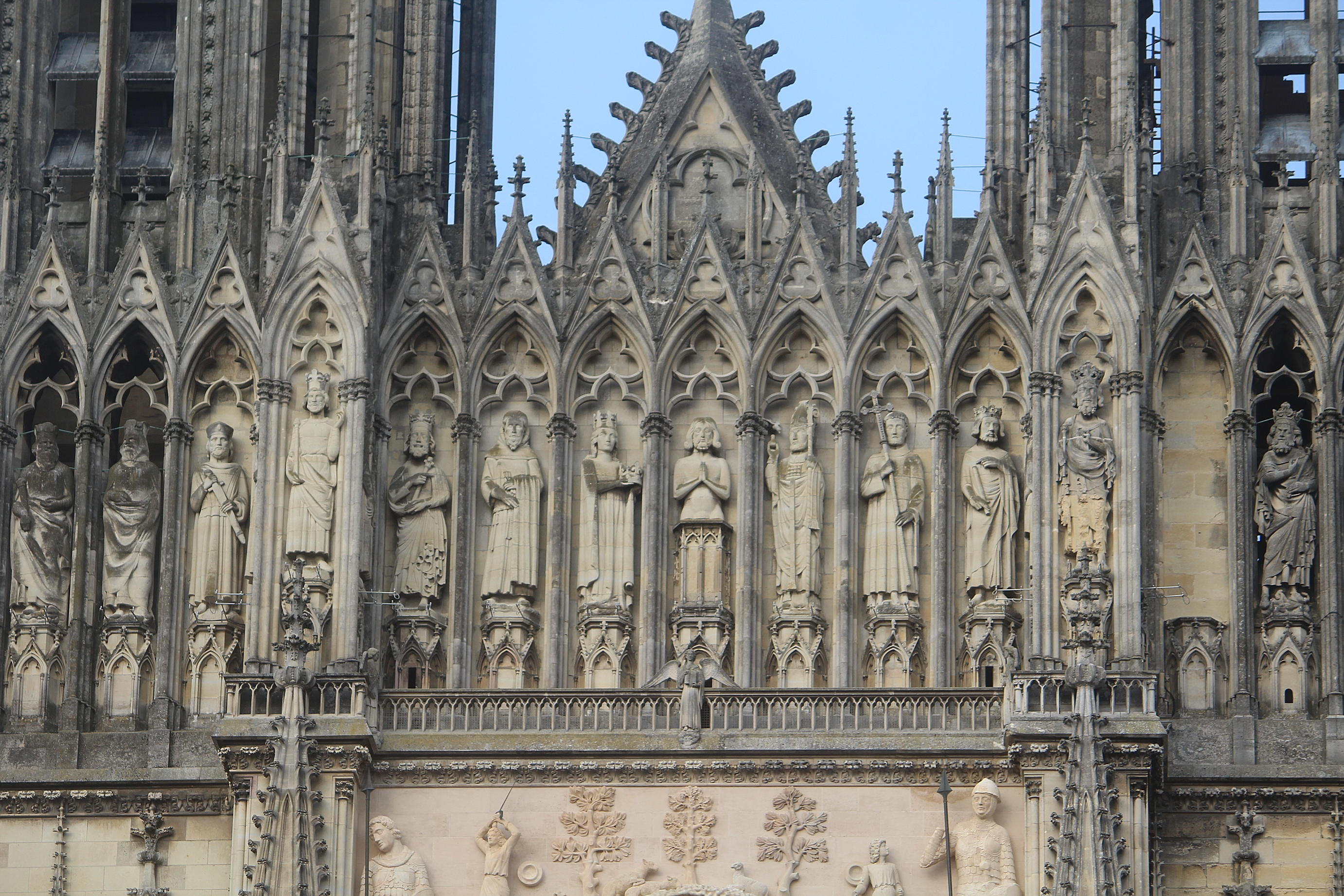
Галерея королей
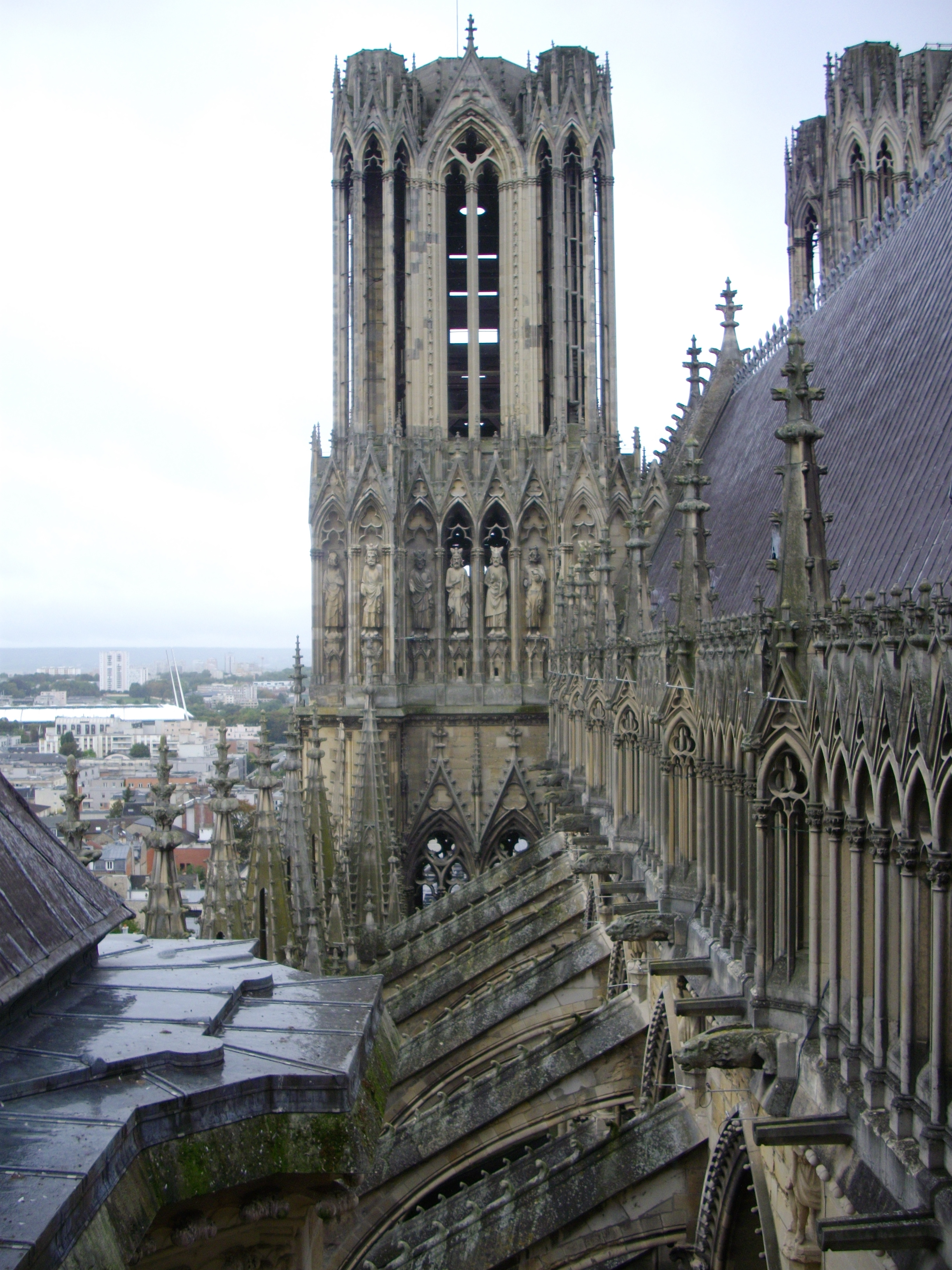
Южная башня
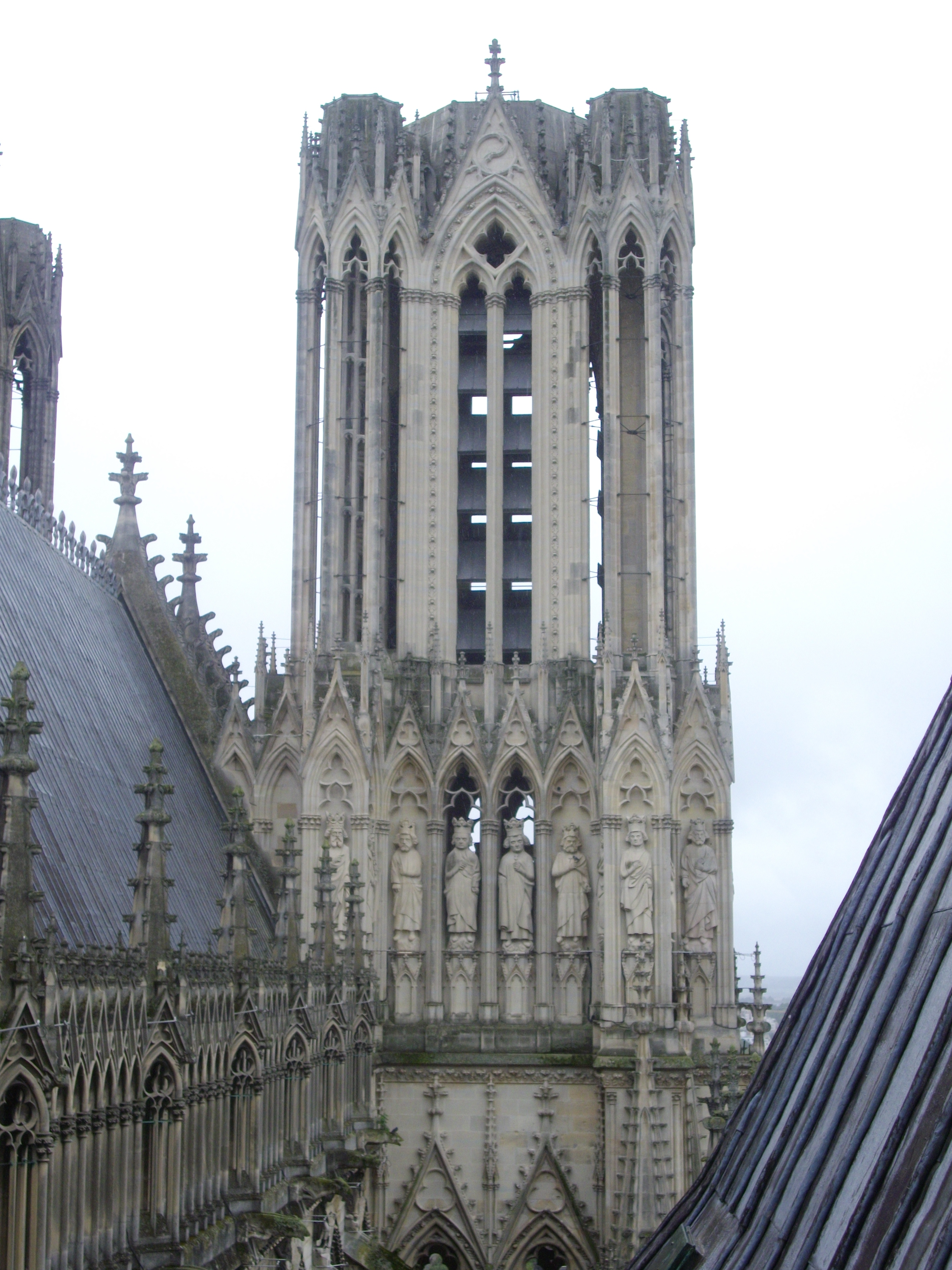
Северная башня

#### Северный фасад
Боковые фасады Реймсского собора делятся по вертикали на три зоны: нижняя зона с основанием контрфорсов образует мощное основание здания; в средней массивные вертикали контрфорсов контрастируют с узкими оконными проёмами; третья образуется из верхней части контрфорсов с примыкающими к ним аркбутанами и из ряда верхних окон среднего нефа. Отличительной чертой боковых фасадов являются широкие и высокие окна, почти соприкасающиеся друг с другом. Каждая пара окон объединена розой, помещённой под стрельчатой аркой их общего проёма.
Фасад северного трансепта имеет три портала. Они асимметричны и относятся к разным эпохам.

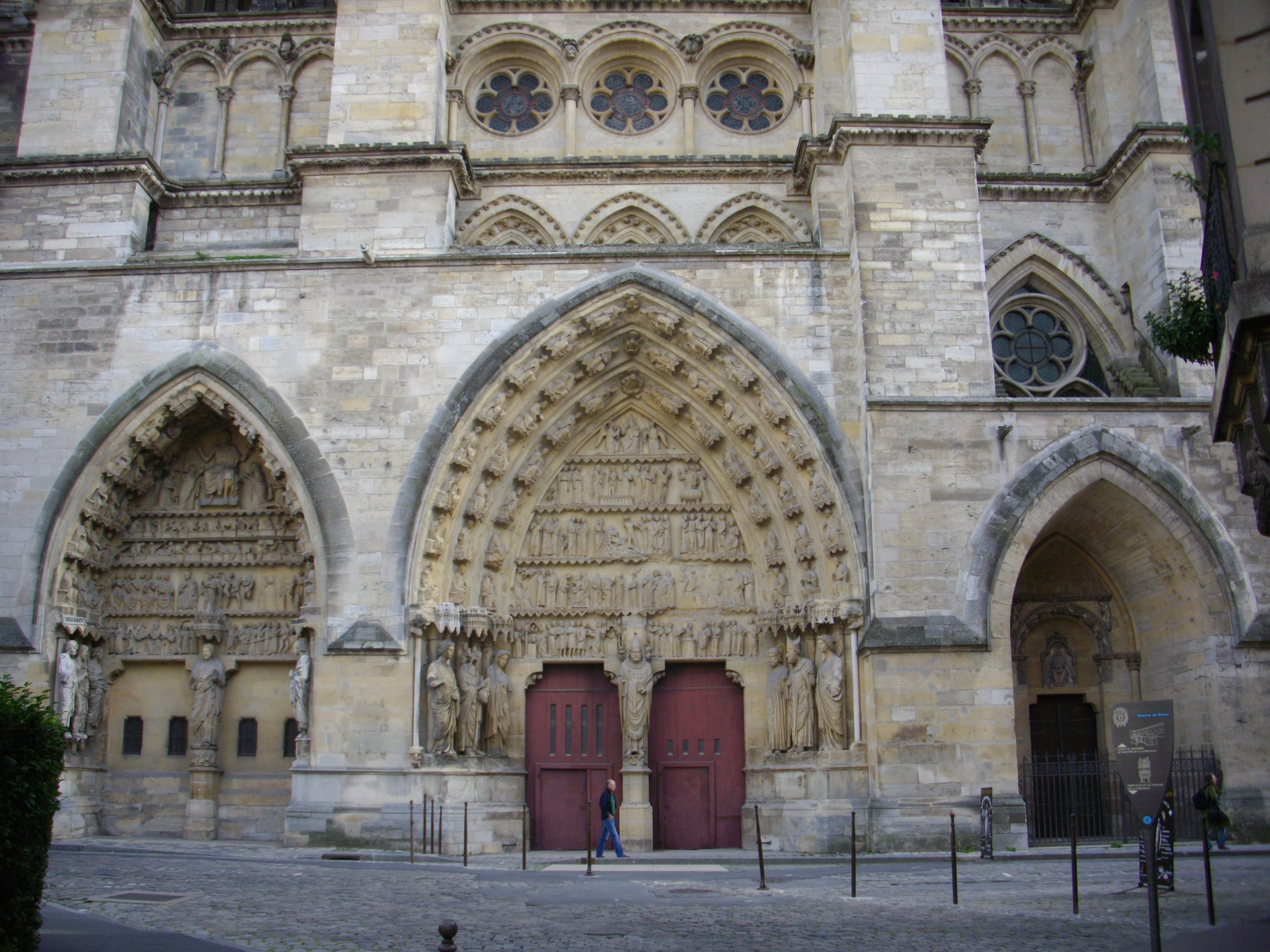
Общий вид порталов северного трансепта

Центральный — так называемый «портал святых», созданный около 1220—1230 гг. На трюмо в центре — статуя папы Римского Калликста. В проёме справа — святой Ремигий и Хлодвиг в сопровождении ангела; в проёме слева — святой Никасий-кефалофор, его сестра святая Евтропия и ангел с кадилом.

Тимпан над порталом делится на несколько регистров. В самом верхнем изображён Христос меж двумя ангелами. Второй и четвёртый регистры представляют чудеса святого Ремигия. В третьем показана история Иова. В самом нижнем регистре изображён святой Никасий, приносящий на алтарь собственную голову в дар Господу, и крещение Хлодвига святым Ремигием.

Скульптуры свода изображают патриархов, епископов и понтификов.

У основания розы, расположенной над порталом, расположены скульптуры Адама и Евы (копии; оригиналы находятся в музее Дворца То). Вопреки традиции, Адам и Ева изображены полностью одетыми, вероятно, чтобы не смущать священнослужителей. В руках у Евы фигурка змея-искусителя с телом рептилии, мордой козы, ослиными ушами и когтями орла. Во рту он держит яблоко — символ первородного греха.
Левый портал — «портал Страшного суда» (около 1225—1230 гг.). В его центре — фигура благословляющего Христа; в проёме справа — апостолы Иоанн, Иаков и Павел; в проёме слева — апостолы Пётр, Андрей и Варфоломей.

Сама сцена Страшного суда изображена на тимпане. Христос, на верхнем регистре, указует на свои раны; его окружают Мария, Иоанн Креститель и два ангела с орудиями Страстей. Ниже мёртвые встают из могил, чтобы явиться на суд; на самом нижнем регистре изображены избранные (слева) и проклятые (справа). В исполнении этих фигур ощущается влияние античного искусства.

Своды украшены скульптурами ангелов, несущих короны избранным или трубящих в трубы Страшного суда, а также изображениями мудрых и неразумных дев.
Правый портал (около 1160—1170 гг.) известен как «романский» или под латинским названием лат. porta pretiosa (дословно «драгоценная дверь»). Он содержит фрагмент старинной гробницы архиепископа, использованный для украшения тимпана. На изображении Девы Марии до сих пор сохранились заметные следы полихромии. Своды портала украшены изображениями ангелов.

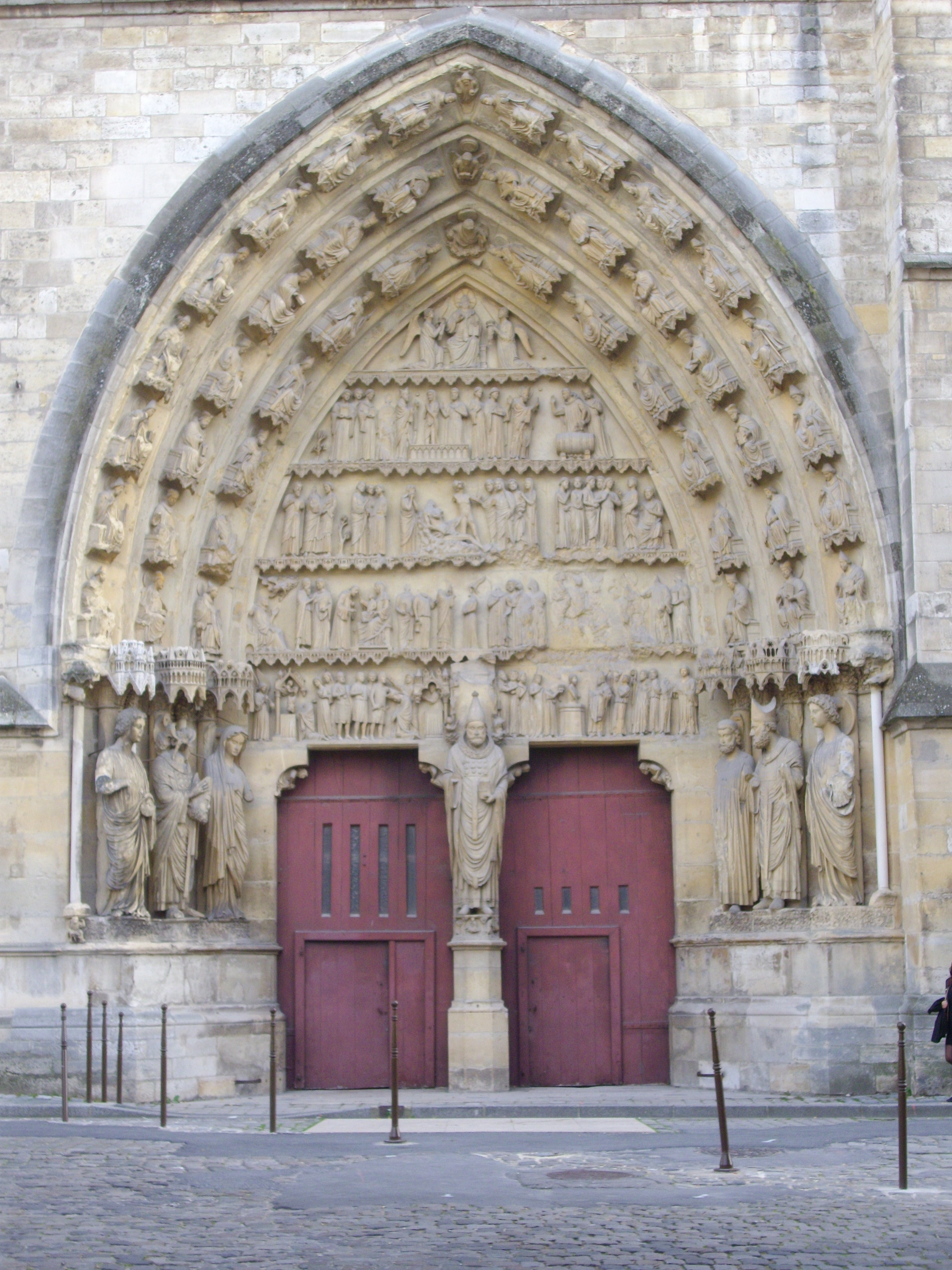
Портал святых
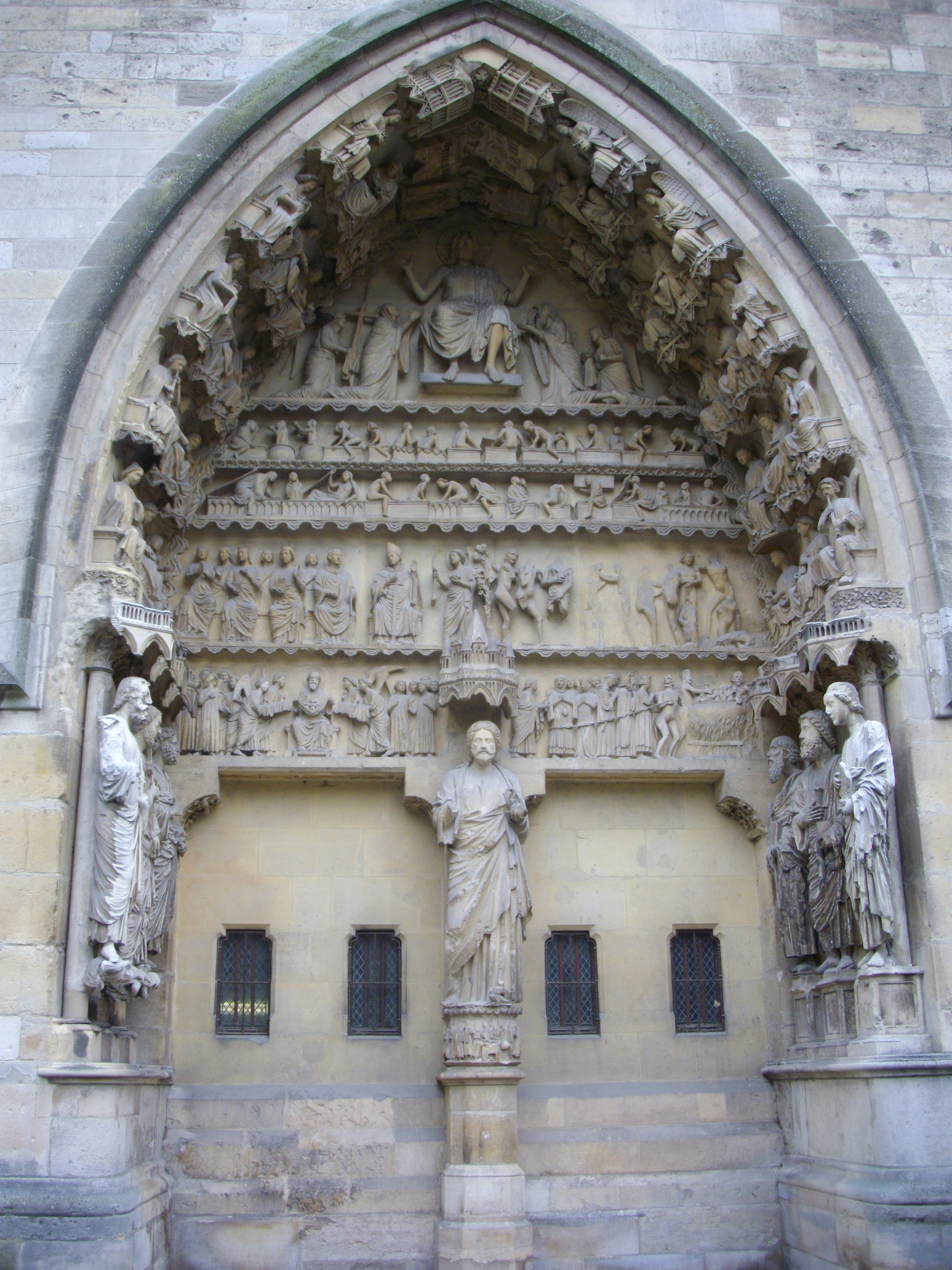
Портал Страшного суда
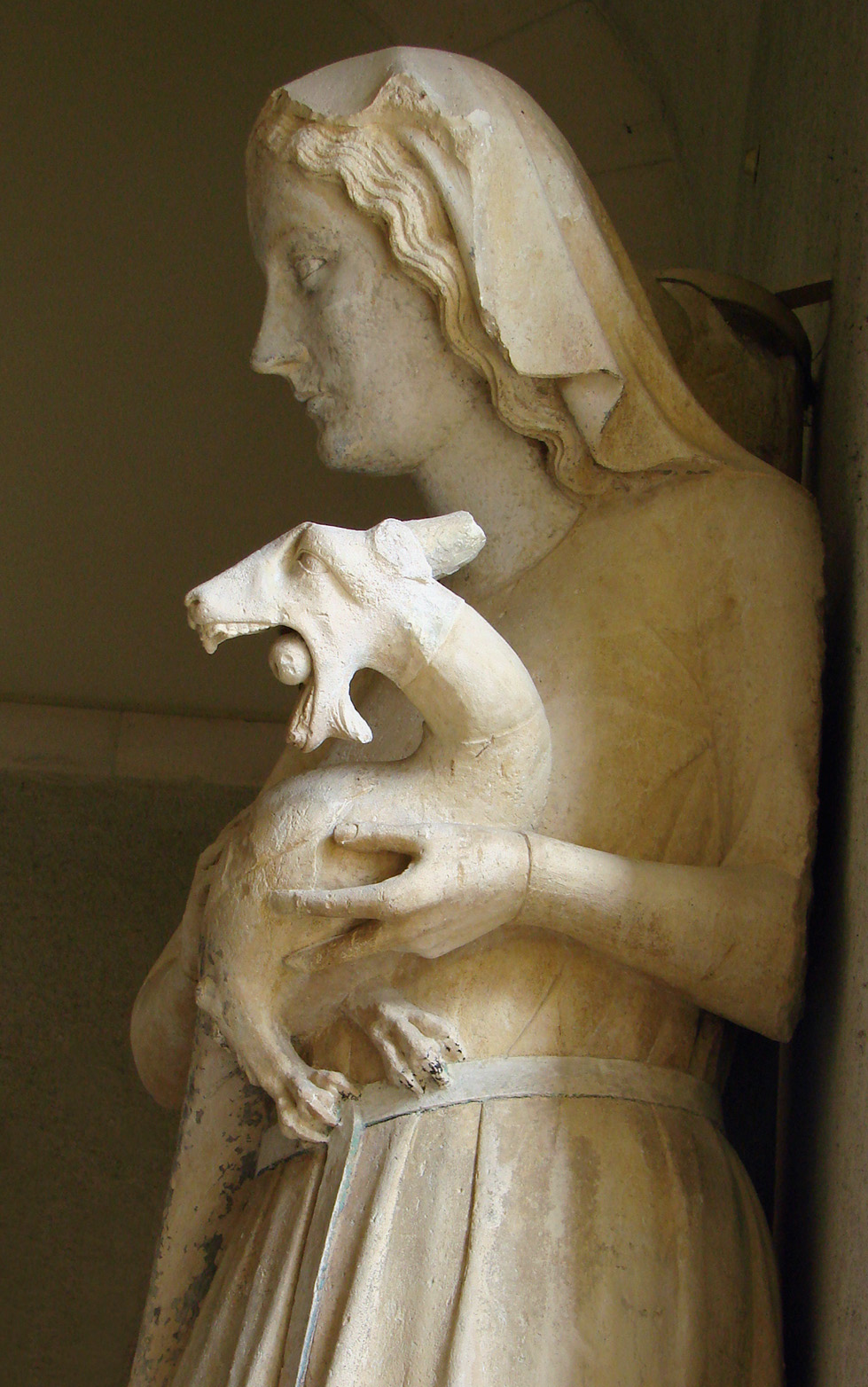
Ева со змеем (оригинал из Музея То)
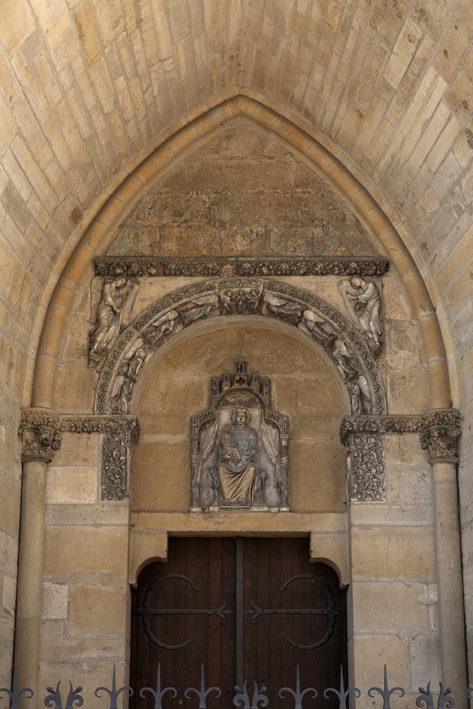
Романский портал
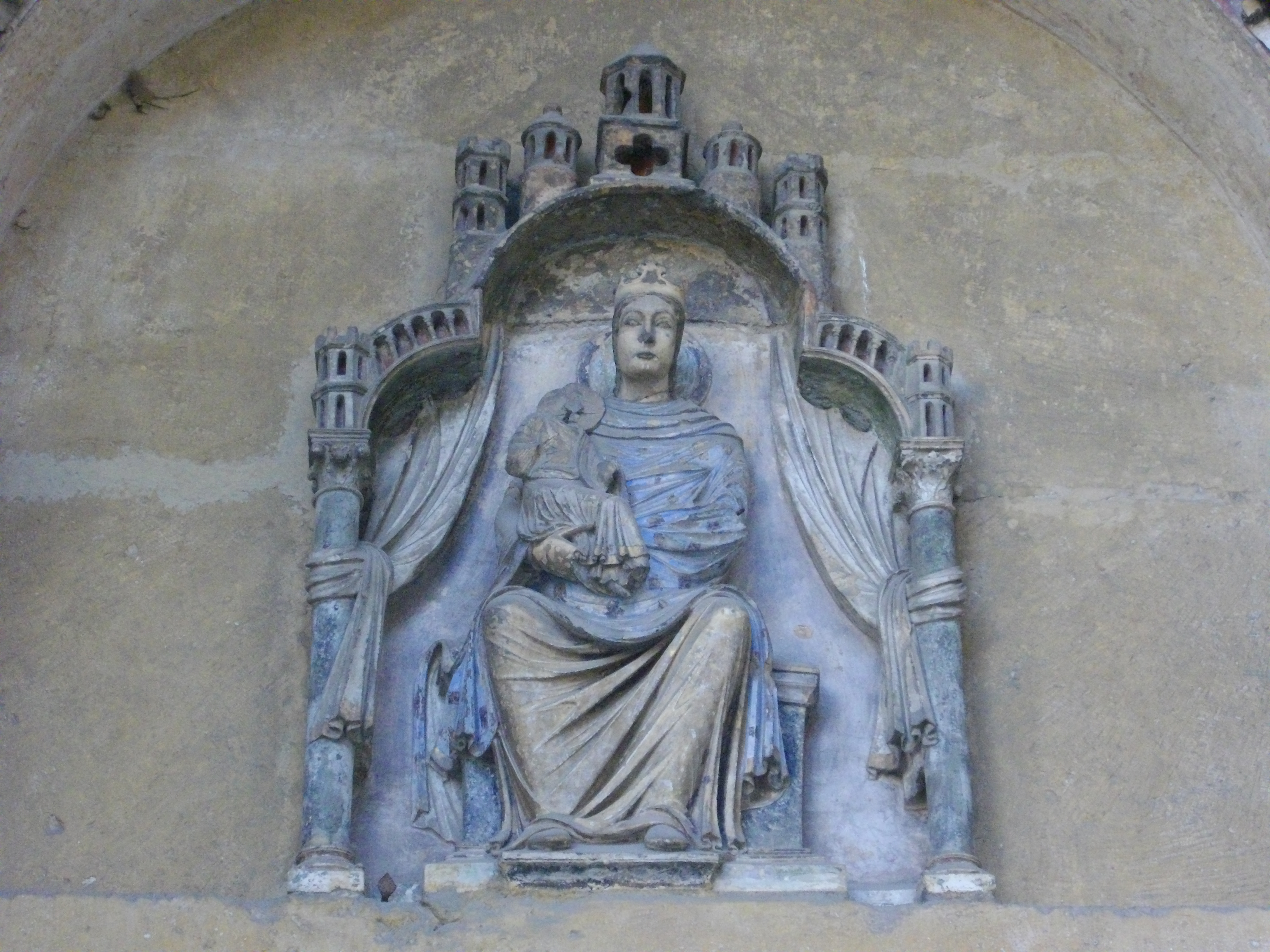
Изображение Девы Марии со следами полихромии

#### Южный фасад
Южный фасад, как и северный, отличается обилием окон, заполняющих значительную часть пространства. С южной стороны к собору примыкает дворец То, бывшая резиденция архиепископов Реймсских.
На фасаде южного трансепта (около 1211—1233) порталы отсутствуют. Его щипец, обрамлённый двумя пинаклями, посвящён Успению Богородицы. Он был создан в 1504 году, после того как предыдущий сгорел в пожаре 1481 года. На нём изображена Мария, которую поддерживают четыре ангела и коронуют два других ангела. На самой верхушке находится фигура стрельца, держащего лук: вероятно, она была помещена туда на самом раннем этапе строительства собора, а затем заменена другой в начале XVI века.
Расположенная под щипцом галерея пророков была отреставрирована в 1853 году.
Ярусом ниже находится окно-роза, по левую сторону от которой находится аллегорическое изображение Церкви в виде женщины с короной на голове, а по правую — аллегория Синагоги: женщина с повязкой на глазах и покосившейся короной. Своды над розой со стороны Церкви украшены статуями апостолов, а со стороны Синагоги — персонажами Ветхого завета.
По обе стороны от розы расположены табернакли, в которых помещены статуи Карла Великого и Пипина Короткого.

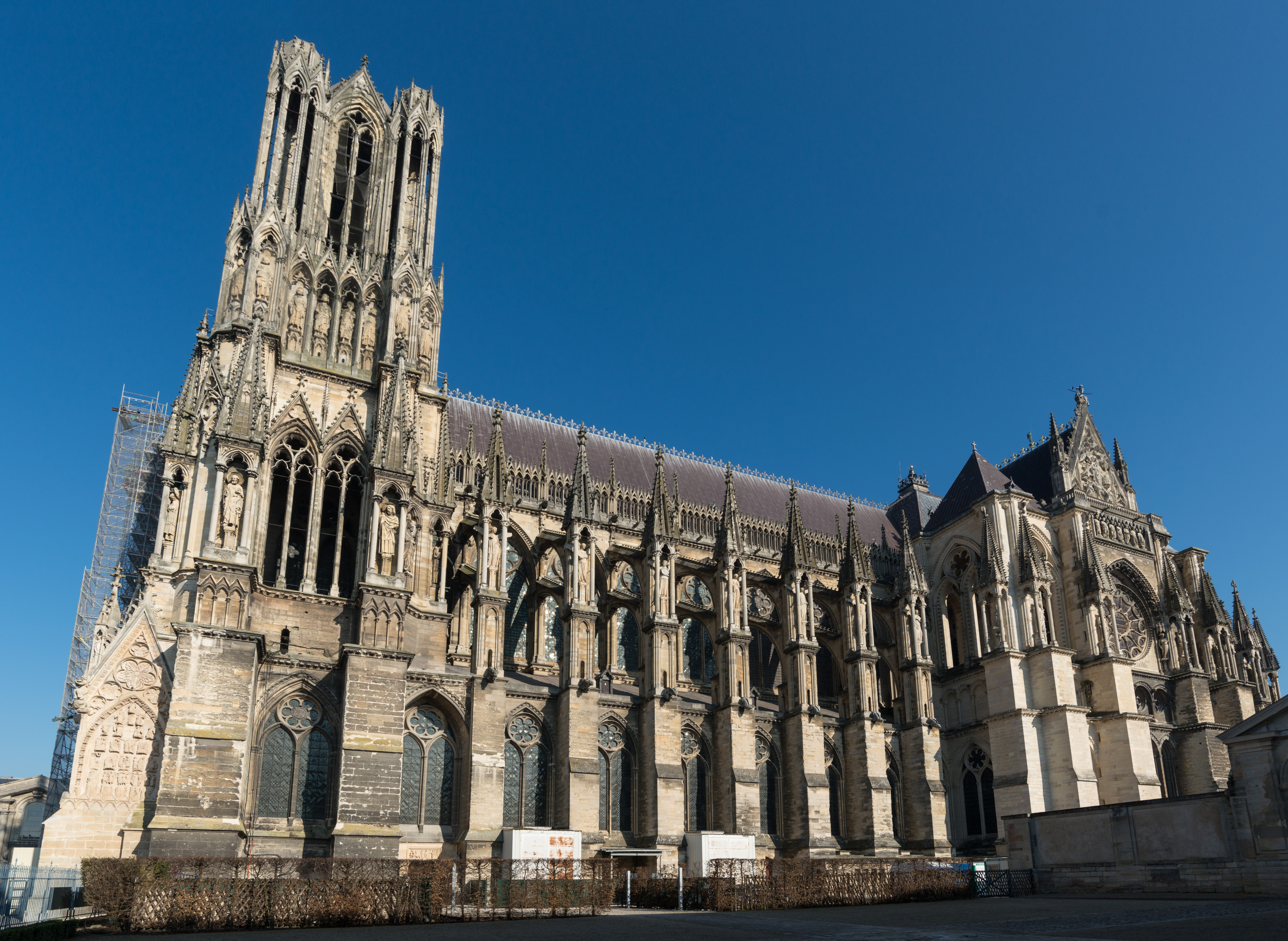
Южный фасад собора
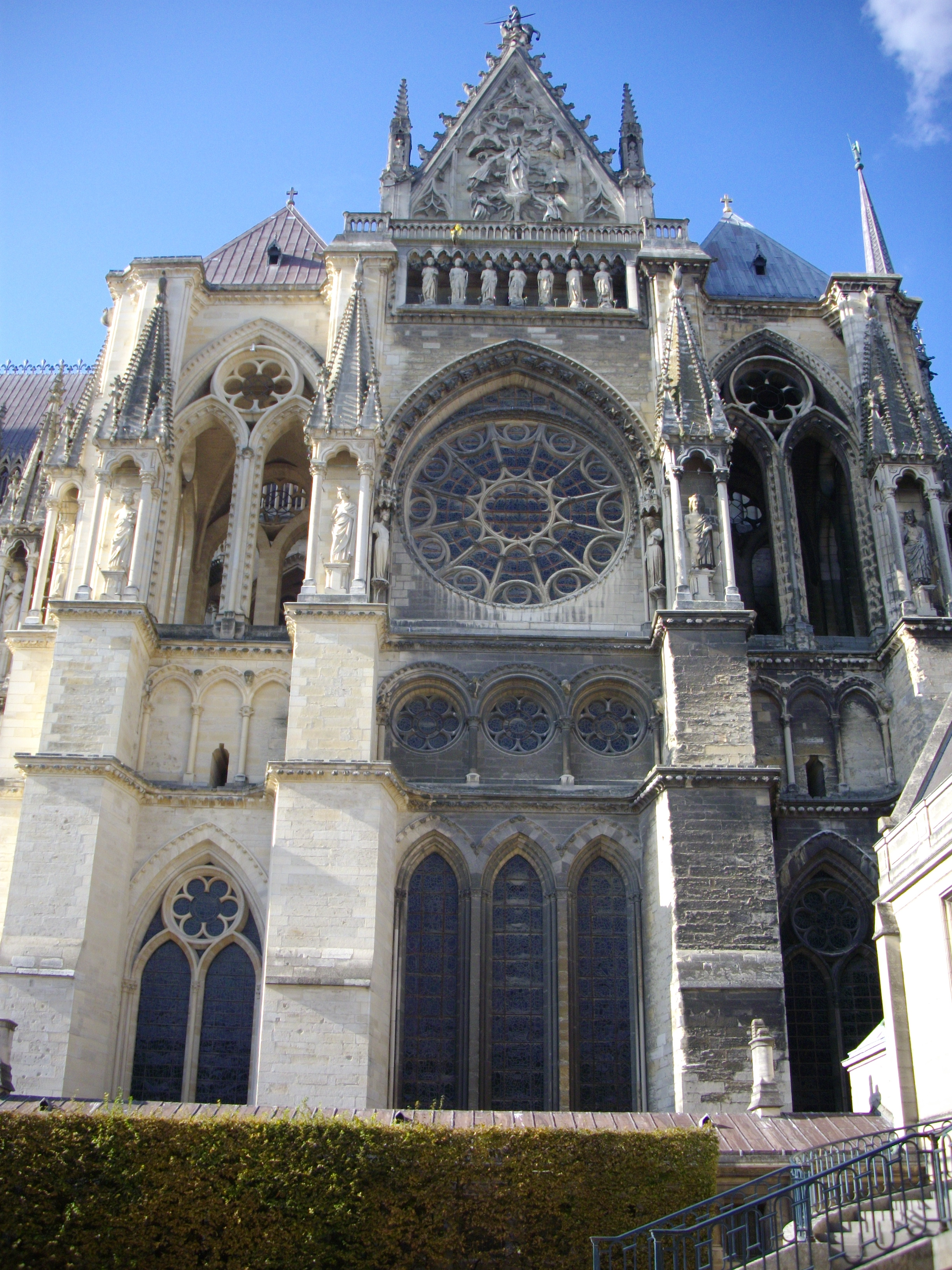
Фасад южного трансепта
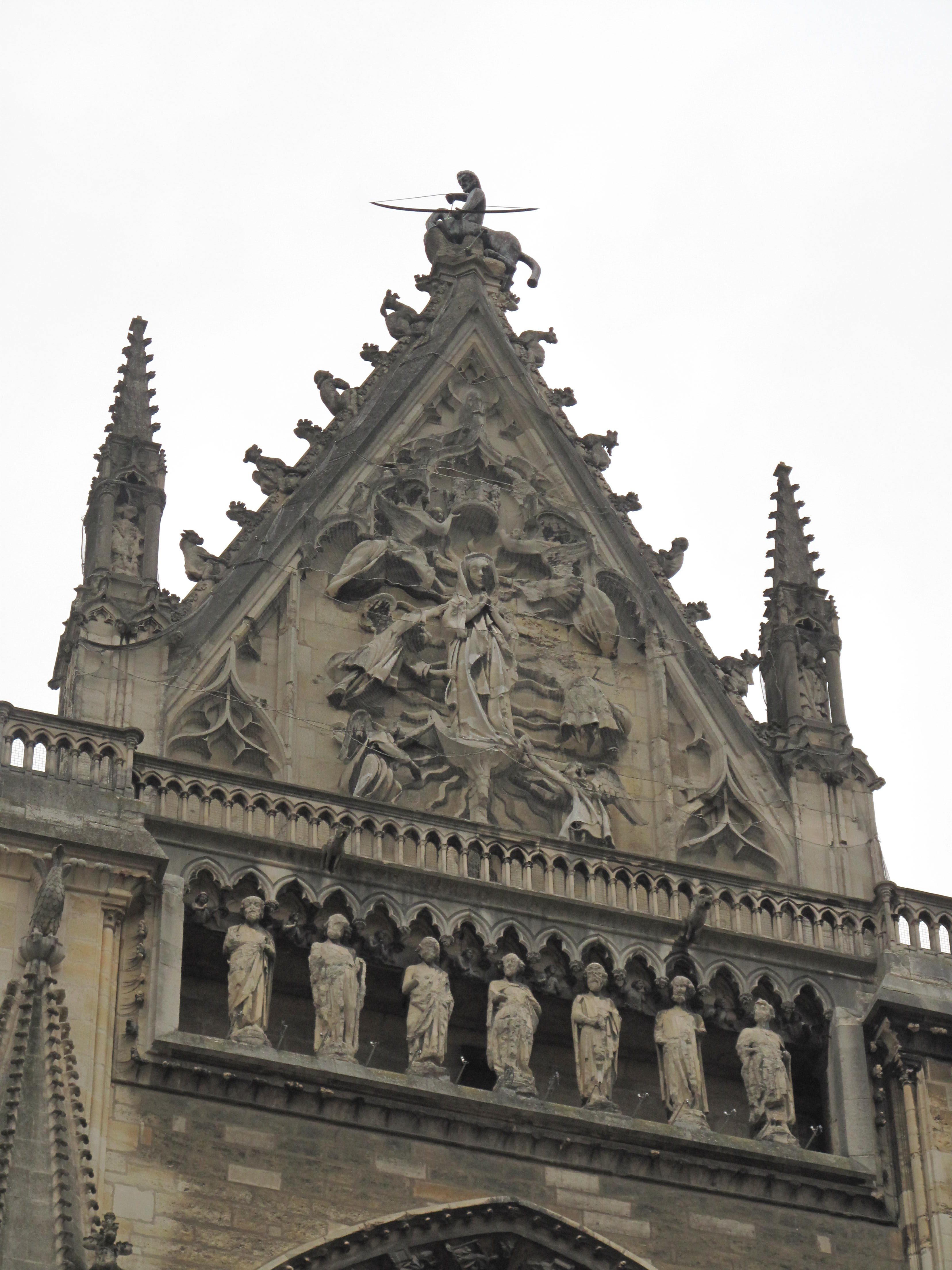
Щипец южного трансепта
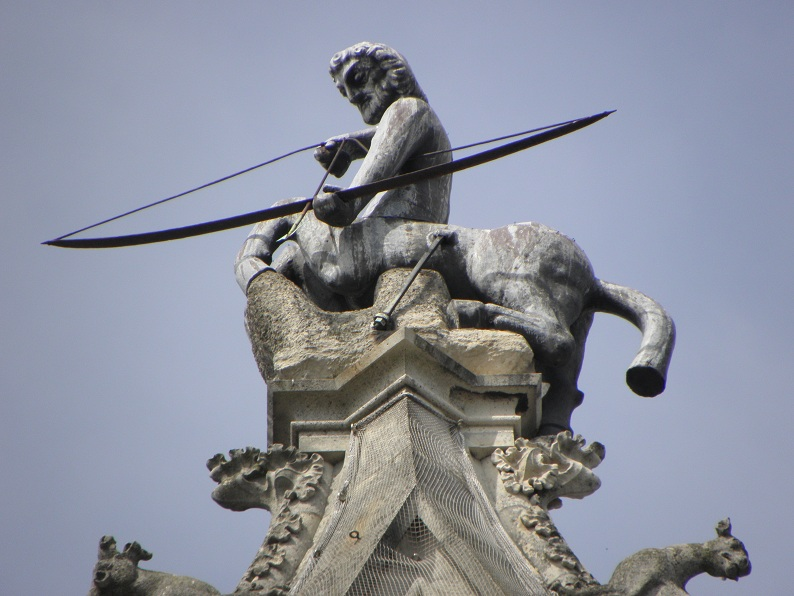
Фигура стрельца
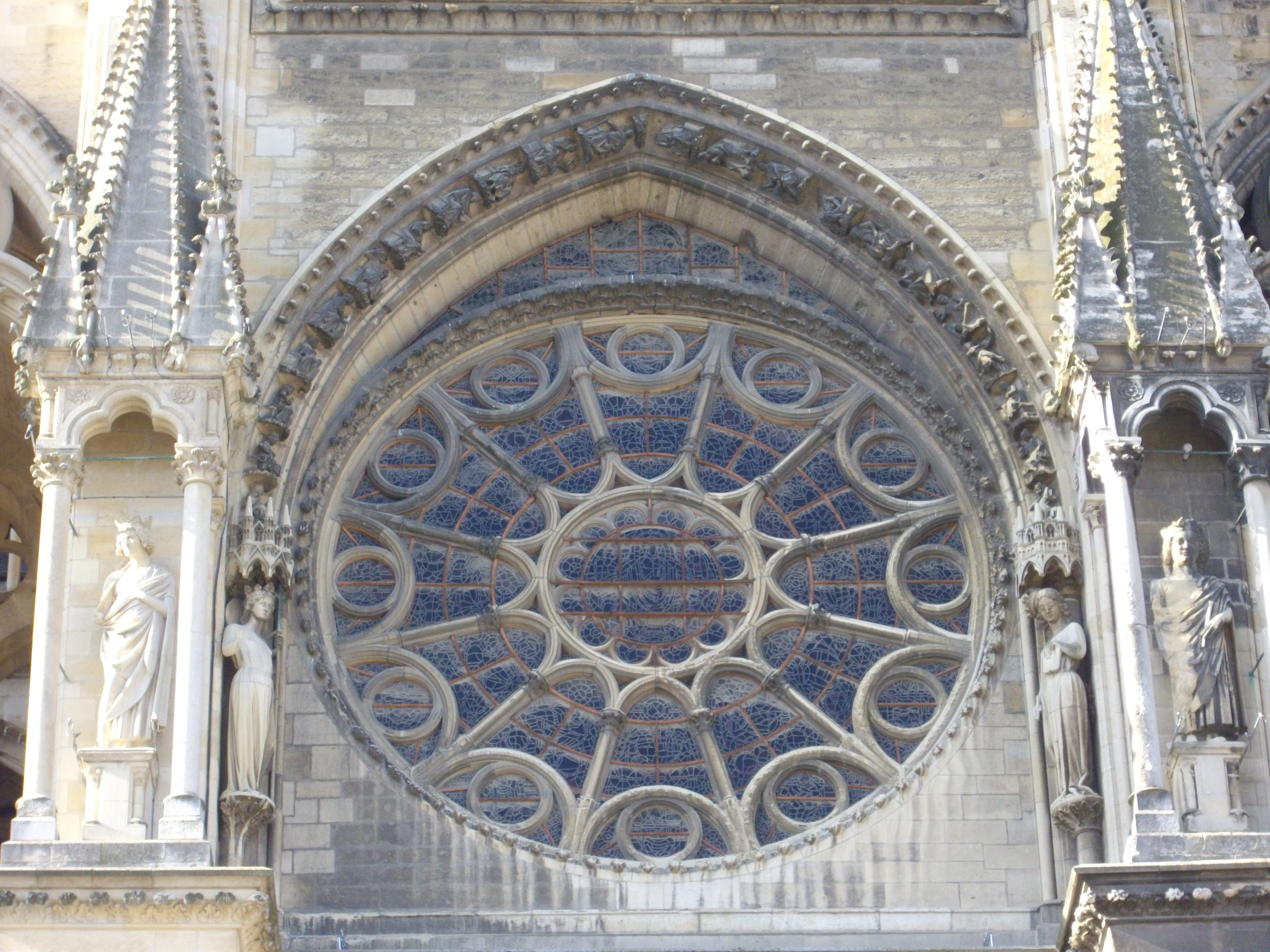
Роза и аллегории Церкви и Синагоги

#### Апсида (восточная оконечность)
Внешняя сторона апсиды разграничена контрфорсами, между которыми расположены узкие окна с венчающей их розой. На контрфорсах размещены фигуры одиннадцати ангелов и Христа, созданные в 1221 году. Уровнем выше аркатура, скрывающая кровлю капелл, украшена фигурами животных, птиц и мифических существ (среди них единорог, бык, лошадь, сова, сирена, кот, лев, аист, слон…). В начале XIX века эти скульптуры, бывшие в очень плохом состоянии и грозившие обрушением, убрали с балюстрады. Оригиналы не сохранились, но в 60-х — 70-х годах XIX века Виолле-ле-Дюк заменил их новыми.
Каждый контрфорс венчает табернакль с фигурой ангела, расправившего крылья. От контрфорсов к нефу идут аркбутаны, а над ними атланты держат на плечах карниз галереи. Прямо над атлантами, у основания галереи, размещены гаргульи, а верхнюю часть галереи венчают фигуры хищных птиц.
На самом верху апсиды находится восьмиугольная башенка, основание которой поддерживают восемь статуй из свинца. Башню венчает высокий шпиль, на вершине которого видна фигура ангела с крестом. Башня и шпиль, полностью уничтоженные пожаром, были восстановлены Анри Денё.

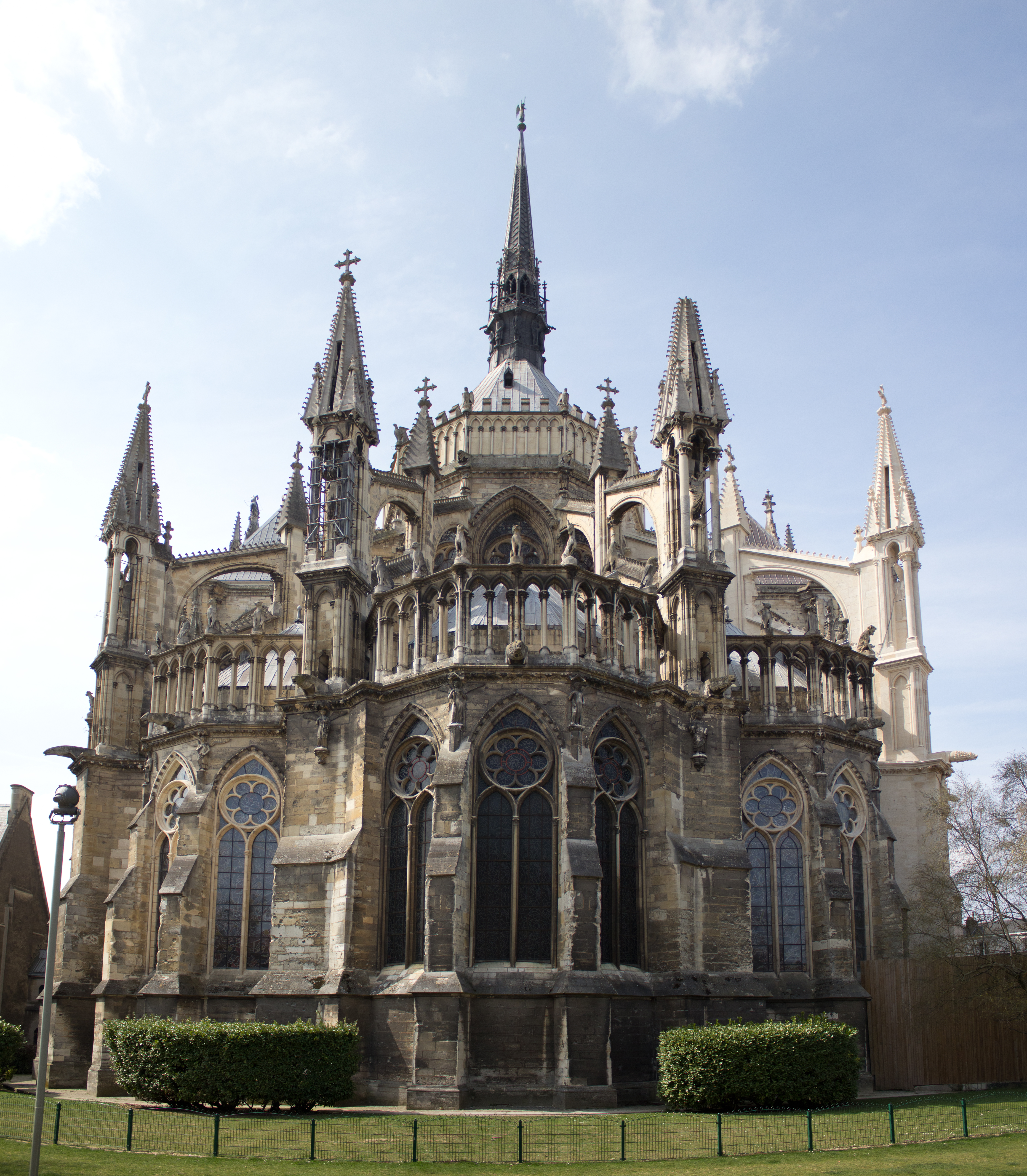
Апсида (вид с востока)
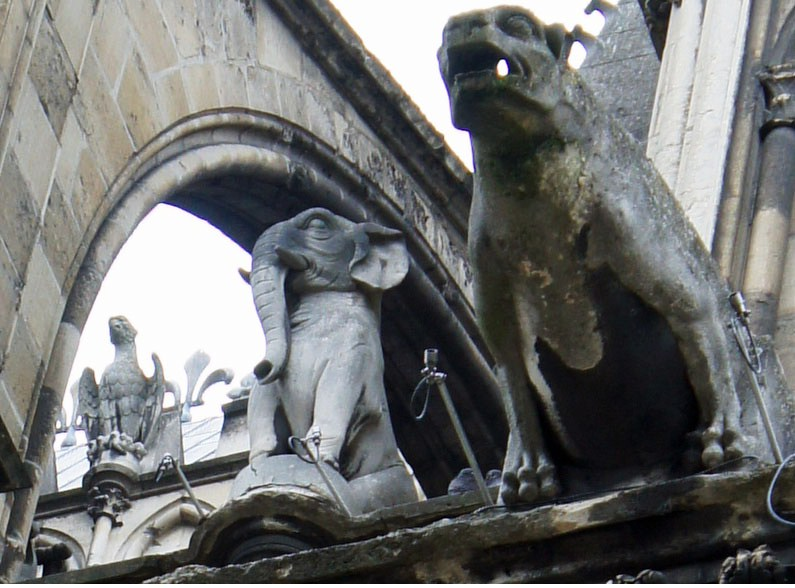
Фрагмент «галереи животных»
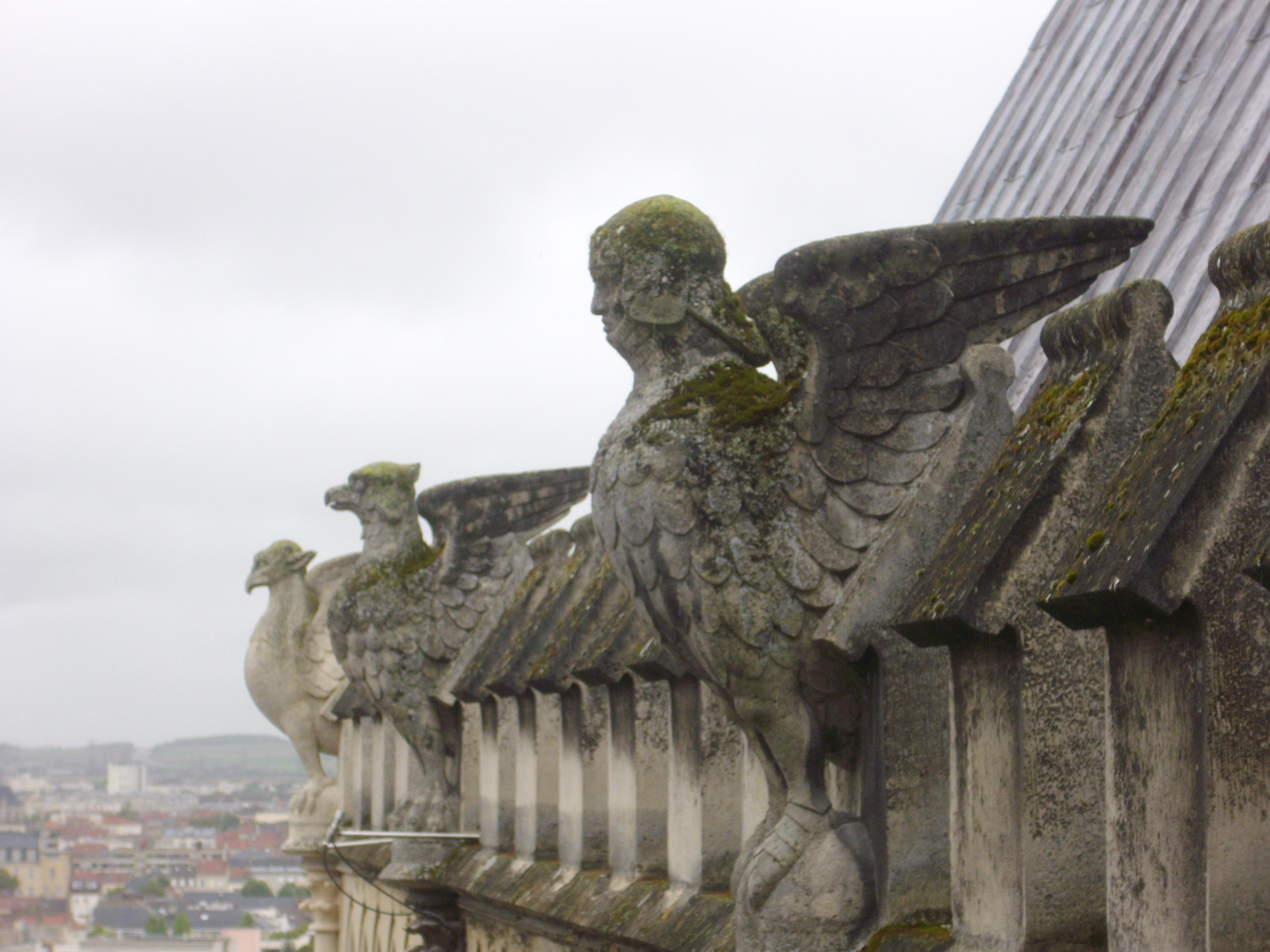
Фигуры птиц на верху галереи
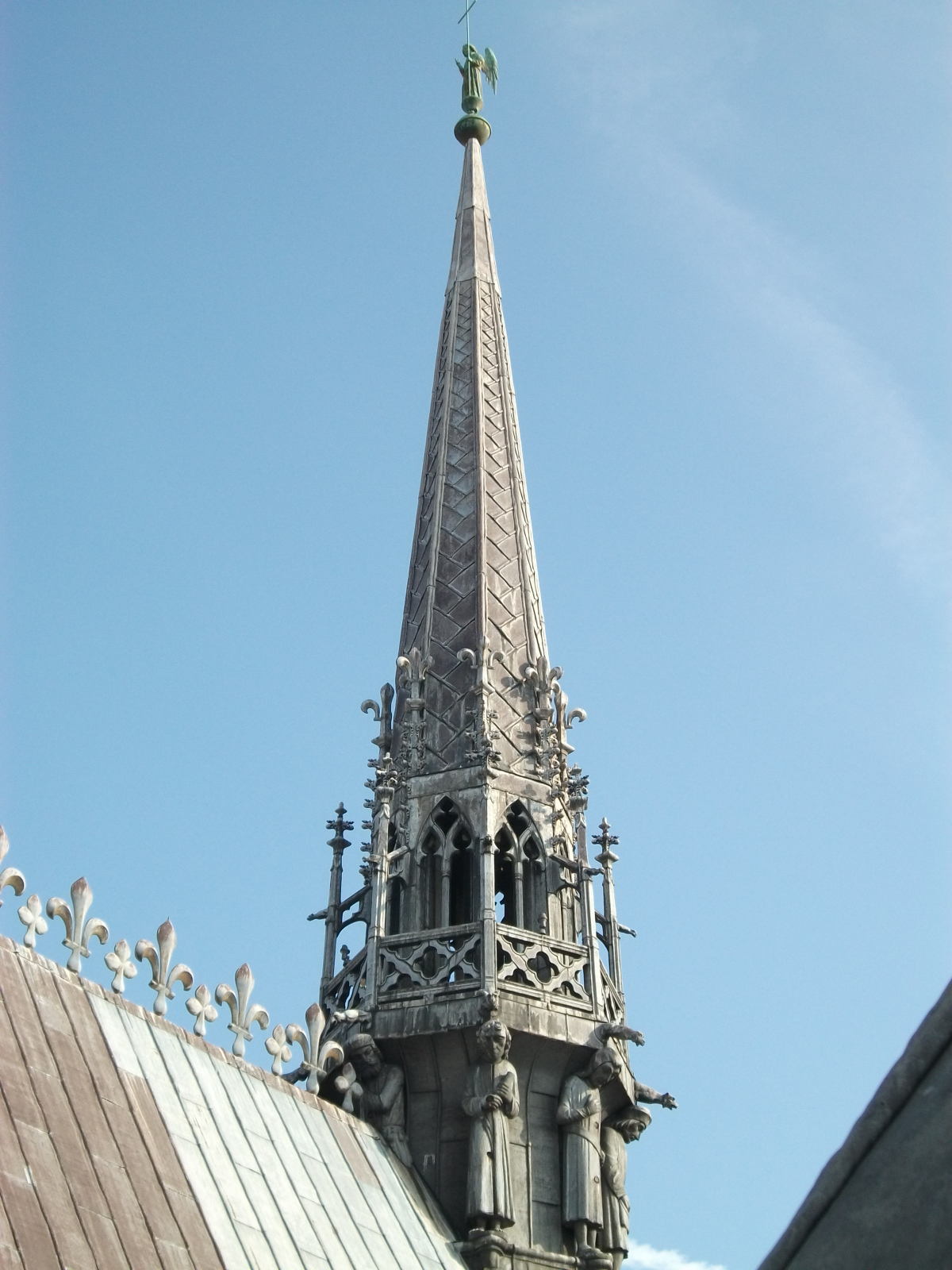
Шпиль с фигурой ангела

## Интерьер
План Реймсского собора близок к плану собора в Шартре: западная трёхнефная часть ведёт к трёхнефному трансепту, который переходит в широкий хор, завершающийся венцом из пяти капелл. Капеллы посвящены Иоанну Богослову, Жанне д’Арк, Иосифу, Святому Причастию и Сердцу Христову. Главный неф насчитывает десять травей; боковые нефы намного уже центрального. Трансепт короткий; алтарное пространство окружает галерея деамбулатория. Высокие стрельчатые своды храма опираются на круглые столбы с четырьмя приставными колоннами.

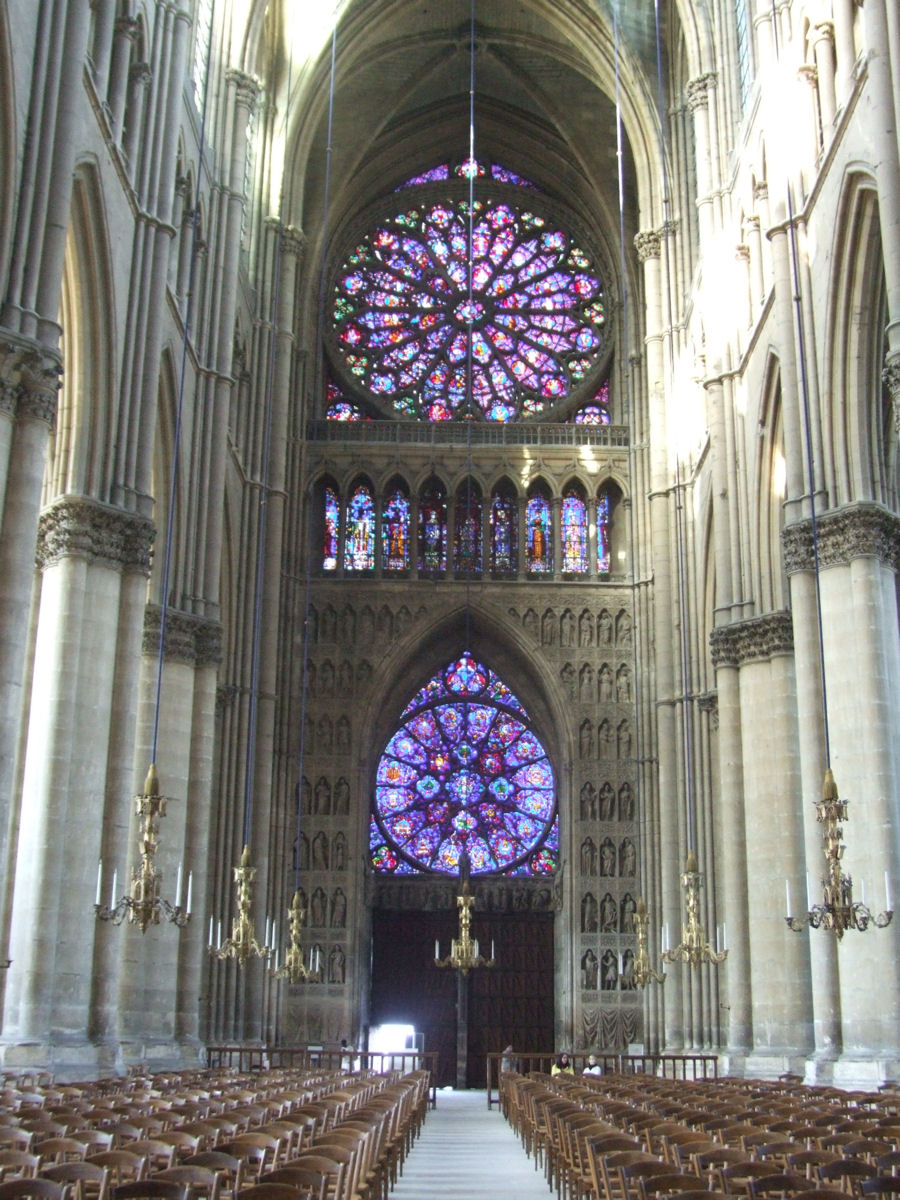
Средний неф: вид в сторону западного фасада

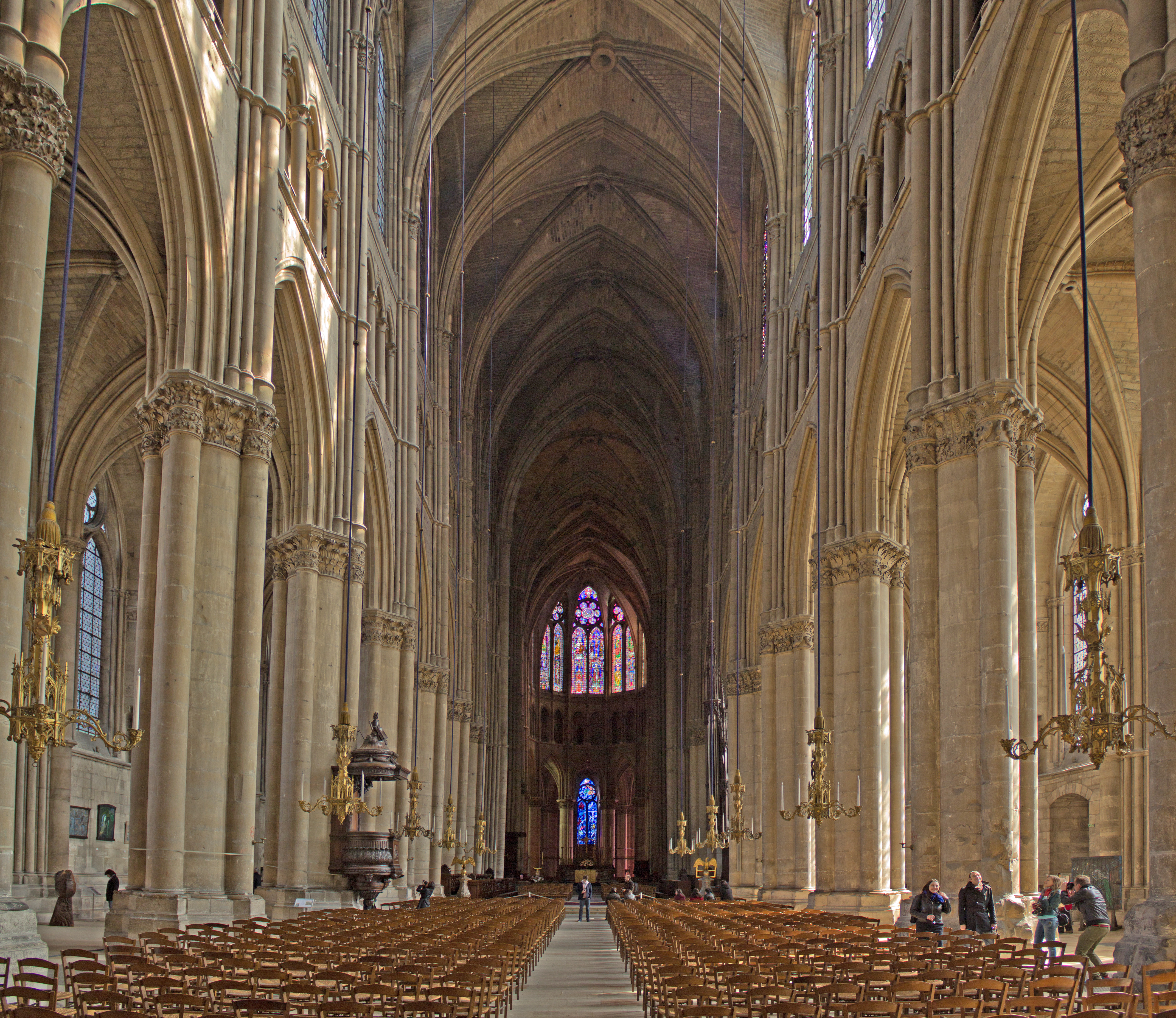
Средний неф: вид в сторону апсиды

Структура интерьера также во многом схожа с композицией Шартрского собора. Между продольной аркадой среднего нефа и верхними окнами расположены трифории в виде узкой галерейки, состоящей из четырёхпролётной аркады. Вдоль подножия трифория интерьер опоясан растительными гирляндами, которым вторят растительные капители аркады центрального нефа. Трифории получают продолжение над средним порталом в виде открытых проёмов. Таким образом, композиция интерьера слагается по вертикали из трёх основных элементов: первый ярус образует продольная аркада, через которую проникает свет из окон бокового нефа; в середине находится узкая и тёмная полоса трифориев; и, наконец, верхний ярус образован полосой разноцветных витражных окон. В западной оконечности эта верхняя зона завершается большой розой, в восточной — сплошными окнами верхнего яруса хора.
Внутренняя сторона западного фасада богато украшена: её поверхность покрыта нишами, в которых размещены 52 скульптуры. Подобное оформление уникально для готической архитектуры. Считается, что это работа Гоше Реймсского, выполненная около 1260 года. Скульптуры изображают сцены из жизни Марии (слева) и Иоанна Крестителя (справа). На вершине трюмо находится фигура святого Никасия; справа и слева от него на притолоке — сцены мученичества Иоанна Крестителя. В проёме, слева и справа, расположены фигуры двоих солдат и двоих ангелов.

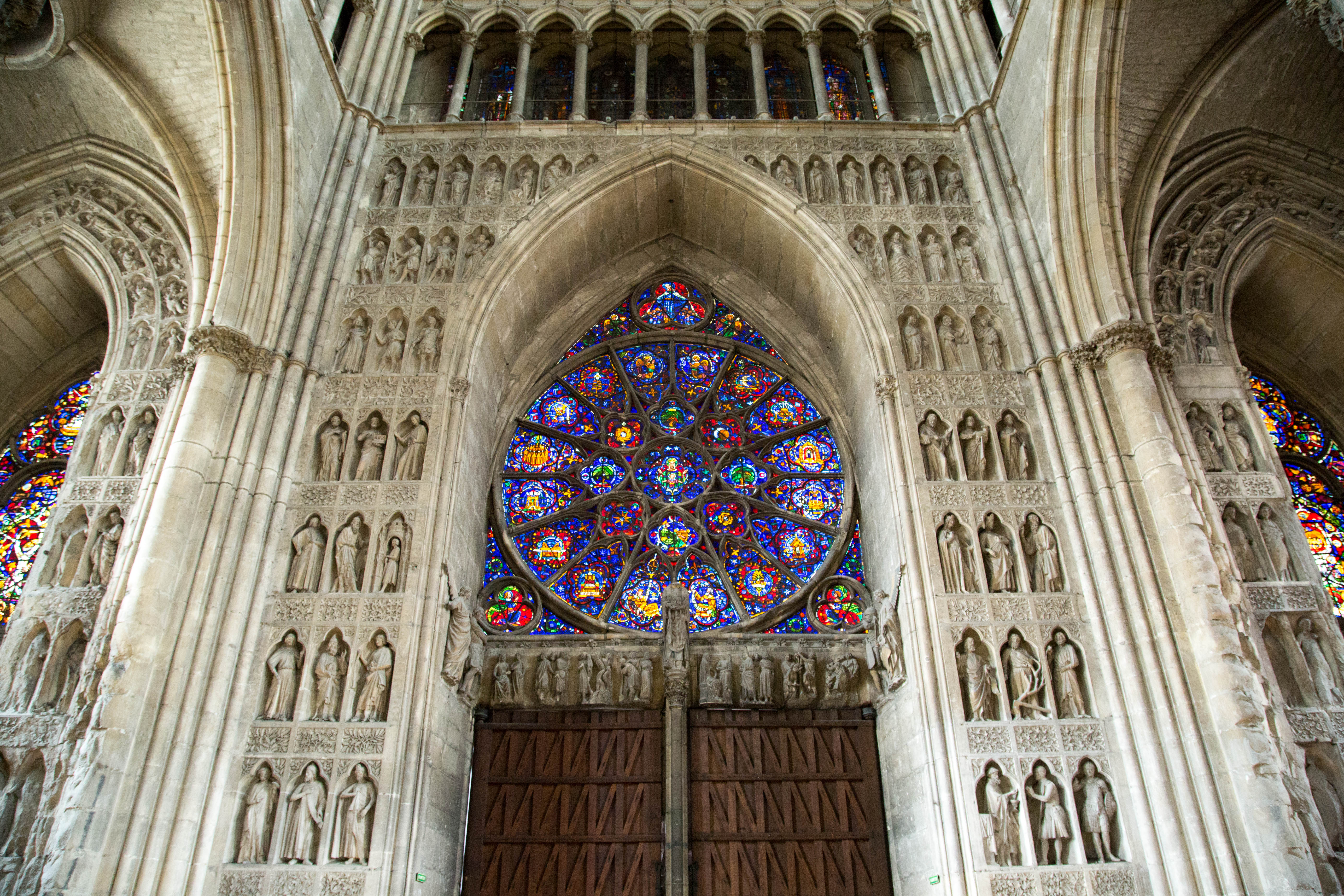
Внутренняя сторона западного фасада
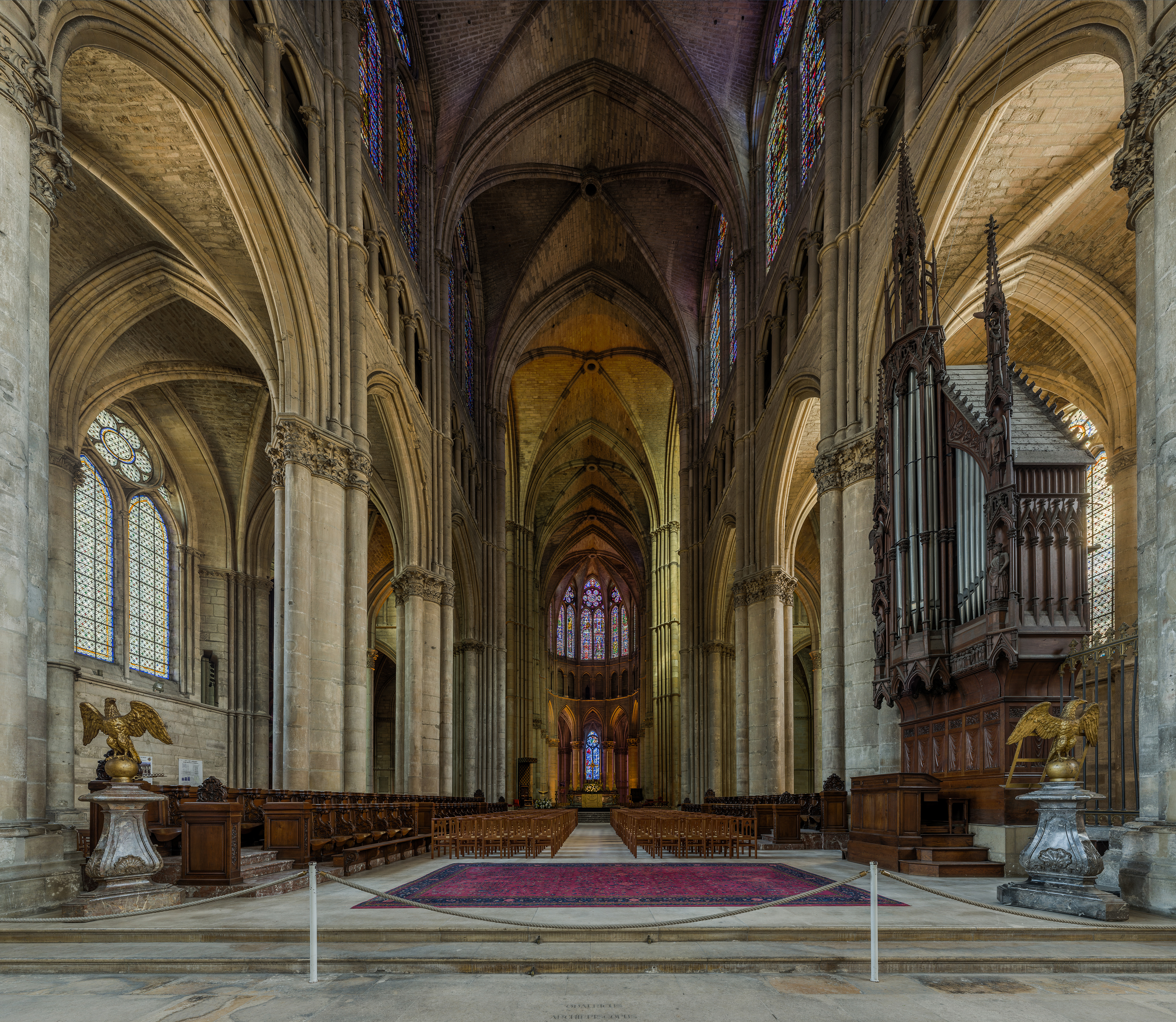
Пространство хора
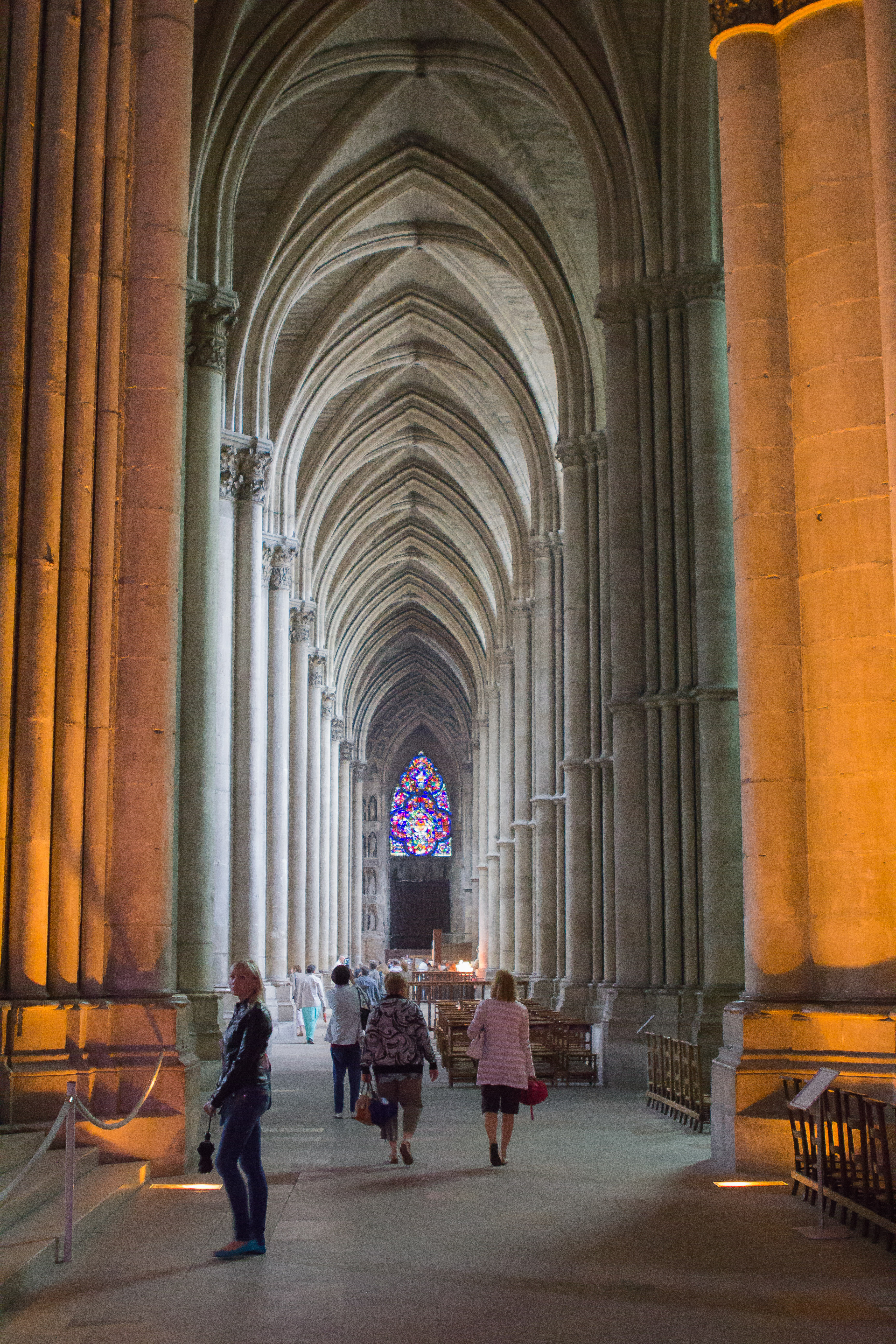
Боковой неф
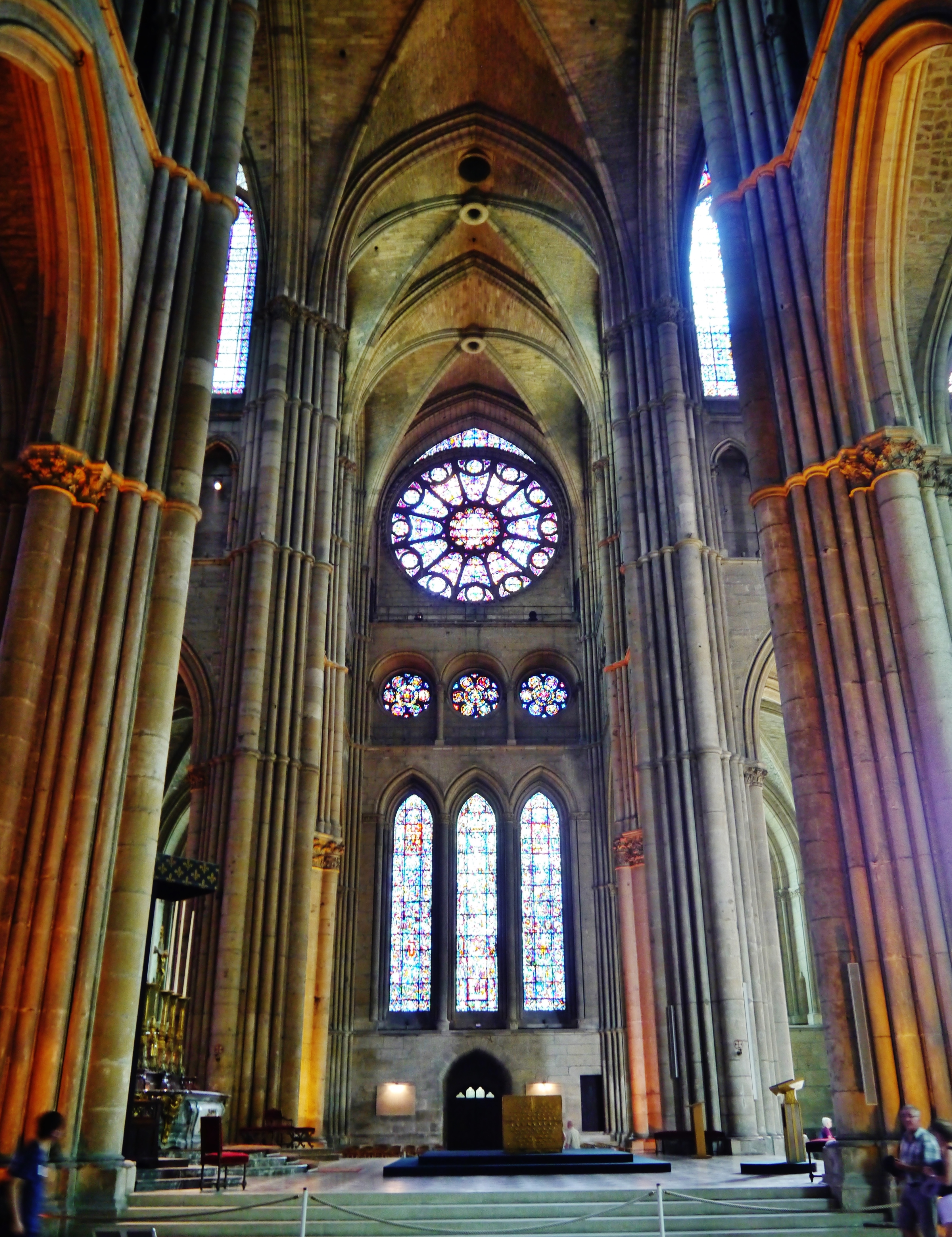
Южный трансепт
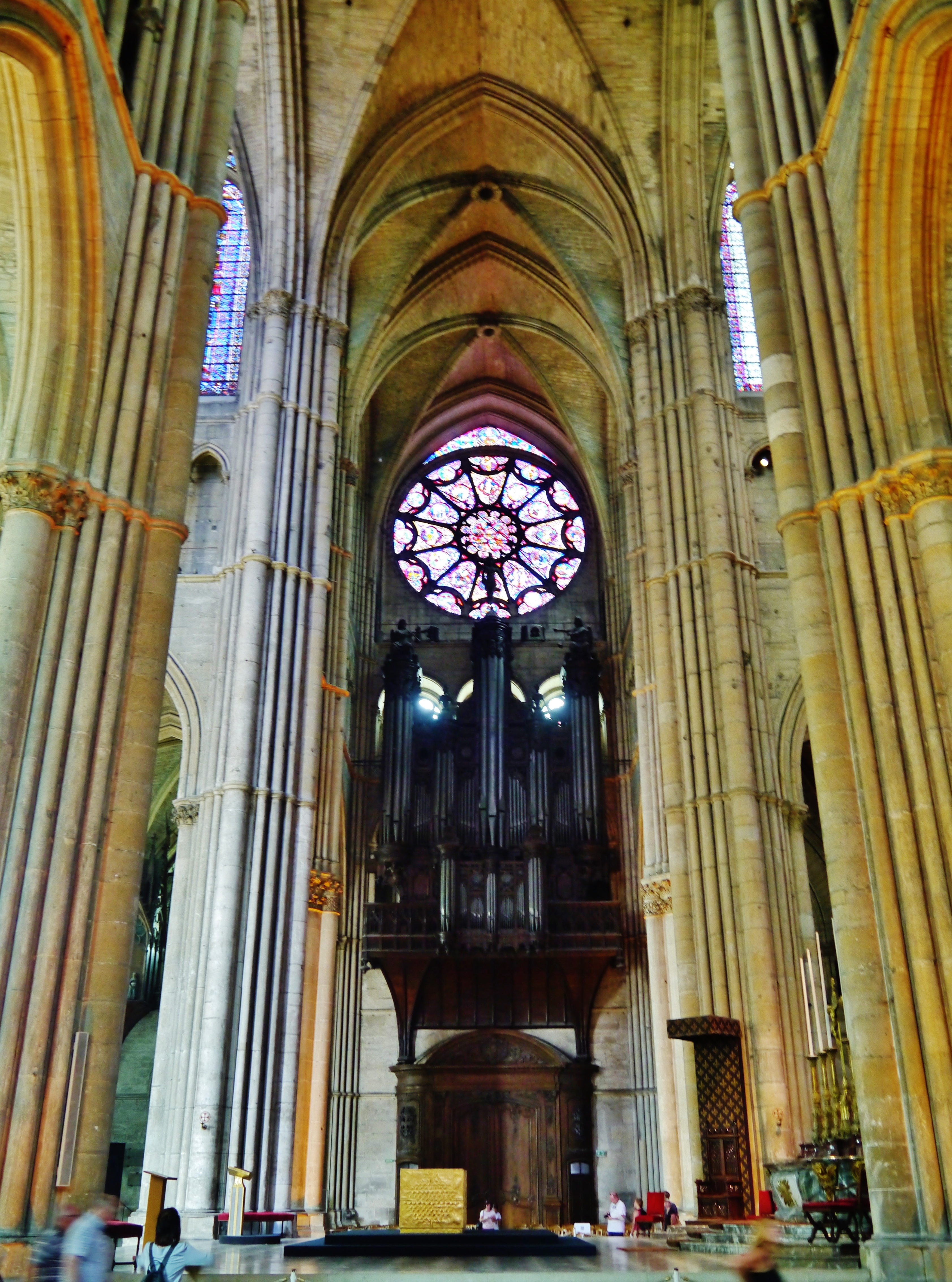
Северный трансепт

### Витражи

#### Витражи XIII века
Из оригинальных витражей XIII века до наших дней сохранились лишь немногие. Частично подлинной можно считать так называемую «большую розу» западного фасада (диаметром 12,5 м). Пострадав во время пожара 1914 года, она, тем не менее, была тщательнейшим образом восстановлена с использованием оригинальных стёкол. В её центре изображена сцена Успения Богородицы; первый ряд «лепестков» изображает 12 апостолов; второй ряд — 19 музицирующих ангелов, троих серафимов и двоих ангелов с кадилами; третий — пророков и царей из родословия Христа. В четырёхлистнике на вершине розы изображён Христос, держащий на руках душу своей Матери; в двух нижних четырёхлистниках изображены ангелы.
В нефе старинные витражи частично сохранились лишь в верхнем ярусе: 16 из 36. Эти витражи изображают королей, епископов и архиепископов реймсских.
Витражи хора также относятся к XIII веку. В их верхней части изображены Дева Мария и распятый Христос в окружении апостолов. В нижней части архиепископ Анри де Брен окружён епископами, находившимися в его подчинении.
Большая роза северного трансепта, диаметром 9,65 м, была создана в 1241 году. Её темой является Сотворение мира. В центре — Создатель, окружённый Солнцем и Луной; первый ряд лепестков представляет истории Адама и Евы в раю, а также Авеля и Каина; в третьем ряду изображены трое ангелов и сотворённые Богом животные. В полумесяце над розой — Дева Мария с младенцем и двое ангелов. Роза, начиная с XVII века, многократно реставрировалась, в том числе после Первой мировой войны; последняя реставрация была проведена в 1980 году.
Наконец, один старинный витраж сохранился в верхнем ярусе южного трансепта. Справа изображена Дева Мария с Младенцем; слева — Иоанн Креститель и епископ. Предполагается, что этот витраж был частью некоего цикла и изначально располагался в другом месте.

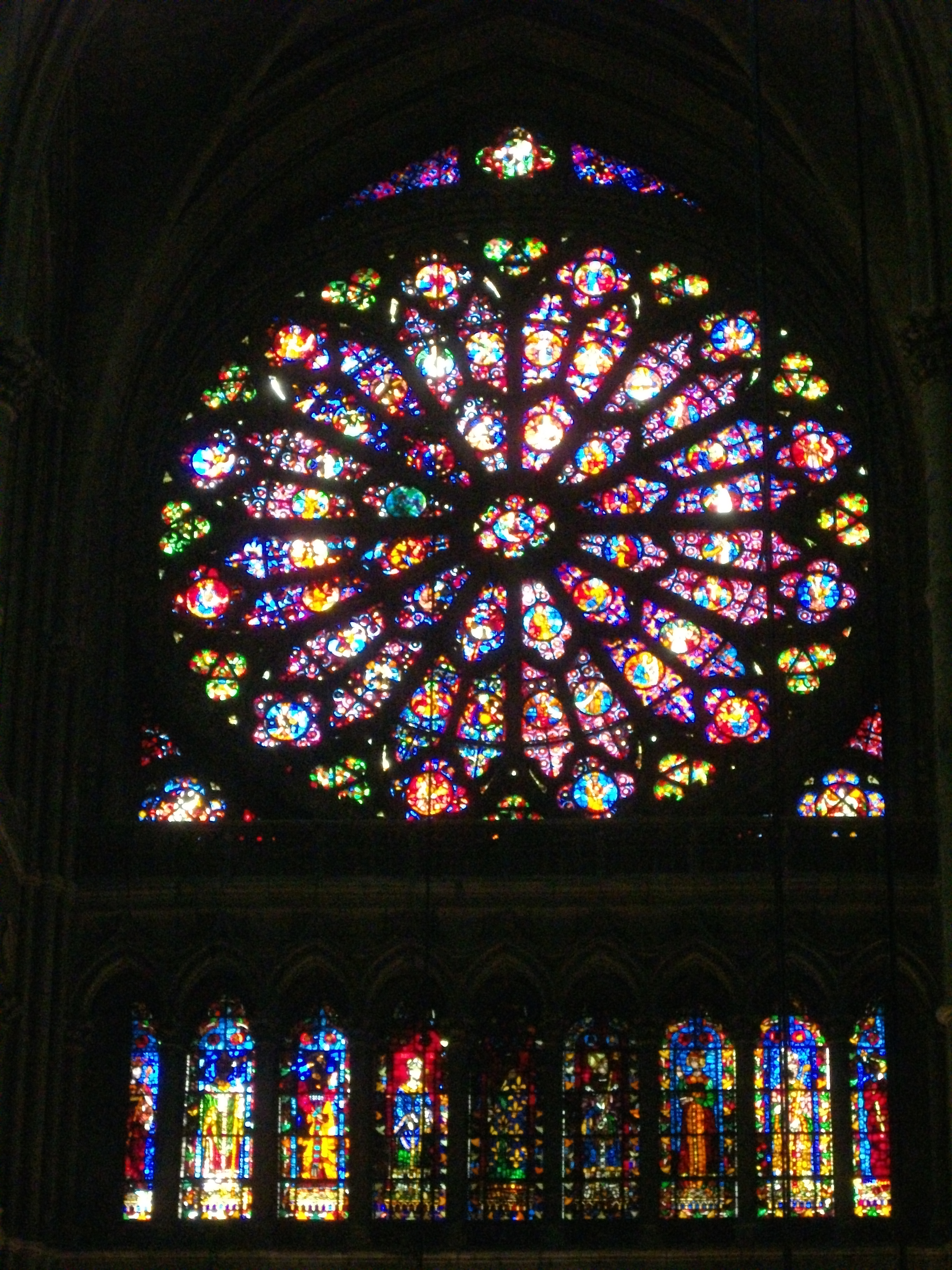
«Большая роза» западного фасада
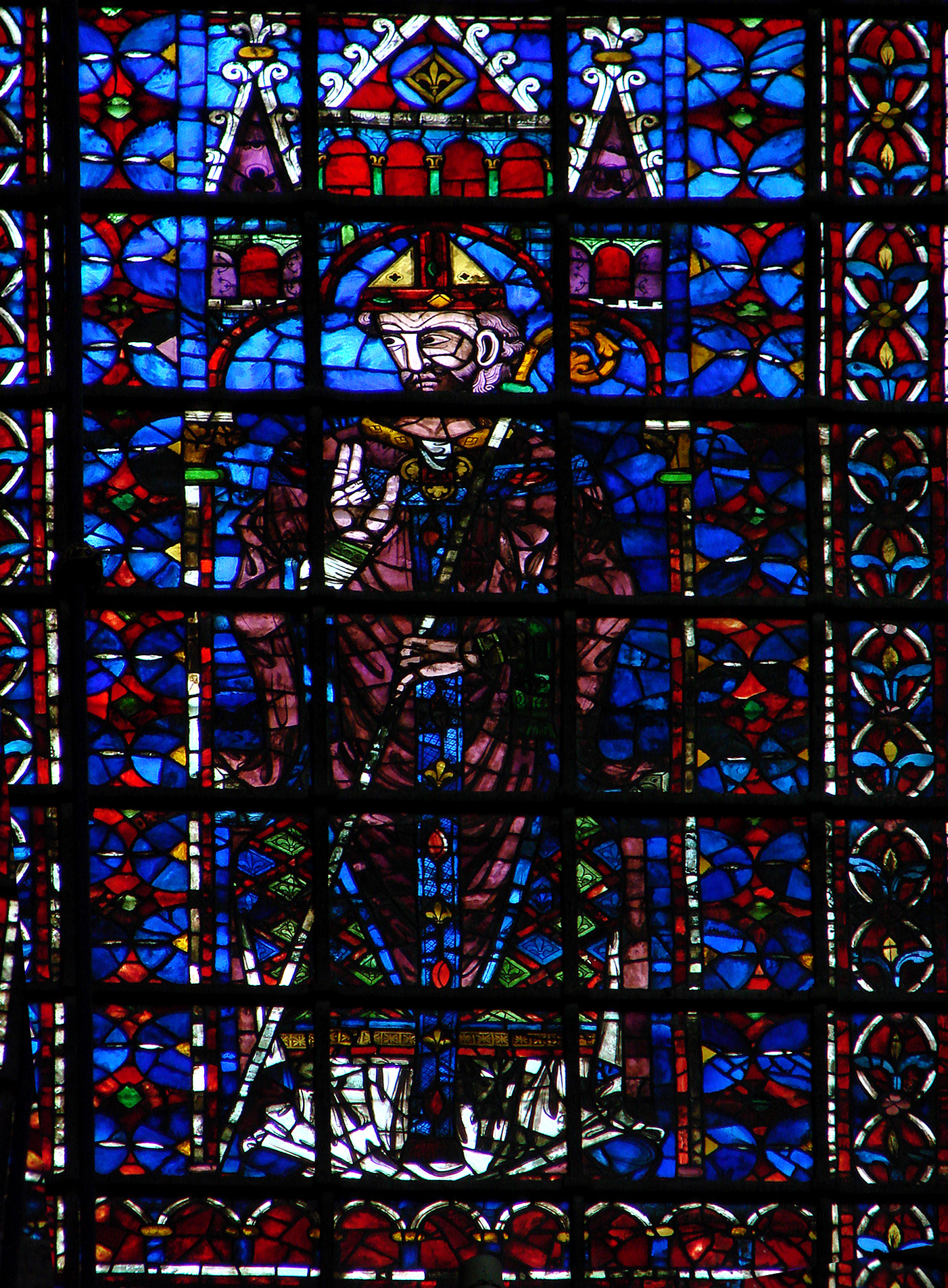
Витраж верхнего яруса нефа
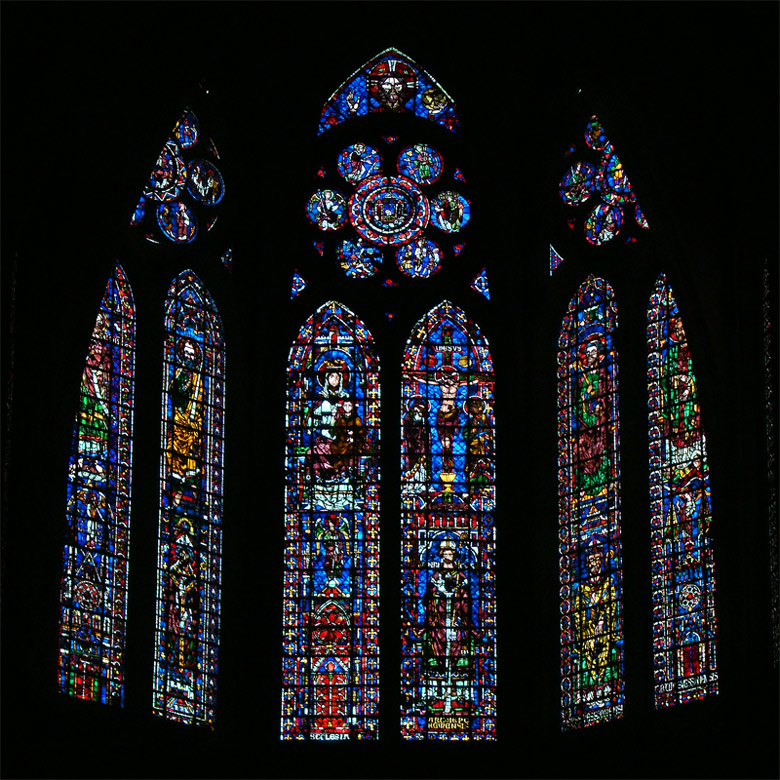
Витражи хора
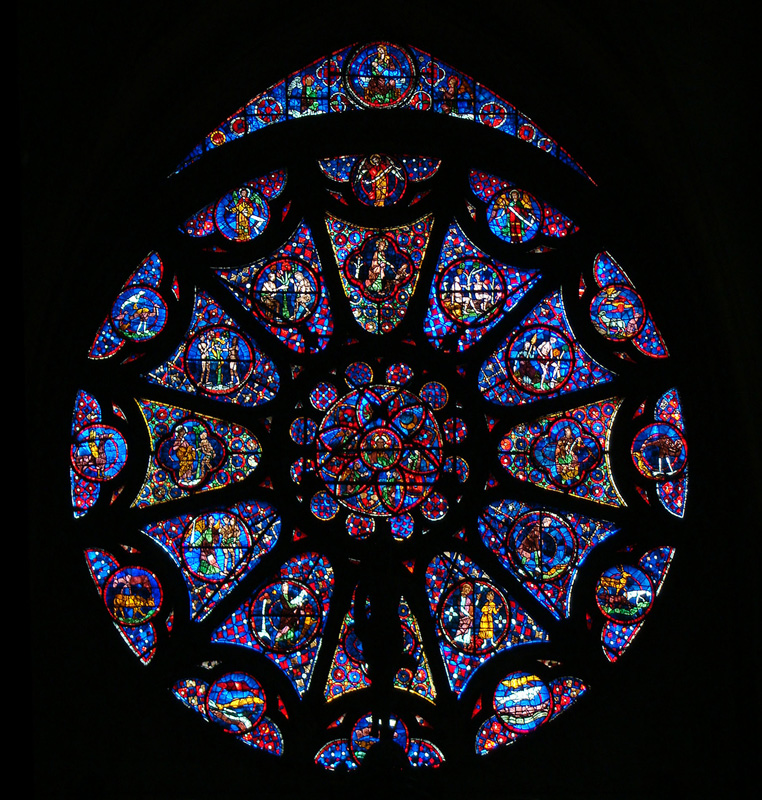
Роза северного трансепта
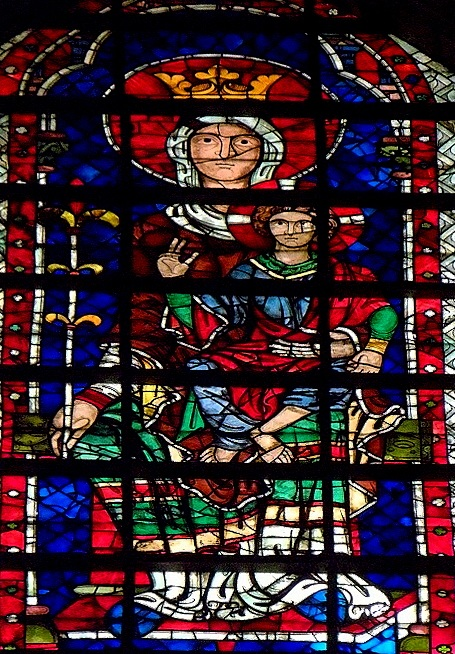
Богородица с Младенцем (витраж южного трансепта)

#### Витражи XX века
Витражи, безвозвратно утраченные в пожаре 1914 года, были заменены копиями или, в отдельных случаях, работами известных художников.
Так, «малая роза» западного фасада, диаметром 6 метров, была создана реймсским стекольных дел мастером Жаком Симоном в 1937 году. Оригинал был утрачен ещё в 1786 году и заменён мозаикой из цветного стекла; сведения о нём не сохранились. Марию с Младенцем в центре окружают 24 медальона с аллегорическими сценами жизни Богородицы; в навершии изображена Мария — прибежище грешников.
Многие витражи XIII века были уничтожены ураганом 1580 года, но даже их более поздние копии или замены не сохранились до нашего времени, погибнув в пожаре 1914 года. В их числе большая роза южного трансепта, диаметром 9,65 м. Восстановленная в 1937 году Жаком Симоном, она посвящена Воскресению Христа. В её центре Христос, указующий на свои раны и окружённый символическими фигурами животных. В следующем ряду — ангелы с орудиями Страстей; в круглых медальонах, обрамляющих розу, — изображения апостолов. Некоторым апостолам приданы черты архитекторов и реставраторов, внёсших особый вклад в воссоздания собора, в том числе Анри Денё (апостол Фома).
В 1739—1768 годах каноники собора решили заменить часть цветных стёкол простыми, чтобы сделать пространство собора более светлым. В XX веке прозрачное стекло вновь было заменено витражным. В 1954 году корпорация виноделов Шампани заказала Жаку Симону витраж, посвящённый виноградарству. В нём присутствуют виноград и вино как символы Земли обетованной и Евхаристии, а также представлены этапы производства местных вин.
В 1961 году французская художница Брижит Симон, дочь Жака Симона, создала для собора абстрактный витраж под названием «Живая вода». Он находится в южном конце трансепта над купелью. Позднее, в 1971 и в 1981 году, она выполнила витражи в стиле гризайль для южной и северной частей трансепта (там же, в верхнем ярусе, есть и гризайли XIII века).
В 1974 году несколько витражей для Реймсского собора создал Марк Шагал. Они находятся в восточной части храма, в центральной капелле. В центральном окне изображены жертвоприношение Исаака и распятие Христа. В левом окне представлено Древо Иессеево, в правом — крещение Хлодвига.
В 2008 году Министерство культуры Франции заказало несколько витражей для боковых капелл немецкому художнику Ими Кнобелю. В 2015 году художник создал для собора ещё три витража. Витражи Ими Кнобеля представляют собой композиции в синих, жёлтых, красных и белых тонах, выражающие абстрактную идею света.

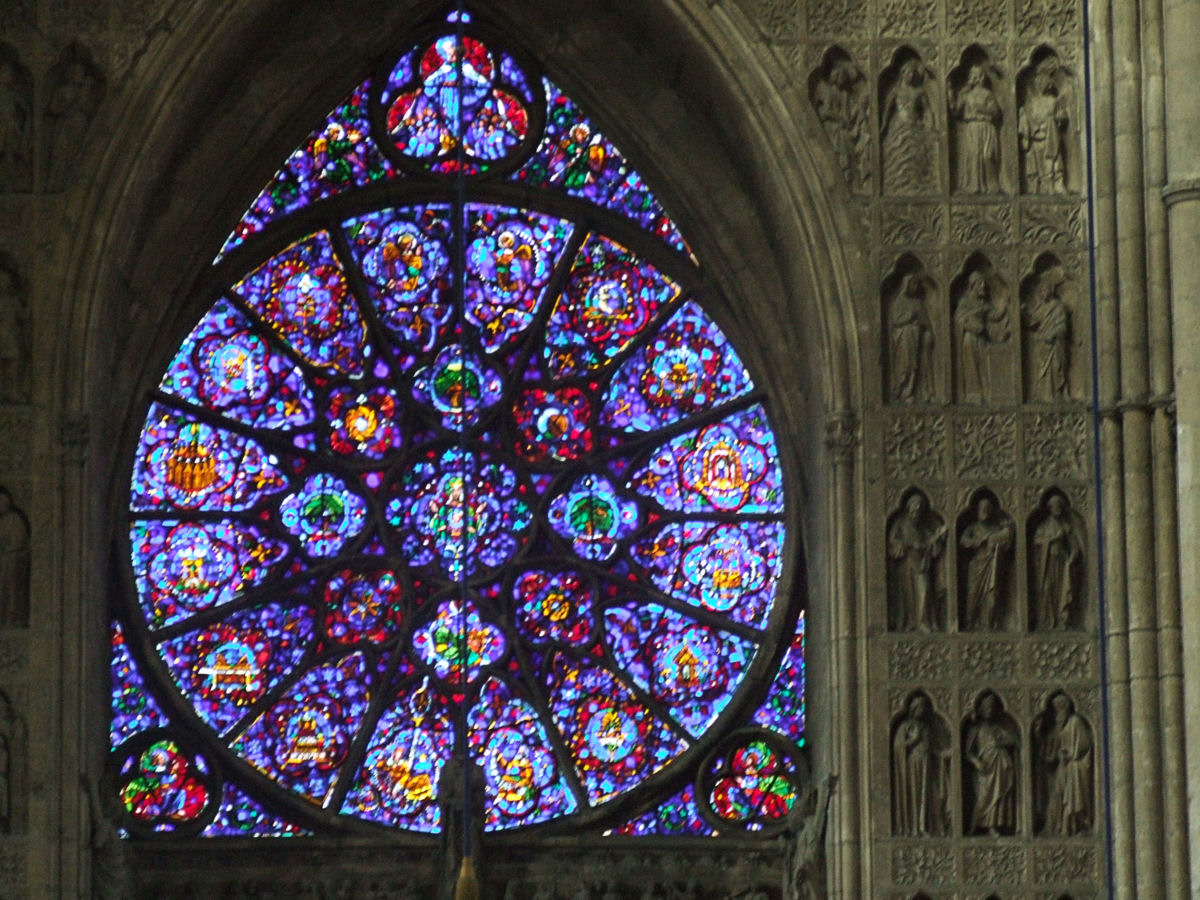
«Малая роза» западного фасада
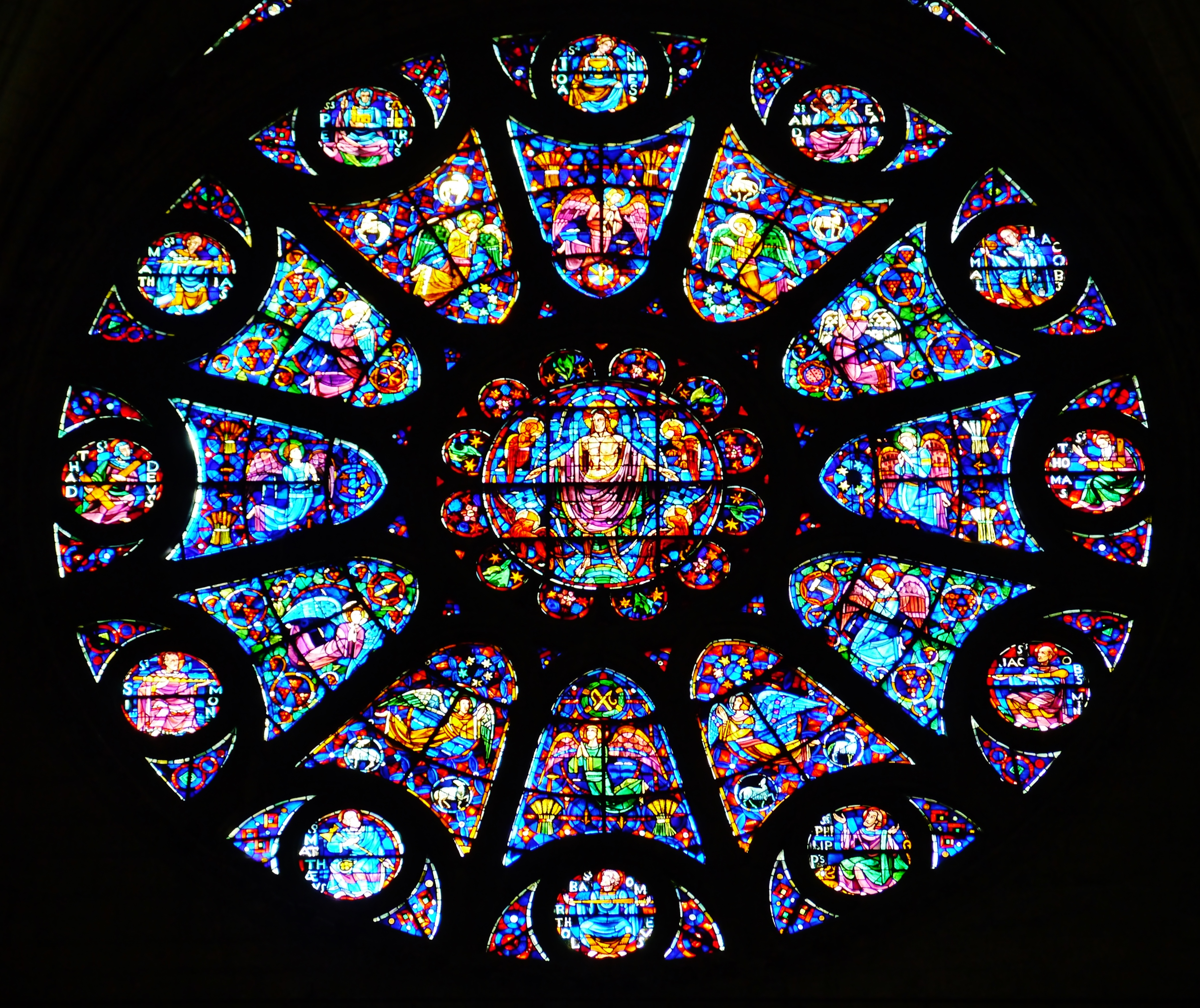
Большая роза южного трансепта
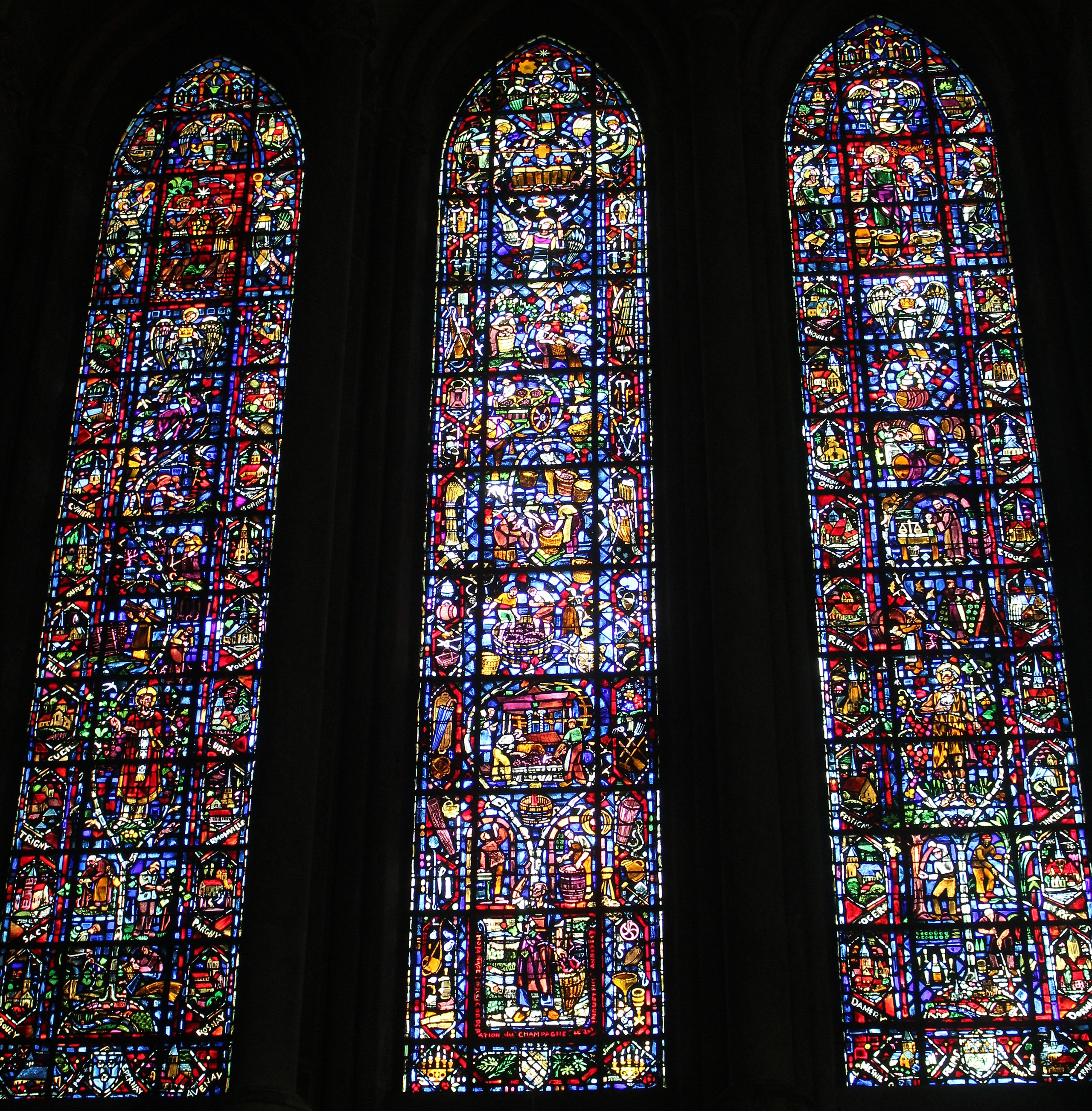
«Витраж виноградарей»
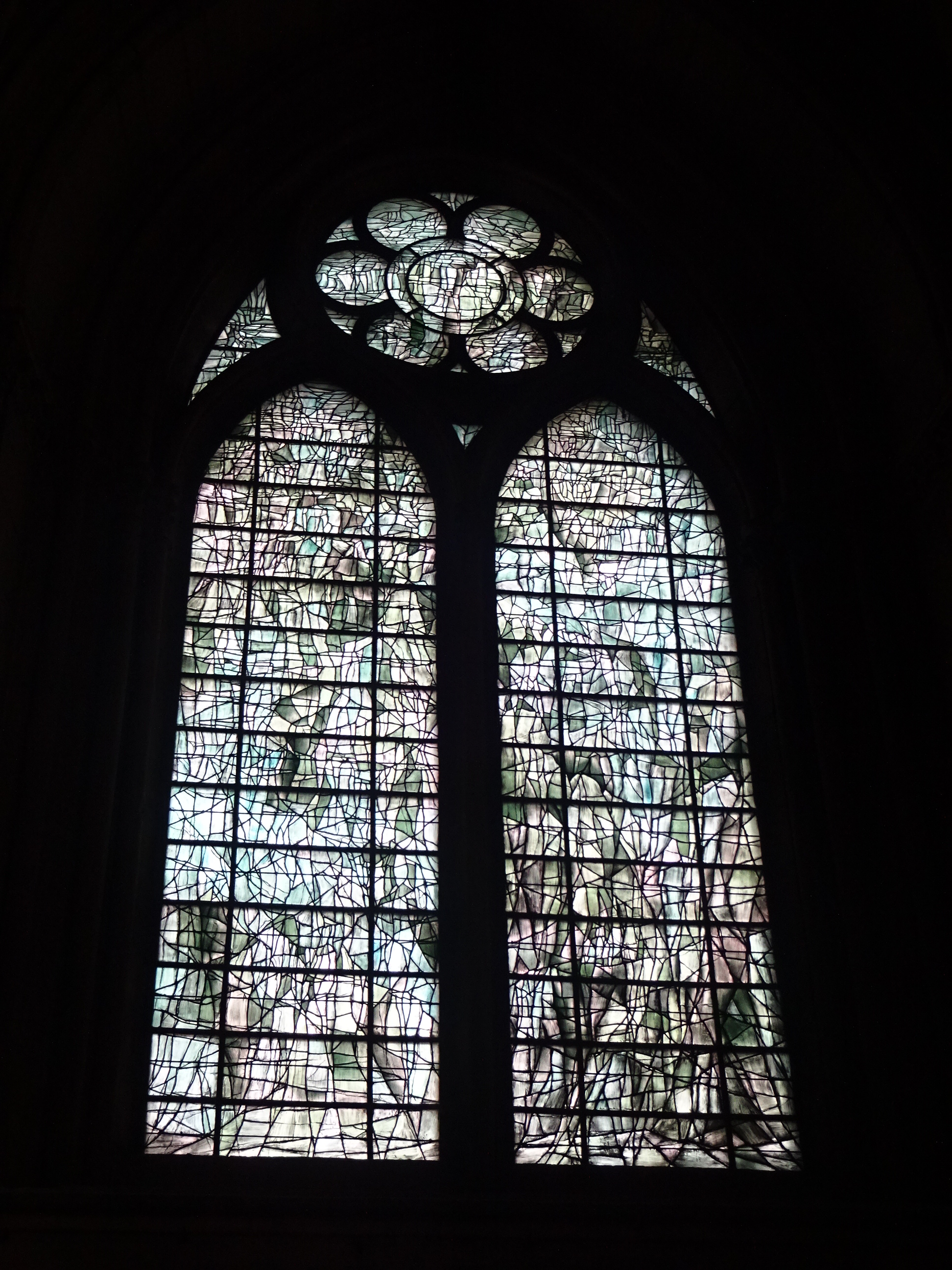
«Живая вода» (витраж Брижитт Симон)
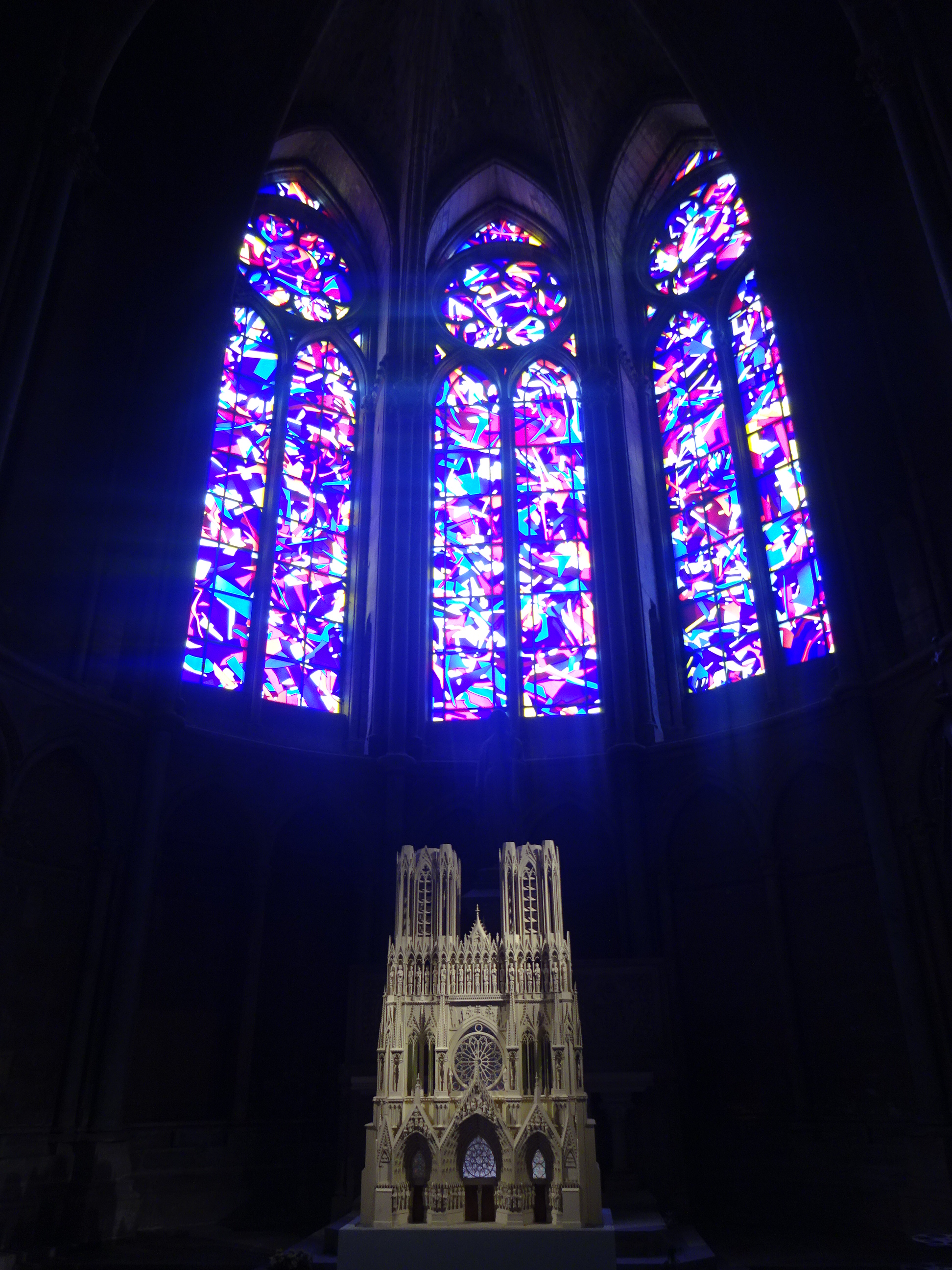
Витражи Ими Кнобеля (с макетом собора на переднем плане)

### Внутреннее убранство
Археологические исследования показали, что главный алтарь храма располагался на том же месте, где он находится сейчас, со времён Раннего Средневековья. Созданный в XVIII веке алтарь был уничтожен при обрушении сводов после пожара и впоследствии восстановлен.
Деревянная кафедра, расположенная в нефе, — произведение реймсского скульптора Блонделя. Она была создана около 1770—1780 гг. и изначально находилась в несохранившейся церкви Святого Петра. Из той же церкви происходит купель 1783 года, выполненная из серого мрамора.
В нефе и в трансепте находятся памятные плиты епископов и архиепископов Реймсских, а также архитектора Гюга Либержье. Напольными плитами также отмечены места крещения Хлодвига и убийства святого Никасия Реймсского.
В хоре сохранились старинные часы XV века, 11 метров в высоту и более 3 м в ширину. По обе стороны от циферблата мужчина и женщина держат герб капитула (серебряный крест и четыре цветка лилии на лазурном фоне); над циферблатом — фигурки двух женщин, одна с цветком лилии в руке, другая с Младенцем Иисусом на коленях. Ниже, у их ног, в начале каждого часа сменяются две группы фигур с двумя разными сюжетами: бегство в Египет и волхвы, ведомые ангелом. Отреставрированные в 1988 году, часы исправно идут.
Реймсский собор имеет два органа. Так называемый большой орган, расположенный в северном трансепте, был создан в 1487 году и частично перестроен в XVII веке. Этот орган имеет 87 регистров и 6742 труб. Над ним находится статуя воскресшего Христа в окружении двух ангелов. Ещё один орган, 1842 года, с 16 регистрами, расположен в хоре.
Пространство нефа освещают 11 бронзовых люстр 1844 года.

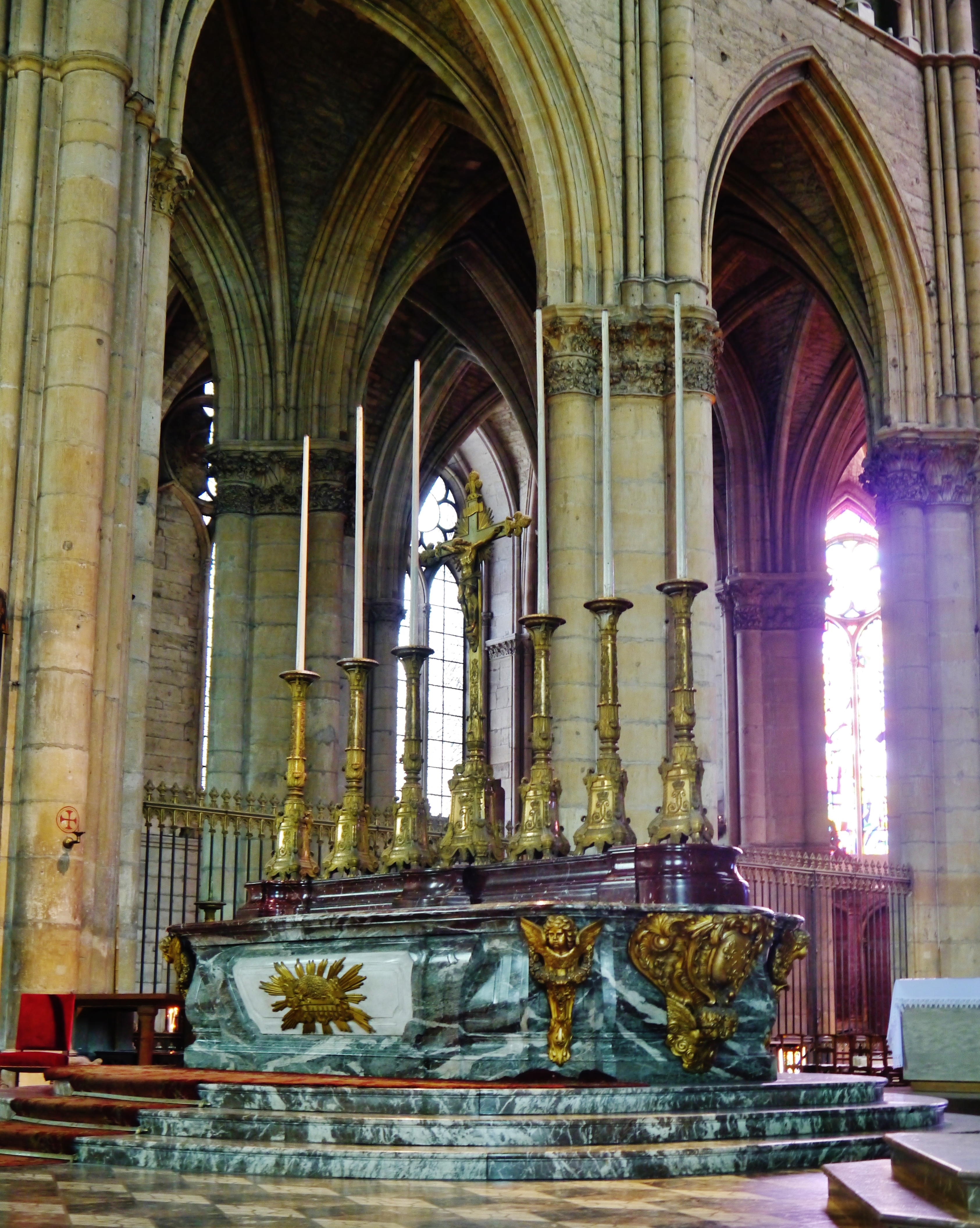
Главный алтарь собора
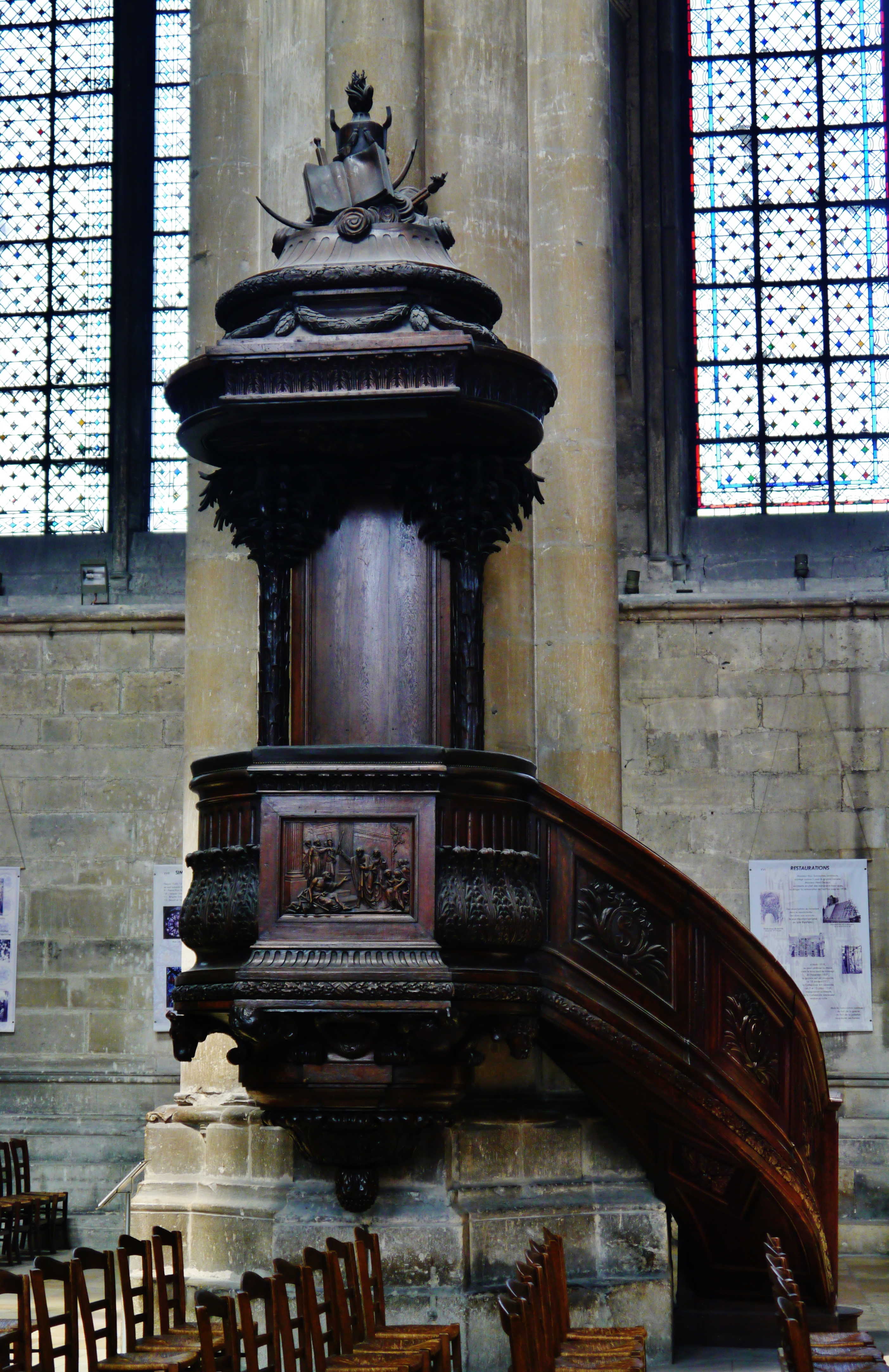
Кафедра в среднем нефе
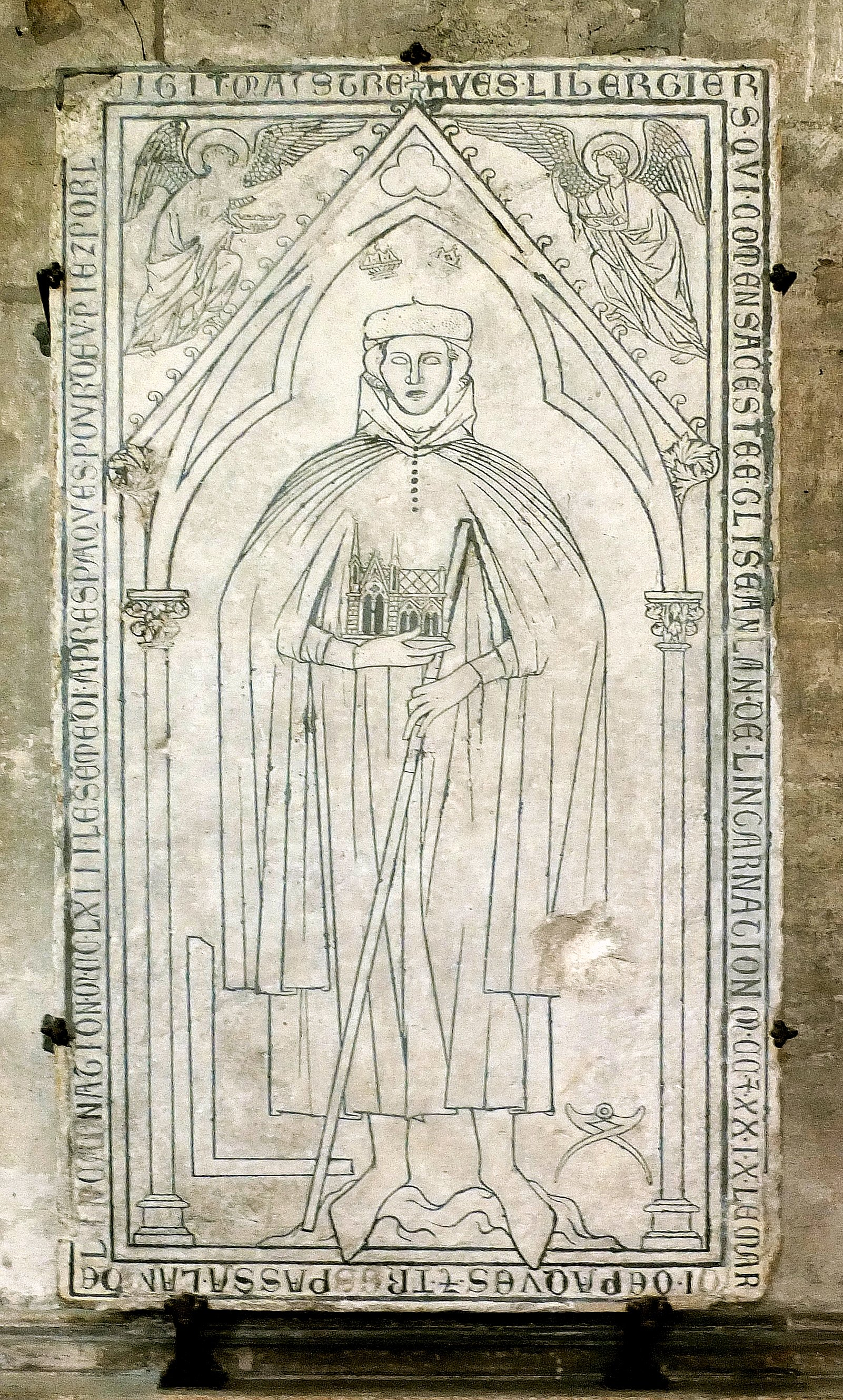
Надгробная плита Гюга Либержье в северном трансепте
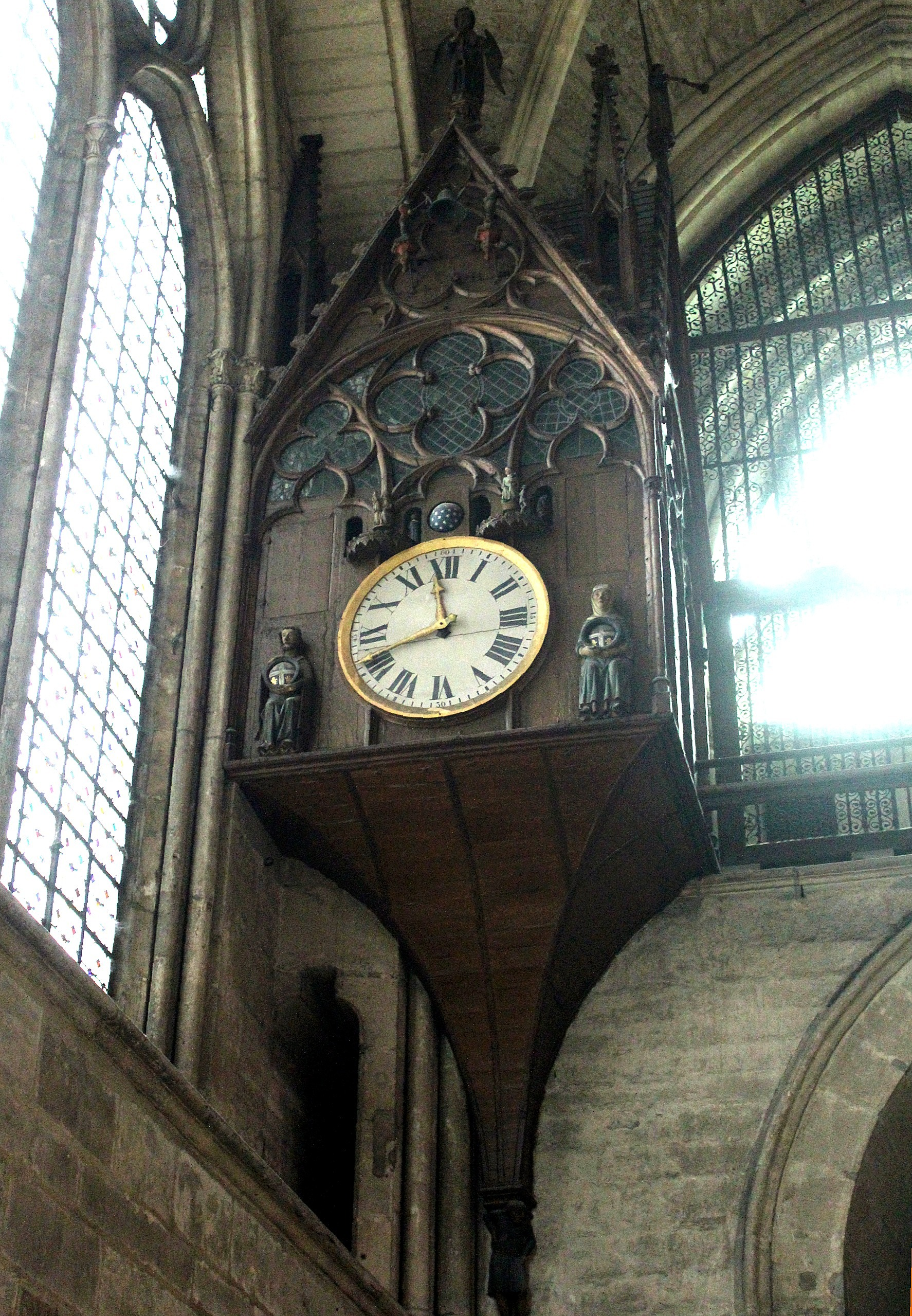
Часы XV века
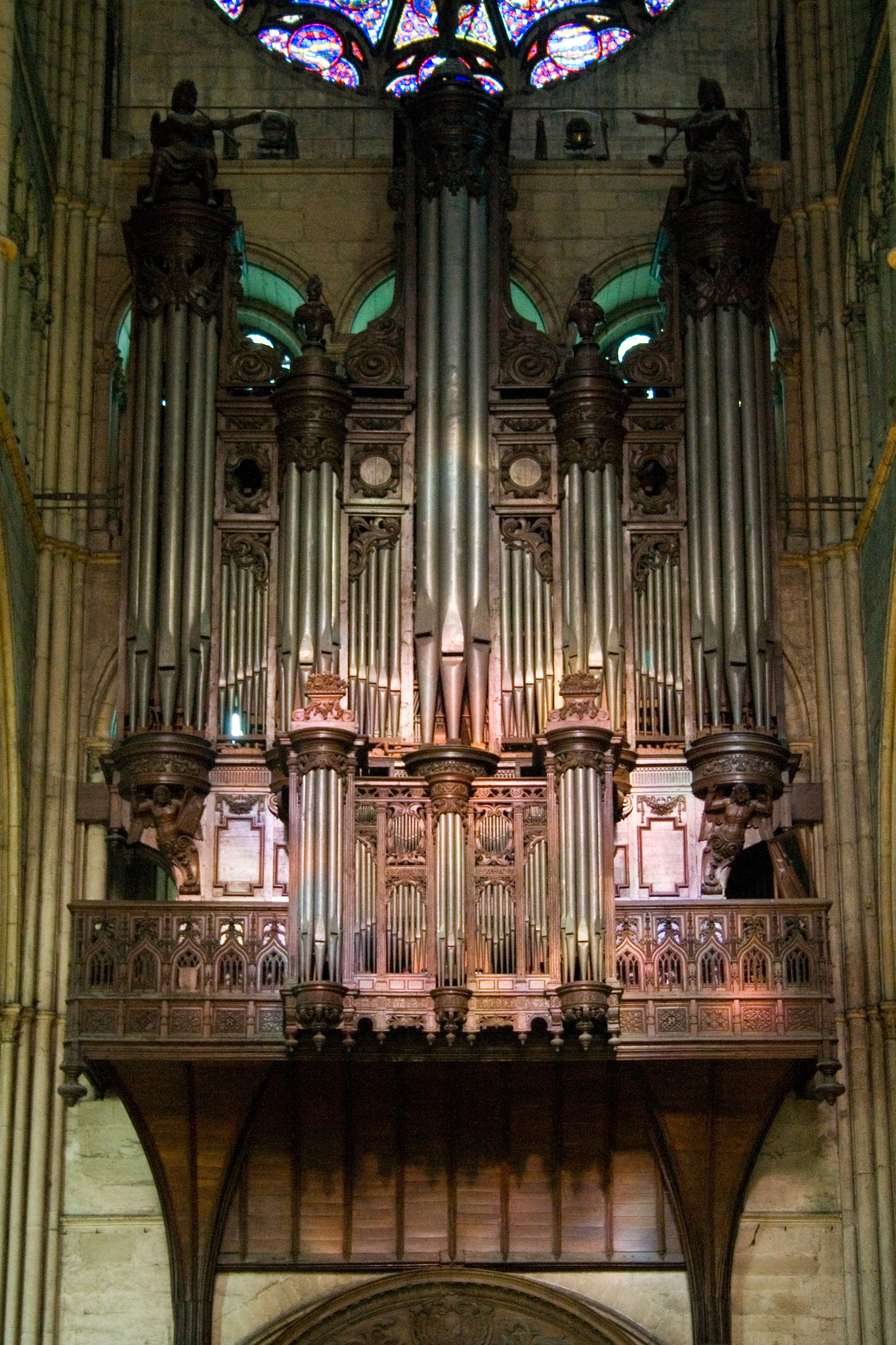
Большой орган
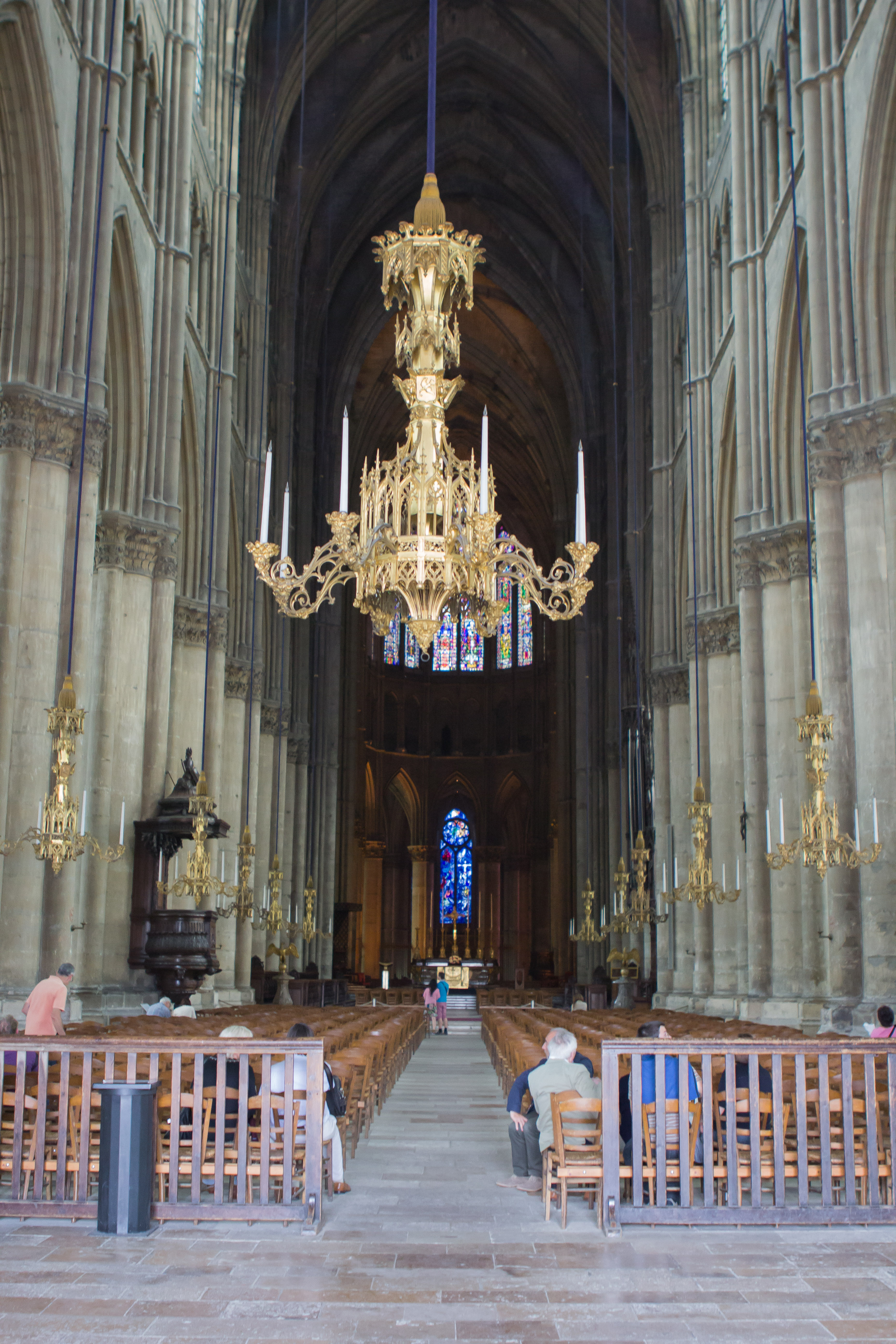
Бронзовые люстры

## Световое шоу «Цветная мечта»
Световые проекции на фасаде Реймсского собора практиковались с 1985 года. 20-минутное световое шоу проходило в 2007 году. В 2011 году, к 800-летию Реймсского собора, компания Skertzo создала 25-минутное светозвуковое шоу под названием «Rêve de couleurs» (дословно «Мечта/сон о красках»). Под музыку на фасад проецировались сменяющие друг друга картины, образно рассказывающие о строительстве собора и ключевых моментах его истории. Кроме того, выполненная с поразительной точностью световая «раскраска» статуй и архитектурных элементов напоминала зрителям об их утраченной полихромии. Наблюдать световое представление можно было бесплатно с площади перед собором. Поскольку шоу пользовалось огромным успехом, оно стало постоянным и ежегодно демонстрировалось на протяжении нескольких месяцев, неизменно собирая большое количество зрителей. Однако в 2018 году было принято решение о создании нового шоу, созданием которого будет заниматься канадская компания Moment Factory. Его тема пока не разглашается.

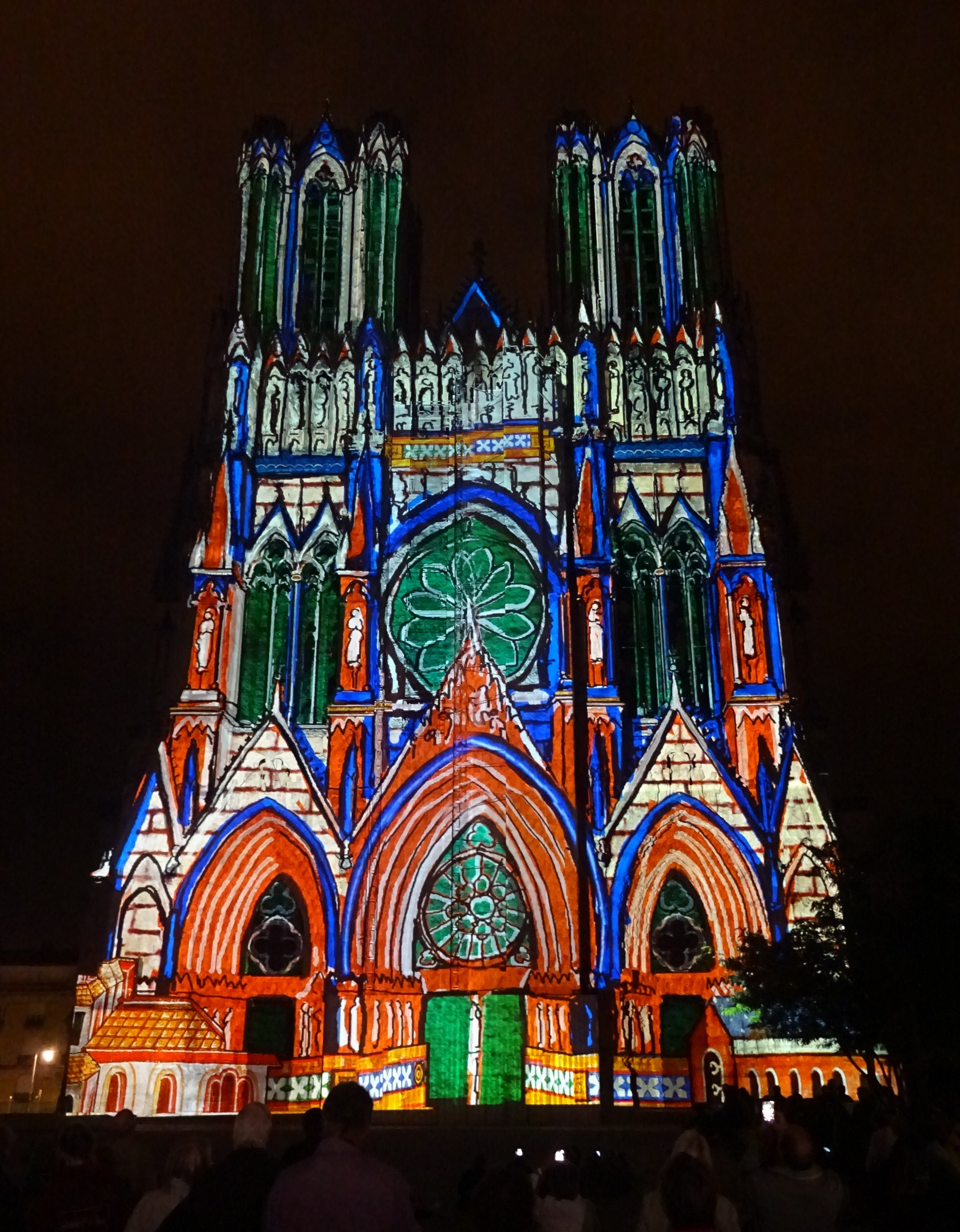
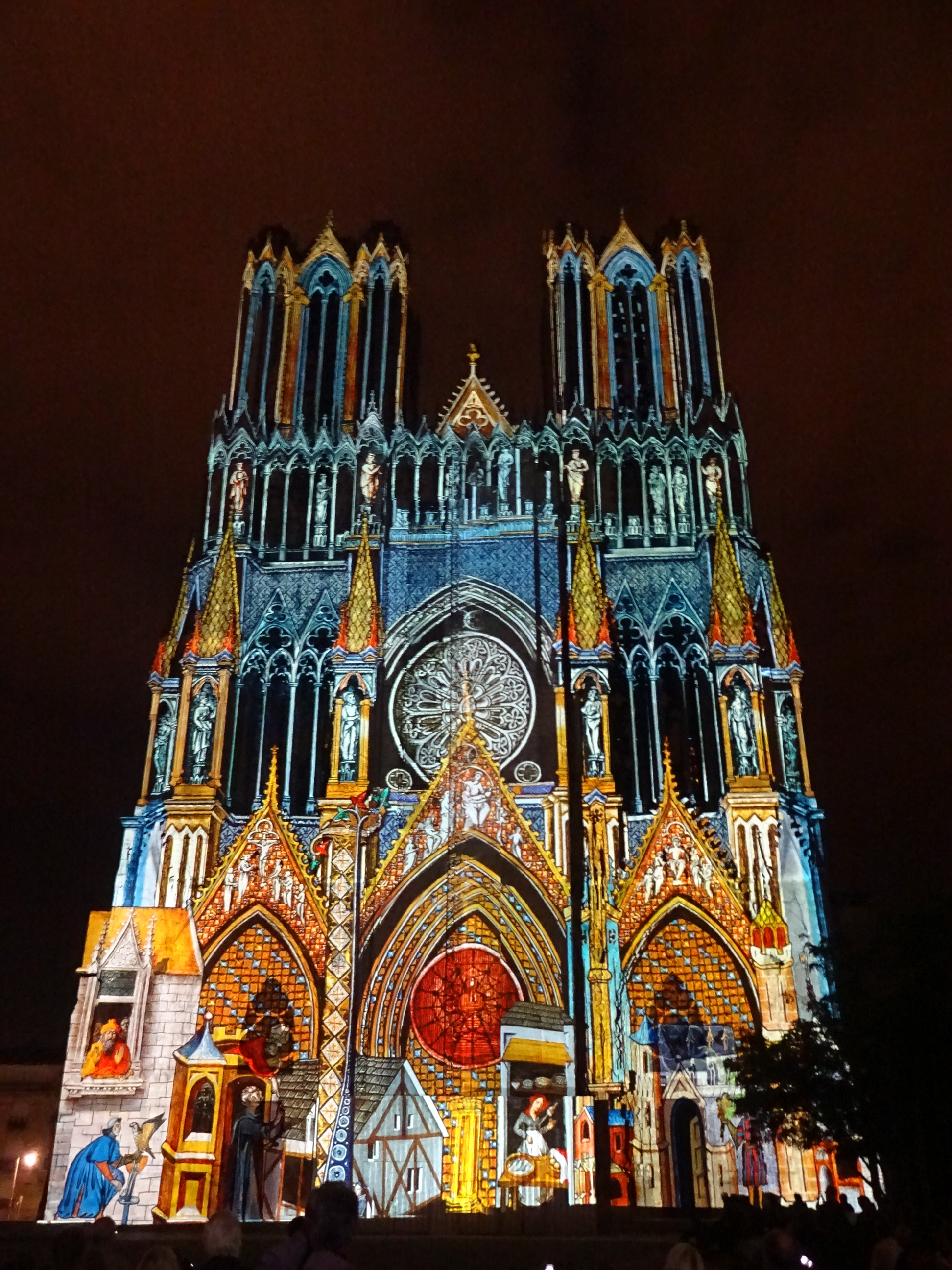
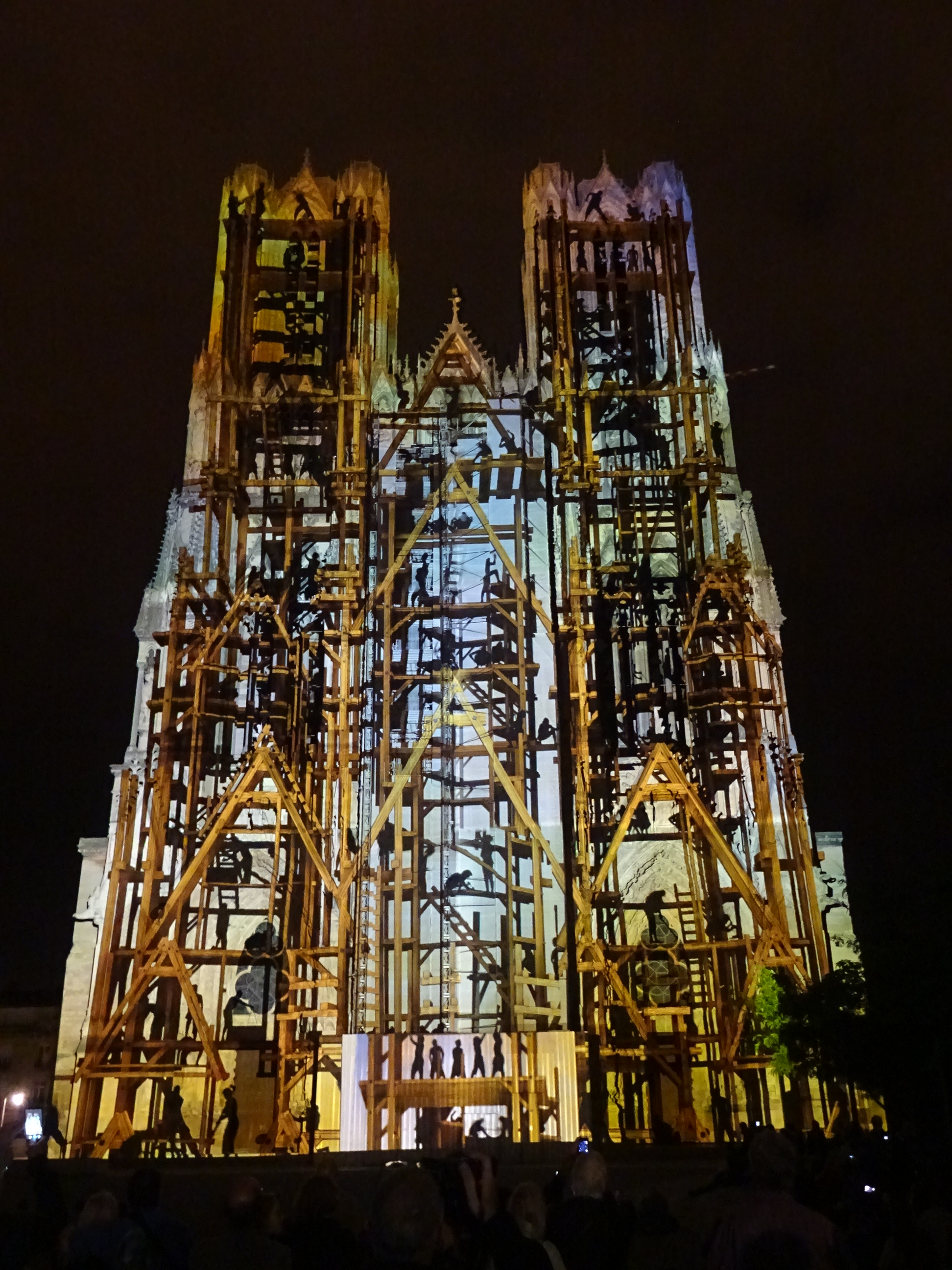
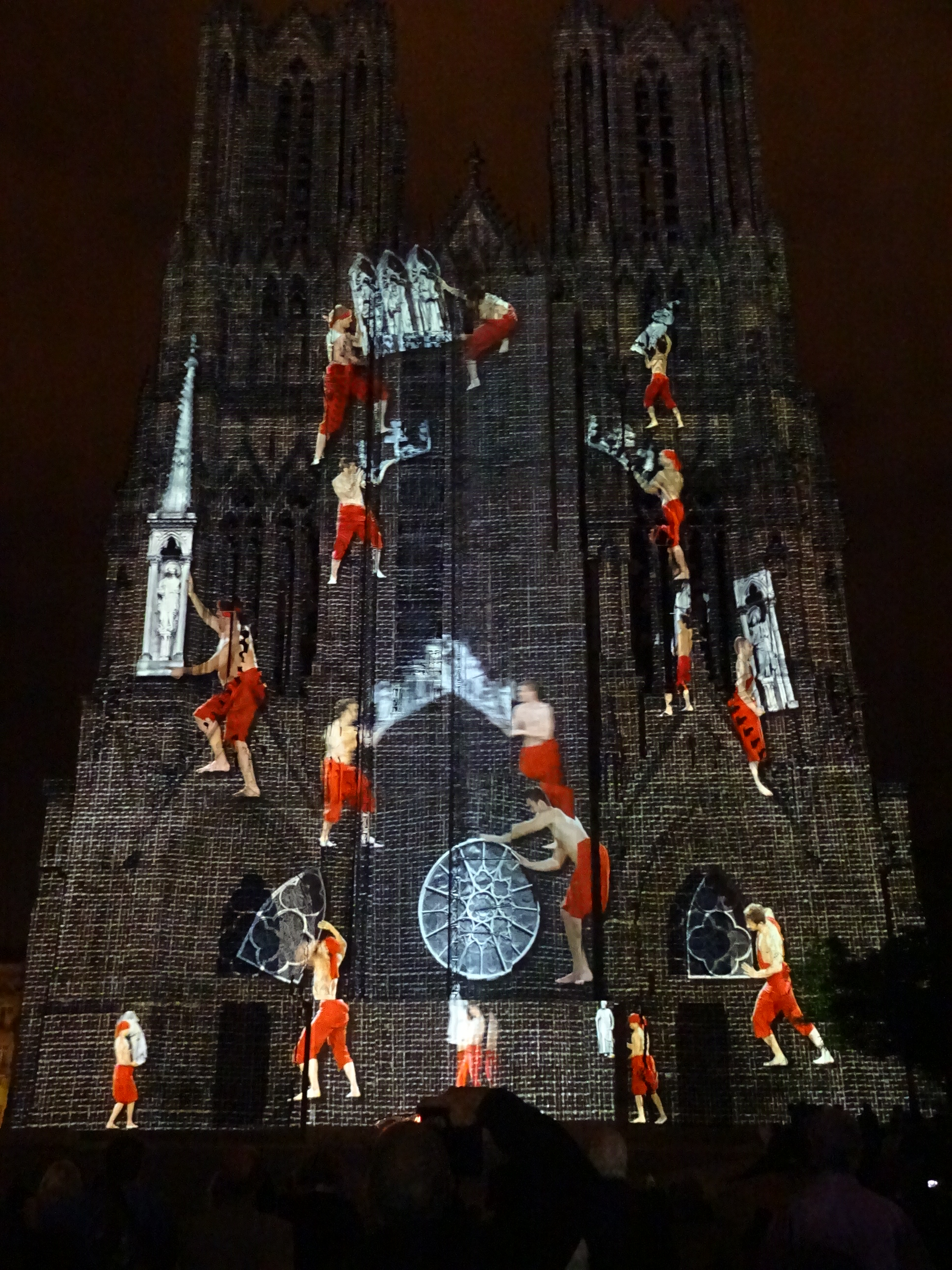
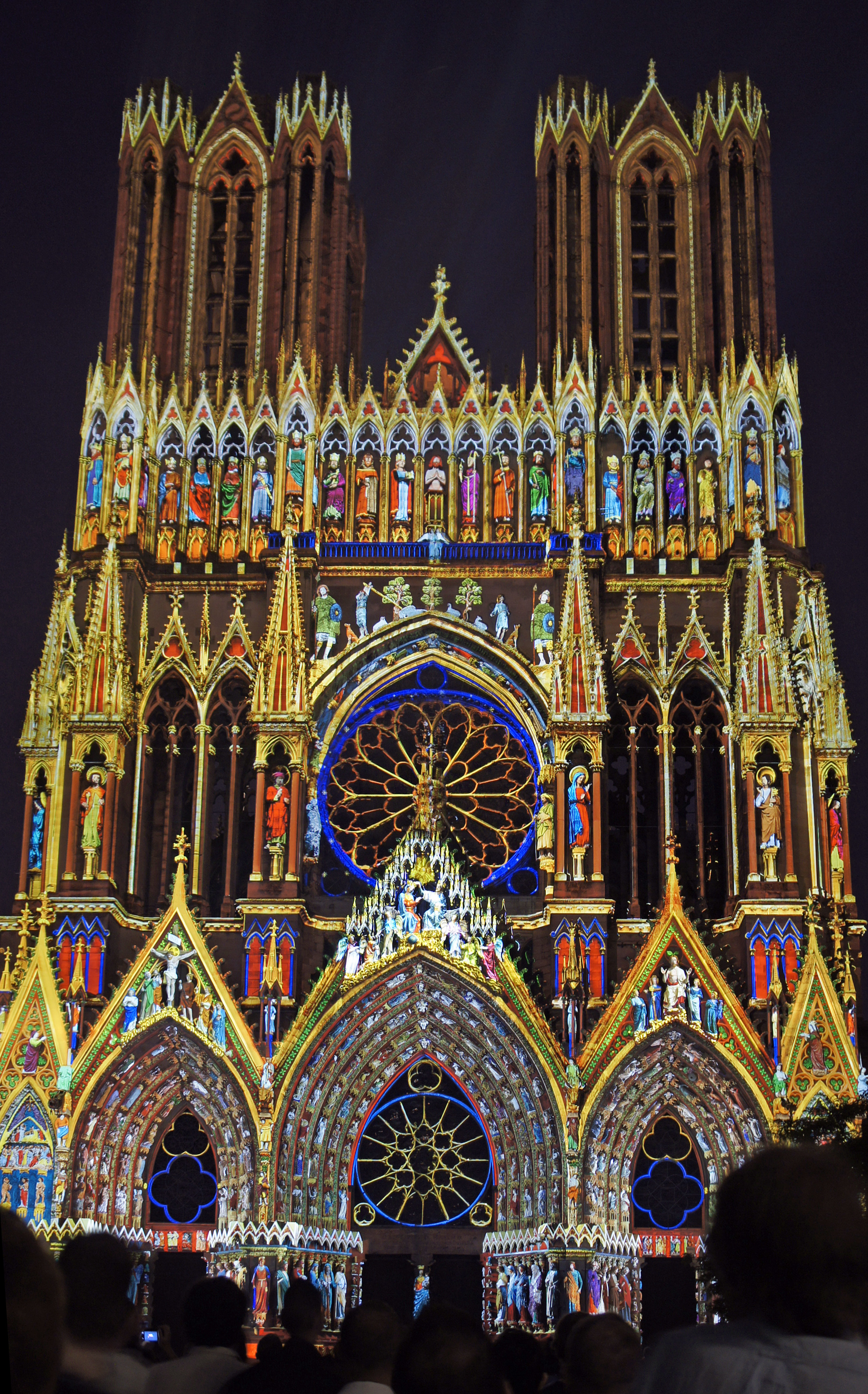
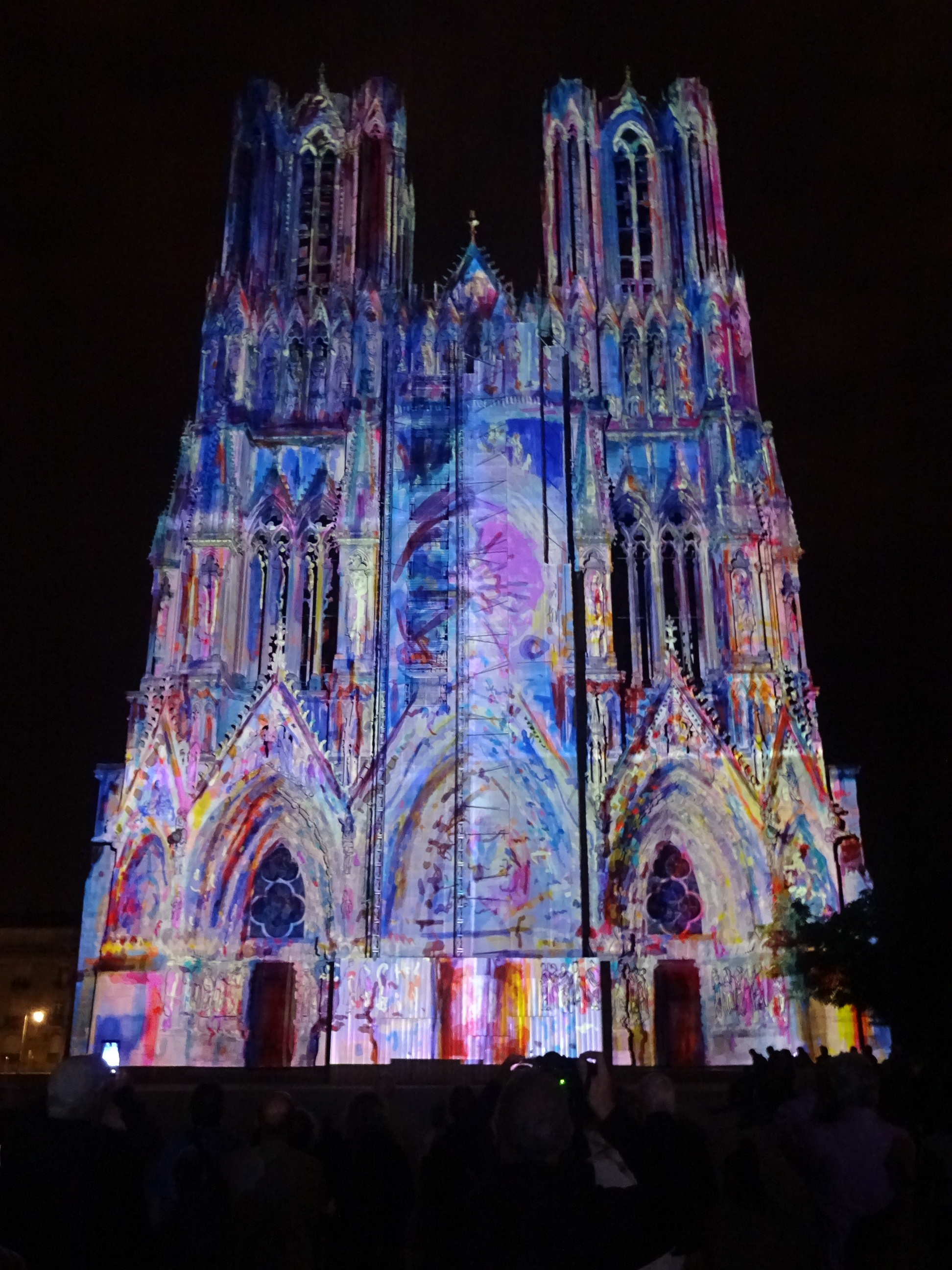

## Комментарии
1. ↑  Долгое время датой начала строительства считался 1211 год, однако в начале XXI века данные дендрохронологических исследований и тщательный анализ исторических фактов заставили пересмотреть принятую датировку.
2. ↑  Раскопки 1919—1930 и 1994—1996 годов подтвердили их существование[1].
3. ↑  Праш предполагает также, что, во-первых, имевший место пожар мог произойти уже после того, как была начата масштабная реконструкция старого здания; во-вторых, его серьёзность могла быть преувеличена хронистом[23].
4. ↑  Если Робер де Куси умер в 1311 году, он никак не мог руководить строительством в начале предыдущего века[25].
5. ↑  В надписи о Жане д’Орбе сказано: «encommencea la coiffe de l'église»; если под «coiffe» понимать апсиду целиком, то это означает, что именно он начал возводить собор; если же под этим понимать своды и кровлю, то получается, что он лишь продолжил дело своих предшественников[30].